# 軽自動車
軽自動車（けいじどうしゃ）は、現行の道路運送車両法からすれば、日本での自動車規格の中で最も小さい規格に当てはまる、排気量660 cc以下の三輪、四輪自動車のこと。125 cc超250 cc以下（側車付きの場合は、50 ccを超え250 cc以下）の二輪車も指す。自動車は軽三輪、軽四輪、二輪車は軽二輪ともいう。一般的には単に軽と呼ばれる事が多い。
元来は日本国外のキャビンスクーターなどの一種であったが、現在はより本格的な自動車として別種のものと認識されている。

## 概要

### 日本の軽四輪

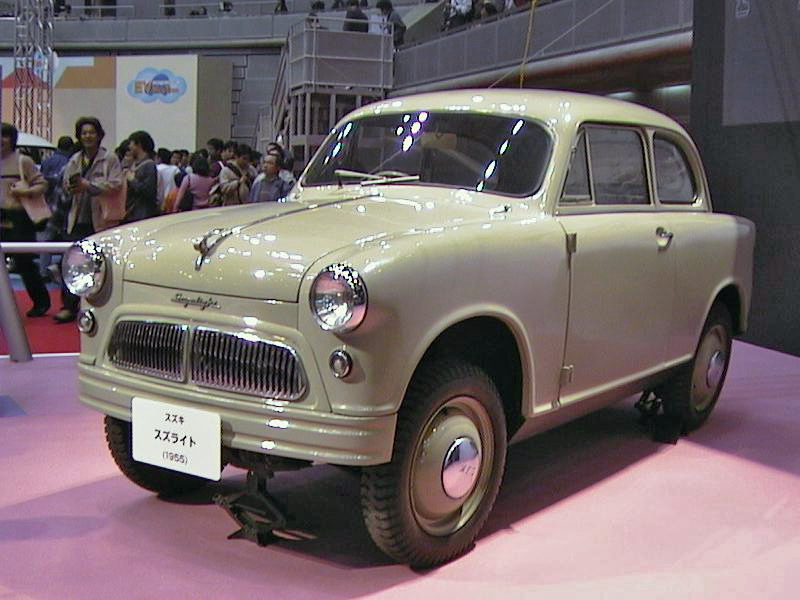
スズキ・スズライトSF型
1956年

日本独自規格となる軽四輪は、道路運送車両法施行規則で定められており、現在の規格（1998年10月に規格改定）は、
- 全長 3,400 mm (3.40 m) 以下
- 全幅 1,480 mm (1.48 m) 以下
- 全高 2,000 mm (2.00 m) 以下
- 排気量660 cc以下[注釈 1]
- 定員 4名以下
- 貨物積載量 350 kg以下

となっている。
なお、この条件を1つでも超えると小型自動車（登録車）の扱いになり「白地に緑文字」の自家用、または「緑地に白文字」の運送事業用でのナンバープレート登録となる。この規格は日本への輸入車にも適用される（スマートやナノも排気量は660 cc以内であるが、全幅が1,480 mmを超えるため、日本に輸入されれば「排気量1.0リッターの小型車」扱いで登録される。日本の軽自動車規格車にエアロパーツ、オーバーフェンダーを装着して寸法が規格値を超えた場合、改造にて小型自動車に構造変更手続きをしなければ自動車税の脱税行為となり、処罰の対象となる）。
また、本田技研工業（ホンダ）のS500やS600、T500、三菱自動車工業（1960年代当時は新三菱重工業→三菱重工業）の三菱・500とコルト600はいずれも現在の軽自動車と同規格に当てはまるが、旧規格の「排気量360cc時代」に生産された車両であるため、新規登録時はこれらも同様に「小型車」扱いで登録される。

### ナンバープレート
ナンバープレートの色は、自家用は「黄色地に黒文字」、事業用は「黒地に黄色文字」となっている（360 cc時代の車両については小型のプレートに「白地に緑文字」〈自家用〉または「緑地に白文字」〈運送事業用〉）。詳しくは、ナンバープレートを参照。
特例で2019年の「ラグビーワールドカップ特別仕様ナンバープレート」または「東京2020オリンピック・パラリンピック競技大会特別仕様ナンバープレート」であれば、追加の料金で「白基調に緑文字」のナンバープレートにできた（現在は交付終了）。外見上、普通車との見分けが付きにくいが、軽自動車の分類番号は「580 - 599」で、このうち「580-582」までが一般払い出しとなり、「583-599」までが一般希望ナンバーに使われる。
普通車とは異なり「登録車」ではなく「届出車」となるため、封印は付かない。

### 超小型自動車の沿革

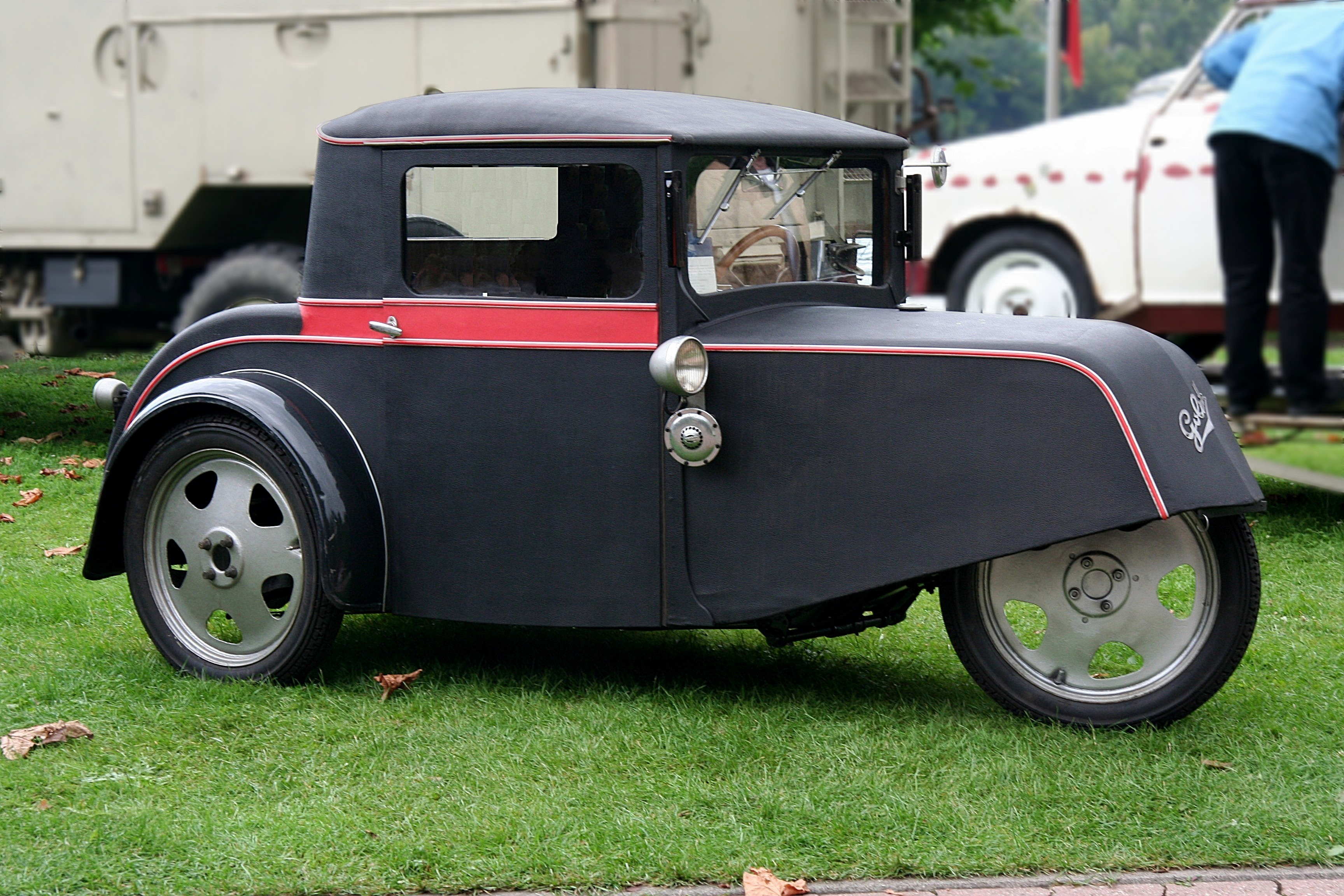
ゴリアテ・ピオネール
1931年 - 1934年

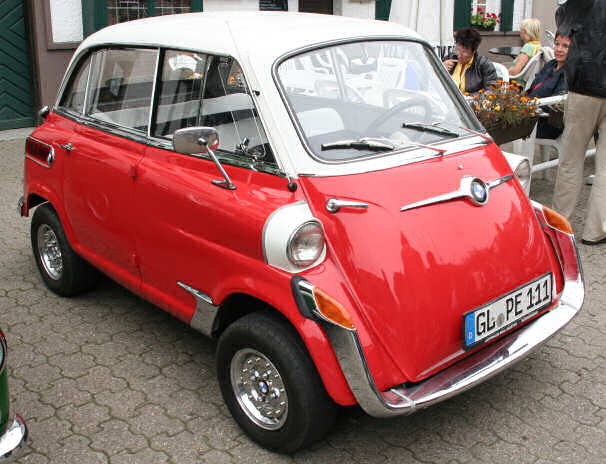
BMW・600
1959年

1910年代から1930年代にかけて、サイドカーを含む自動二輪車の延長線上、あるいは、三輪を含む自動車のダウンサイズ版として、それらのギャップを埋める簡易車両が多数誕生した。その後、オースチン・7（1922年 - 1939年）やシトロエン・5CV（1922年 - 1926年）に代表される、「まともな」四輪大衆車の量産化による高品質と低廉な価格を前にしては競争力は最早なく、急速に衰退している。
第二次世界大戦後、敗戦国を中心に、二輪車や航空機の余剰部品や材料を利用した簡易車両が庶民の足として生まれ、経済復興とともに再び隆盛を極めた。日本と同じく第二次世界大戦における敗戦国であるドイツやイタリア、植民地運営が行き詰り、不況となったイギリスやフランスなどにも見られた。
自動車史では、これらの車両をサイクルカー、キャビンスクーター、バブルカー、マイクロカーなどと呼び、現在では、自動車趣味の一ジャンルとして定着し、大切に保存されている。
現在では発展途上国の手軽な移動手段としてのほか、省資源の観点から先進国でも超小型自動車を見直す気運が高まりつつあり、新規開発も増えている。
日本の軽自動車は規格としては1949年に戦後の経済成長の一助となる事を目指して成立した。当初から運転免許証も普通車、小型車とは区別され、時期や地域によっては、実地試験が免除となり、費用負担も少ない「軽自動車免許」なる優遇措置が存在したが、当時のモータリゼーションの主力および市場の需要はもっぱらオート三輪やオートバイに集中しており、軽四輪自動車の本格的な製造販売を手掛けるメーカーはなかなか出てこなかった。軽規格自体も1954年までほぼ1年おきに改正・拡大を繰り返すような有様で、実際に実用的な規格として固まり、その存在が国民に認知されるようになるのは、通商産業省（現・経済産業省）の国民車構想が週刊誌によってスクープされる1955年を待たねばならなかった。この時代までに軽四輪自動車の製造販売に挑戦した少数の零細メーカーはほとんどが商業的に失敗するか、資本の限界で製造の継続ができなくなるなどの理由で、ほどなく市場からの撤退を余儀なくされている。
1955年、鈴木自動車工業（現：スズキ）が「スズキ・スズライト」を発売、軽規格内でも国民車構想に充分に合致する本格四輪乗用車の製造が可能であることが証明されたが、販売価格は42万円と未だ価格面では庶民の手には届きにくいものであった。当時の平均月収は数万円程度であり、庶民の足となりえる原動機付きの乗り物はホンダ・カブFに代表される自転車後付エンジン（広義のモペッド）か原動機付自転車、250cc程度までの小型オートバイ（軽二輪）、高くてもダイハツ・ミゼットに代表される販売価格20万円台の軽三輪自動車までが精々という時代背景であった。
その後1958年に「スバル・360」が登場。先行車両をデザイン、性能、パッケージングなどあらゆる面で上回るものでありながら販売価格は45万円を切るものとなり、軽四輪自動車が国民に爆発的に普及する原動力となった。スバル・360の成功はそれまでもっぱらオート三輪の製造に注力していたマツダ、ダイハツ、三菱などのメーカーの経営方針を四輪中心に転換させる原動力ともなった。同時に各社とも貨物車の開発にも力を入れ、この過程で誕生した「軽トラック」や「軽ワンボックス」は日本の経済活動にとって欠かせないものとなった。またホープ自動車のホープスター・ON型4WDは改良発展で後にスズキ・ジムニーとなり、オフロード車としても成功を収めた。以降、業務用からレジャー用のバギーカーまでが出揃うほどの多様な車種展開を見せ、その発想は現在の車種にも受け継がれている。
世界各国の「サイクルカー」が姿を消していく中、日本の「軽自動車」は、本格的な自動車としての生き残りに成功した。その後、3度にわたって大幅な規格拡大があり、現在に至っている。1990年の660 ccへの排気量拡大以降は、それまで多くの車種でオプション設定に留まっていたカーエアコンやカーオーディオの標準装備化も進んでいき、1998年の現行規格登場後はエアバッグや衝突安全ボディーの実装、さらに2012年現在ではアイドリングストップや副変速機付きCVT、バックモニターなどの装備も進んでいる。また、ダイハツがムーヴを皮切りにスマートアシストを主力車種に投入したことから、2014年頃には各社とも衝突被害軽減ブレーキを主力乗用車種に設定し、2016年現在ではそれらに引っ張られる形で乗用型の存在する商用車（アルトバン、ハイゼットキャディー〈≒ウェイク〉など）にも設定があるなど、フルBセグメント以下の国産の小型車と比較して急速にASV化が進んでいる。このように軽自動車は単なる「廉価な四輪車両」の地位に留まらず、小型登録車と遜色ない快適性や安全性を有するまでになってきている。
しかし、軽自動車の自動車としての確立と性能向上に従い、当初の優遇措置は次第に打ち切られていき、車検の義務化や重量税の課税など登録車と同様の課税や規制が掛けられるようになっていった。また、その成立過程と税制、市場の特殊性故に今日まで国外での販売実績・普及はほとんどないままであり、国内市場からはコンパクトカーとの競合（特にリッターカークラス）での税制面の優遇における批判、海外市場からは「日本市場の閉鎖性と保護政策の象徴」として批判の対象となっている（後述のクワドリシクルなど日本以外にも類例の規格はないわけではない）。ただし、海外向けには軽自動車のエンジンだけを800 - 1,300 cc程度に拡大したものは多数あり、660ccのままでの海外進出の例もある。その一例としてはプロドゥア(マレーシア、ダイハツ合弁)のカンチル/ビバ(≒ミラ)のベースグレードやパキスタンで現地生産されるスズキ・アルト(HA36)があり、アルトの件に関しては、海外では無謀とされていた660ccのままでの進出に関し並行輸出車の利用実態から可能であるとされたことによる。日本からの完成車輸出や現地でのノックダウン生産を経て、完全国産化を果たしてその国（地域）独自の商品へと進化したものもある。1990年代以降の日本国内仕様にもスバル・ドミンゴやミラジーノ1000、パジェロJr.、ジムニーシエラなどがある、特に軽トラックや軽ワンボックスバンはその実用性が評価され、海外でも広くその姿をみることができる。軽自動車を製造しているメーカー各社は低コストで車を作る技術を蓄積し、新興国での競争力強化につなげることを目指している。しかしアメリカでは州にもよるが安全性の観点から公道の走行を禁止されており、農業用としての使用が一般的である。
ナンバープレートは、自家用・貸渡用・駐留軍は黄地に黒字、事業用は黒地に黄字の中板（330 mm × 165 mm）である。ただし、1974年以前に製造された軽自動車は、自家用・貸渡用・駐留軍は白地に緑字、事業用は緑地に白字の小板（230 mm × 125 mm）となる。このタイプでは、住所変更や所有者変更などで新規にナンバープレートを発行する場合でも従前どおりの小板が発行される。このため、21世紀になって登場したご当地ナンバーでもこのタイプのための小板が存在する。現在も小板が発行されている理由は車両の構造上中板が取り付けられないためであるが、1974年製造の一部車種（三菱・ミニキャブなど）はナンバープレートの取り付けスペースを中板対応にし、ナンバープレートを固定するナットを小板用と中板用の2組設置して小板・中板のいずれも取り付けられるようにしているものもあった。なお、小板は現在でも250 cc以下の軽自動二輪車で用いられている。ナンバープレートは、映像作品や、趣味の面においての時代考証でも重要な要件となる。
登録車のような所有権の登録制度がないので、届出に際し印鑑証明は不要である。また登録車とは異なり、多くの自治体で保管場所証明を申請する義務がなく、車庫証明も不要である。現在は東京23区・政令指定都市・県庁所在地および（おおむね人口10万人以上の）各市でナンバープレート交付後の届出が必要となっている。

### 軽二輪
軽二輪とは、側車（サイドカー）がない限り、125 cc超250 cc以下の自動二輪車のことである。なお、エンジンの総排気量が250 cc以下で側車（サイドカー）がある場合は、125 以下でも50 ccを超えていれば軽自動車として扱われる。この排気量帯の二輪車については、普通自動二輪車（エンジンの総排気量が50 ccを超え125 cc以下で、側車（サイドカー）がある二輪車の場合は小型自動二輪車）および検査対象外軽自動車を参照のこと。

## 成立までの経過
軽自動車の発展は、まだ日本の自動車普及率が高くなかった1950年代のモータリゼーション推進と日本の道路事情に見合った車の開発をめざした「国民車構想」の延長にあると、従来言われてきた。しかし実際にはこの構想において成功した自動車メーカーは皆無であった。
富士重工業（現・SUBARU）における「スバル・360」の開発は「軽自動車の枠で、普通乗用車と同じ能力を」という前提で開発されており、最初から国民車構想をさらに上回る企画であった。
また平均的日本人における成人男子の体格が世界的に見て小柄であったことも、同車種が日本国内の市場に受け入れられた遠因に挙げられているが、当時のスバルやホンダの軽自動車がほぼエンジンのみを拡大して450 - 600 ccとし、そのまま北米などに輸出され好評であったことから、欧米人の体格でも日本の軽自動車サイズで特に問題はなかった。
過去3度における大幅な規格拡大も、排気ガス抑制のための4サイクルエンジンへの移行促進（360 cc→550 cc）、高速道路網の拡張への対応やカーエアコンの普及による馬力荷重の悪化（550 cc→旧660 cc）、普通車同様の衝突安全基準の採用（旧660 cc→新660 cc）が主たる理由である。

## 軽自動車の特徴と用途

### 特徴
軽自動車の特徴は
- 車両本体価格のほか、税金・保険料などの維持費も安い
- 車体が小さく取り回しが容易

などである。

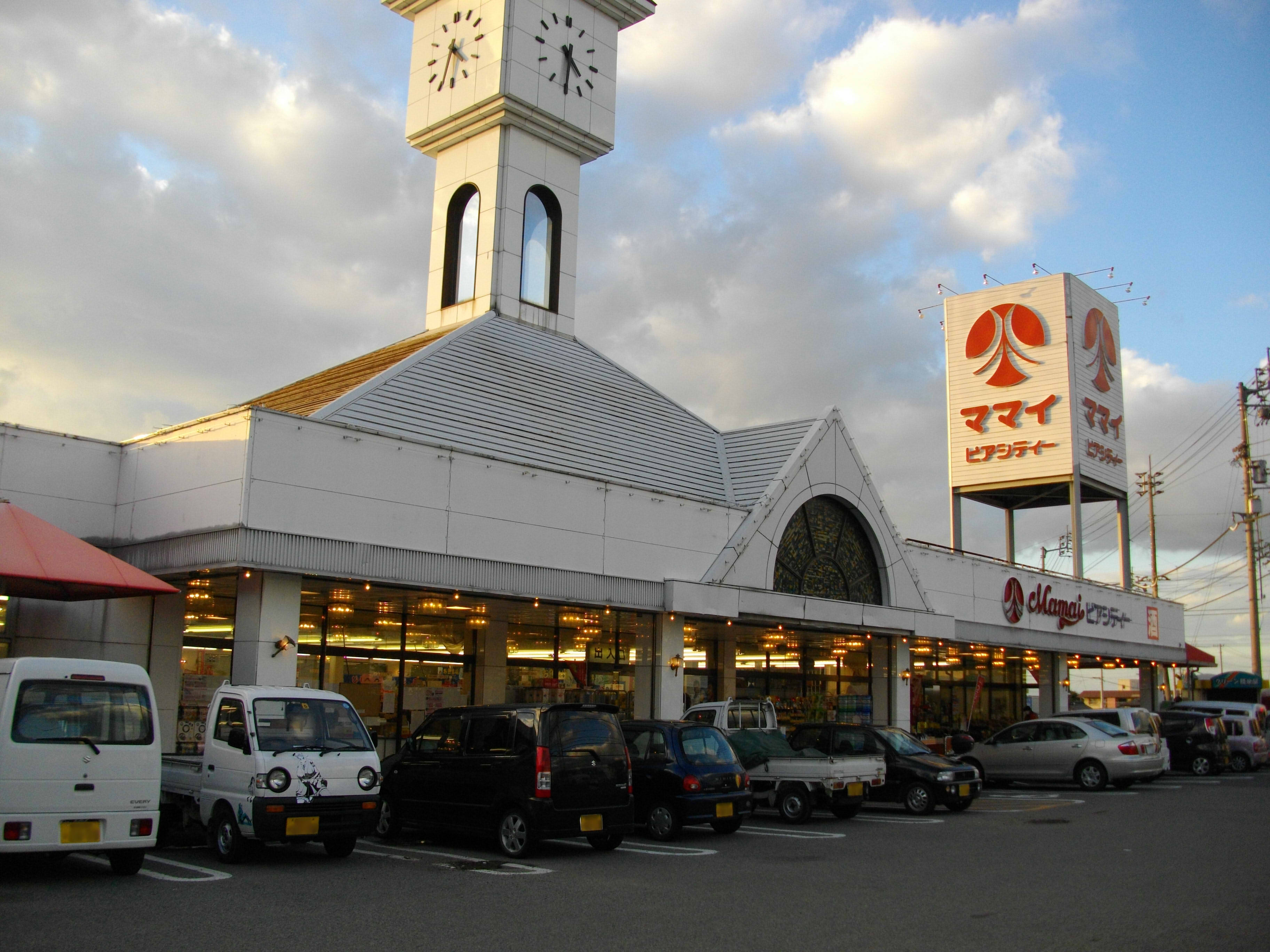
地方のスーパーマーケットと買い物客の軽自動車。（愛媛県四国中央市・旧土居町にて撮影）

道路の整備が進んで渋滞が少ない、ロードサイド店舗が発達している、公共交通機関の便が悪いことなどから、自家用車の利便性が高い地方では、個人の通勤・買物など、日常生活の足として一世帯で複数台の自動車を所有することが一般的である。その際、コストを抑えるためにセカンドカー（一世帯で保有する2台目）以降に軽自動車を購入する需要が高い。これらの使用者は、女性、若者、あるいは高齢者などであり、軽自動車の中心的購買層でもある（詳細はJAMAレポートNo.107を参照）。
職業別においては、農林水産業、建設業、運送業などで、軽トラックや軽ワゴン・バンを所有している例が多く、購入価格（イニシャルコスト）が低廉であることのほか、税金や維持費（ランニングコスト）も低く、幅員の狭い道路を楽に往来できるというメリットもある。冬季間の積雪や凍結路面を走行する際や未舗装の悪路走行する際に必要な4WDも設定されており、軽トラックではメーカーオプションで悪路走行用に副変速機やLSDやデフロックが設定されている車種もある。
個人向け乗用車としては、ハッチバック（セダン/ワゴン）、トールワゴン、オープンカー、4ドアハードトップ、SUVなどの車型がある。
このほか、趣味性の高いスポーツカーや、本格的なクロスカントリーカーなども選べる。
都道府県別で見てみると、2020年3月末時点での軽自動車の保有台数は、青森県、岩手県、秋田県、山形県、山口県、熊本県、宮崎県を除く40都道府県で前年より増加しているものの、滋賀県、岡山県、愛媛県、福岡県、佐賀県、宮崎県、沖縄県の7県以外では登録車の保有台数が減少しており、軽自動車に取って代わられている傾向が見られる。2020年3月末現在、「軽自動車の保有台数」の1位は愛知県、2位は福岡県、3位は埼玉県、4位は千葉県、5位は大阪府となっており、保有台数上位は都市部で占められる。
一方、「全自動車に対する軽自動車の保有シェア」では、2008年3月末現在（全国平均：33.7%）において高知県が初めて全自動車の半数以上を軽自動車が占めたのを皮切りに、2020年3月末現在（全国平均：39.6%）ではいずれも西日本にある高知県（55.4%）、長崎県（55.1%）、沖縄県（54.2%）、和歌山県（54.1%）、島根県（53.1%）、鹿児島県（52.8%）、鳥取県（52.6%）、愛媛県（52.2%）、宮崎県（51.9%）、佐賀県（51.1%）の10県において全自動車の半数以上を軽自動車が占めるようになり、大阪府・兵庫県を除く近畿地方以西は全府県40%以上となっている。なお、東京都は軽自動車に対する軽貨物車の比率が36.6%で全国1位であり、軽ワンボックスバンと軽トラックが都民の生活を支えている。
|             |             |             |
| 2020年3月末 | 2008年3月末 | 1998年3月末 |

| 都道府県 | 全自動車 保有台数 （台）（A） | 登録車 保有台数 （台） | 軽自動車 保有台数 （台）（B） | 軽自動車 保有比率 （%）（B/A） | 100世帯あたり 軽自動車 保有台数 （台/100世帯） | 1998年3月末 軽自動車 保有比率 （%） |
| -------- | ----------------------------- | ---------------------- | ----------------------------- | ------------------------------ | ---------------------------------------------- | ----------------------------------- |
| 全国     | 78,172,873                    | 47,205,414             | 30,967,459                    | 39.6                           | 51.8                                           | 25.9                                |
| 北海道   | 3,628,094                     | 2,461,093              | 1,167,001                     | 32.2                           | 41.4                                           | 17.0                                |
| 青森県   | 977,536                       | 522,257                | 455,279                       | 46.6                           | 77.5                                           | 31.6                                |
| 岩手県   | 997,106                       | 539,448                | 457,658                       | 45.9                           | 88.4                                           | 31.9                                |
| 宮城県   | 1,636,116                     | 1,010,878              | 625,238                       | 38.2                           | 64.0                                           | 24.8                                |
| 秋田県   | 786,281                       | 416,345                | 369,936                       | 47.0                           | 87.6                                           | 34.3                                |
| 山形県   | 905,585                       | 494,535                | 411,050                       | 45.4                           | 101.1                                          | 34.6                                |
| 福島県   | 1,592,064                     | 934,860                | 657,204                       | 41.3                           | 85.0                                           | 29.0                                |
| 茨城県   | 2,527,288                     | 1,589,386              | 937,902                       | 37.1                           | 75.7                                           | 22.4                                |
| 栃木県   | 1,663,630                     | 1,050,505              | 613,125                       | 36.9                           | 73.6                                           | 22.9                                |
| 群馬県   | 1,735,837                     | 1,036,958              | 698,879                       | 40.3                           | 84.3                                           | 26.7                                |
| 埼玉県   | 3,939,385                     | 2,596,365              | 1,343,020                     | 34.1                           | 40.0                                           | 17.4                                |
| 千葉県   | 3,521,678                     | 2,344,271              | 1,177,407                     | 33.4                           | 40.6                                           | 18.6                                |
| 東京都   | 3,937,822                     | 3,111,906              | 825,916                       | 21.0                           | 11.8                                           | 11.5                                |
| 神奈川県 | 3,710,713                     | 2,724,723              | 985,990                       | 26.6                           | 22.3                                           | 13.6                                |
| 新潟県   | 1,783,329                     | 956,772                | 826,557                       | 46.3                           | 92.8                                           | 33.4                                |
| 富山県   | 879,171                       | 511,222                | 367,949                       | 41.9                           | 88.9                                           | 30.3                                |
| 石川県   | 894,116                       | 537,535                | 356,581                       | 39.9                           | 74.1                                           | 27.9                                |
| 福井県   | 654,544                       | 367,497                | 287,047                       | 43.9                           | 100.2                                          | 31.5                                |
| 山梨県   | 729,495                       | 394,562                | 334,933                       | 45.9                           | 94.1                                           | 31.2                                |
| 長野県   | 1,837,976                     | 959,357                | 878,619                       | 47.8                           | 102.0                                          | 34.4                                |
| 岐阜県   | 1,634,227                     | 963,782                | 670,445                       | 41.0                           | 83.9                                           | 26.7                                |
| 静岡県   | 2,764,170                     | 1,598,269              | 1,165,901                     | 42.2                           | 74.3                                           | 27.0                                |
| 愛知県   | 5,083,944                     | 3,438,152              | 1,645,792                     | 32.4                           | 51.2                                           | 19.3                                |
| 三重県   | 1,470,098                     | 821,253                | 648,845                       | 44.1                           | 83.8                                           | 31.6                                |
| 滋賀県   | 1,004,506                     | 543,283                | 461,223                       | 45.9                           | 81.4                                           | 32.9                                |
| 京都府   | 1,274,389                     | 761,832                | 512,557                       | 40.2                           | 42.8                                           | 25.5                                |
| 大阪府   | 3,547,421                     | 2,374,360              | 1,173,061                     | 33.1                           | 27.7                                           | 21.3                                |
| 兵庫県   | 2,876,741                     | 1,793,958              | 1,082,783                     | 37.6                           | 43.1                                           | 25.9                                |
| 奈良県   | 802,653                       | 452,586                | 350,067                       | 43.6                           | 58.3                                           | 27.7                                |
| 和歌山県 | 722,329                       | 331,693                | 390,636                       | 54.1                           | 88.4                                           | 39.6                                |
| 鳥取県   | 456,511                       | 216,269                | 240,242                       | 52.6                           | 103.2                                          | 42.7                                |
| 島根県   | 541,702                       | 253,807                | 287,895                       | 53.1                           | 101.1                                          | 42.8                                |
| 岡山県   | 1,494,788                     | 773,162                | 721,626                       | 48.3                           | 86.9                                           | 36.8                                |
| 広島県   | 1,830,674                     | 1,014,095              | 816,579                       | 44.6                           | 63.3                                           | 32.6                                |
| 山口県   | 1,039,173                     | 545,768                | 493,405                       | 47.5                           | 76.3                                           | 36.4                                |
| 徳島県   | 600,404                       | 302,913                | 297,491                       | 49.5                           | 89.8                                           | 37.4                                |
| 香川県   | 762,686                       | 388,057                | 374,629                       | 49.1                           | 86.1                                           | 38.1                                |
| 愛媛県   | 988,666                       | 472,731                | 515,935                       | 52.2                           | 78.8                                           | 38.8                                |
| 高知県   | 540,853                       | 241,441                | 299,412                       | 55.4                           | 84.8                                           | 42.4                                |
| 福岡県   | 3,262,926                     | 1,918,029              | 1,344,897                     | 41.2                           | 56.7                                           | 28.4                                |
| 佐賀県   | 659,352                       | 322,114                | 337,238                       | 51.1                           | 104.2                                          | 38.2                                |
| 長崎県   | 908,080                       | 407,637                | 500,443                       | 55.1                           | 79.7                                           | 39.7                                |
| 熊本県   | 1,352,712                     | 694,418                | 658,294                       | 48.7                           | 85.1                                           | 33.6                                |
| 大分県   | 897,076                       | 455,255                | 441,821                       | 49.3                           | 83.7                                           | 35.3                                |
| 宮崎県   | 909,288                       | 437,814                | 471,474                       | 51.9                           | 92.0                                           | 38.7                                |
| 鹿児島県 | 1,306,436                     | 617,237                | 689,199                       | 52.8                           | 85.8                                           | 38.0                                |
| 沖縄県   | 1,103,302                     | 505,024                | 598,278                       | 54.2                           | 94.6                                           | 27.9                                |

- シェアの項目に背景色がある県はシェア40%以上である。
  -  ：50%以上
  -  ：45%以上、50%未満
  -  ：40%以上、45%未満

### 機構の特徴

#### ボディ形状
軽自動車が他国のバブルカーなどとは明確に違う点の一つに、ハッチバック（ホットハッチがある場合も）、ミニバン、キャブオーバートラック、ワンボックス、SUV、オープンカー、中にはセダンやクーペ、ピックアップなどと自動車として考え得る大概のボディ形状を用意していることがある。
現在の軽乗用車は、コペン、S660やバブル期のビート、カプチーノ、AZ-1などの趣味性の高い車を除き、総じてハッチバック型の2ボックスか、またはミニバンの軽自動車版といったモノスペース（軽トールワゴン）がほとんどであるが、これは積載（容積）効率を重視したためである。
軽規格の寸法内では、4人乗りで3ボックス形状の独立したトランクルームを設ける場合、現在の日本人の体格では、着座姿勢を起こし気味（アップライト）にしても後部座席の居住性とトランク容積の両立は難しい。
実際にフルモデルチェンジ後のオプティは4人乗りでありながられっきとした独立したノッチバックで独立したトランクを持っていたが、1990年代末期から現在の基準としては比較的狭いものであった。
ただし過去、ボンネットバン黄金時代以前の1970年代前半までは、乗用の軽自動車はトランク付のノッチバックおよびセミノッチバックが主流で、ハッチバックやワンボックスは商用という風潮が強かった。当時はまだ日本人の平均体型もあまり大きくなかったため、4人乗りで独立したトランクルームを備えても、それなりの居住性は確保できていた。
もちろんそれだけではなく、かつての360cc時代のような「（クルマに）屋根が付いていて（クルマが）走れればそれだけで良い」だけでなく、現在は快適性や居住性、日常での使い勝手の優位性が求められており、顧客が求めているものが違っていることも要因に挙げられる。

#### 動力機構
軽乗用車として最初に成功したスバル360はリアエンジンの後輪駆動（RR）であった。前輪駆動（FF）はスバル360より3年早く登場したスズライトなどがあったが、まだ操舵輪に対応したドライブシャフトのジョイント技術が未熟であったためトラブルが多かった。そのような事情もありRRは当時の小型乗用車のトレンドでもあった。1967年にホンダがFFのN360を発売し、軽乗用車首位の座をスバルから奪い、さらに後継車であるライフが今日の前輪駆動車の標準ともいえるジアコーサ式レイアウトを採用した。1970年代はRR、FF、FRのそれぞれの駆動方式が入り乱れていたが、1980年代にはほとんどがジアコーザ式FFとなり、今日に至る。軽商用車（トラック、1BOXバン）では大型トラックとも同様のキャブオーバー式FRが主流で、唯一ホンダのみがミッドシップ（MR）を現在も採用している。なお、スバルでは自社での軽自動車製造から撤退する2012年までRRを採用していた。
排気量が360cc以下だった頃は別として、後年の規制緩和で軽自動車の車体寸法が大きくなり、さらには1990年代に入ると衝突安全性などの各種安全性といった要件が加わったことで、より大きく重くなっていった。
規格の拡大にともなって排気量も360ccから550cc、さらには660ccと大きくなっていったが、自然吸気エンジンのトルクでは重量の増加に対して厳しい面もある。
これを克服するために、1980年代後半頃以降の車種では、エンジン出力を稼ぐために550ccや660ccのエンジンにターボチャージャーやスーパーチャージャーを装着した車種が多い（2011年10月現在、一部のスバルの自社生産車種であるサンバートラック/サンバーバンを除きターボチャージャーが装着）。この風潮は現在でも強く残っているが、安全性を維持したまま車体を軽量化する技術の進歩やエンジン技術の進歩により、自然吸気エンジンでも普段乗る程度なら十分なトルクを稼げるようになったことと、排出ガス規制の考慮により過給器搭載車種は一時期ほどではなくなり、大体の乗用軽自動車はアルミホイールやエアロパーツが最初から標準装備されるような高価なグレードであっても過給器ありとなしの2タイプがラインアップされるようになった。
しかし運送業者や遠出などにはやはり過給器付きの方がトルクがあり、積載時や高速での運転が楽になるため、運輸業で使われている軽貨物車（主に軽トラック、軽キャブバン）は一部の車種に限り過給器が付いている場合もある。

#### 車両自体の特徴
- 車両寸法が長さ3.40 m (3,400 mm) 以内、幅1.48 m (1,480 mm) 以内、高さ2.0 m (2,000 mm) 以内と小型登録車より小型であり、市街地や狭隘路での離合が小型登録車よりも更に容易である。
  - 現行規格以前の旧規格660 cc車や、550 cc車、360 cc車などはより小型であり、より容易に対向すれ違いが可能である。
- 軽トールワゴンから軽スーパーハイトワゴン、セダン、ハッチバック、トラック、ワンボックス、SUVなどと車種が多岐にわたる。
- 現行の自動車の中では例外を除き、軽量な車両が多い。
  - スズキ・ジムニーとそのOEMのマツダ・AZオフロード（2014年3月に販売終了）や三菱・パジェロミニ（2013年2月に販売終了）とそのOEMの日産・キックス（2012年8月に販売終了）などは、軽さと本格的な四輪駆動システムにより、未舗装路で上位車両に比類する走破性能を保有している。
- 2022年4月現在、新車での低価格車は、税金・保険料などの付帯費用（経費）を含めても最低90万円強（ただしエアコンとパワーステアリングが共に装着されていない最廉価仕様の後輪駆動の軽トラックの場合は最低80万円強）から存在する。2022年4月現在ではスズキ・キャリイは車両本体価格752,400円（消費税10%込み）からと二輪車を除いて国内で登録出来る車検の必要な自動車としては最も廉価な車両である[注釈 11]。軽乗用車に限定した場合だとダイハツ・ミライース「B」、およびそのOEMのトヨタ・ピクシスエポック「B」（いずれも2WD）の各車両本体価格860,200円（消費税10%込み）が最も廉価な車両となる。
- 絶対的な性能限界が低く、部品や中古車両も安いため（一部例外あり）、初心者が運転技術を習得するのに適している。

#### 税金・保険の優遇
自動車取得税
課税対象額の2 %（乗用登録車は3 %）
自動車重量税
エコカー減税非対象車の3年新規検査車で9,900円、2年で6,600円（0.5 t超1 t以下の普通車の場合、3年で24,600円、2年で16,400円、仮に通常の軽自動車よりも軽い0.5 t以下の普通車の場合でも、3年で12,300円、2年で8,200円）
新車新規登録等から13年経過車で8,200円（0.5 t超1 t以下の普通車の場合、2年で22,800円、仮に0.5 t以下の普通車でも2年で11,400円）
新車新規登録等から18年経過車で8,800円（0.5 t超1 t以下の普通車の場合、2年で25,200円、仮に0.5 t以下の普通車でも2年で12,600円）
軽自動車税
自家用乗用 年10,800円（2015年3月31日までの登録車は年7,200円）、自家用貨物 年5,000円（2015年3月31日までの登録車は年4,000円）、営業乗用 年6,900円（2015年3月31日までの登録車は年5,500円）、営業貨物 年3,800円（2015年3月31日までの登録車は年3,000円）。同 自動車税 1,000cc以下の乗用車で25,000円（2019年9月30日までの登録車は29,500円）、貨物車・貨客兼用車（ライトバン等、積載量1,000 kg以下）で13,200円。自治体によってそれよりも高い場合がある。
グリーン税制による初度登録後13年超の割増がない。ただし、2016年4月1日以降には、新車登録から（車齢）13年を超過した車両は経年重課され、三輪（例：ダイハツ・ミゼット、マツダ・K360等）が4,600円、四輪以上の乗用・業務用が8,200円、乗用・自家用が12,900円、貨物用・業務用が4,500円、貨物用・自家用が6,000円となる。普通車は13年（ディーゼル車は11年）経過の1,000cc以下の2019年9月30日までの登録車で33,900円。
自動車賠償責任保険（強制保険）保険料
貨物車、乗用車、特種用途車でも24ヵ月契約で17,540円（自家用乗用車は17,650円）
自動車保険（任意保険）保険料
同条件であれば乗用登録車より割安である。これは、軽自動車は用途毎の保険料で決定されている（車両補償を除く）のに対し、普通乗用車は自動車の型式ごとに定められた対人、対物、搭乗者傷害、車両補償の料率クラスによって保険料が決定されるためである。ただし、損害保険会社、共済によっては「貨物登録車の年齢条件設定は不可能（いわゆる全年齢対象のみ）」の場合もあるため、必ずしも「保険料が安くなる」と断定することはできない。

#### その他の優遇
- 購入時に印鑑証明・車庫証明（保管場所証明申請）が不要。ただし、軽自動車の保管場所届出義務などの適用地域（政令指定都市・県庁所在地や、おおむね人口10万人以上の市）においては、購入後に保管場所届出の必要がある[5]。
  - 保管場所届出：手続きは届出制で、標章交付手数料のみ500円（登録車の保管場所証明申請は、承認後に標章発行となり申請手数料・標章交付手数料併せて2,600円（東京都の場合））
- 高速道路の通行料が割安（1989年に普通車の約2割引程度に改定された）
- 貨物車の車検は2年ごと（登録車=白ナンバーの貨物車は1年ごと）。なお、1970年代にユーザーユニオン事件が発生する前には軽自動車に車検制度は無く、定期点検のみで運行が可能であった[10]。

### 「軽自動車」という名称が与える誤解
「軽」の文字を含む交通用語・自動車関連用語の「軽」を「軽自動車」の意味と誤解する例がある。
- 軽自動車の燃料を軽油と勘違いし、セルフ式ガソリンスタンドで軽油を給油してしまう例がある[11]。軽油は重油より軽いという意味でありディーゼルエンジン搭載車用の燃料である。そして軽自動車に搭載されるエンジンは原則ガソリンエンジンであり、ディーゼルエンジンが搭載されることはまずない。ガソリンエンジン搭載車に軽油を入れると、安定して燃焼せず停止するか、最悪の場合激しいノッキングで故障する。誤って軽油を給油しないよう、「軽油」ではなく「ディーゼル」と表示するガソリンスタンドもある。
- 交通法令用語の「軽車両」は自転車やリヤカーなどであり、軽自動車は軽車両ではない。軽車両以外の車両の進入・通行が禁止されている場所（狭い踏切など）に軽自動車で入ってしまう事例がある。

### 優遇見直し論

#### 見直し推進派の主張
近年の軽自動車、とりわけ軽ハイトールワゴンやワンボックス軽ワゴン（モノボックス軽ワゴン）、ヘビーデューティー系の軽SUVなどにおいては、エンジンのトルクが660 cc旧規格時代とさほど変わらない割に、車重が1 tに迫るかあるいはそれを超えるほどに重くなってきており、1,000 ccクラスのコンパクトカーやフルBセグメントクラス以下の小型乗用車に比較してパワーウエイトレシオ、ひいては実使用上の燃費も悪くなりやすい傾向がある。このため、二酸化炭素排出量の観点（国家的な規模では排出取引にも大きな影響を与えうる）から見た場合、相対的な環境負荷が大きな軽自動車をコンパクトカーよりも過剰に優遇すべきではないという主張が2010年頃に散見された。
実際に2010年、民主党政権下の総務省の「自動車関係税制に関する研究会」においても、軽自動車と1,000 ccの小型自動車のCO2排出量の平均値は軽自動車の方が排出量が多い状況と認識されており、「暫定税率廃止」「複雑な自動車税制体系の整理」を謳う民主党マニフェストの主導の元、現状で地方税である自動車税および軽自動車税と、中央税（国税）である自動車重量税を一元化し、JC08モード燃費計測値を有する新規登録車両を対象に、課税基準をCO2排出量割と排気量割の合計とする形とした自動車環境税の導入が検討された。
報告書によると課税対象は税制が成立した年度以降に新規登録された自動車が対象で、それ以前のものについては旧来の税制を適用とされているが、仮に現在の660 cc新規格の軽自動車にこの税制が適用された場合、排気量割では税率が軽いものの、CO2排出量割での負荷が大きくなりやすいため、実質的な負担額は現税制の4倍強の増税となる可能性も報道で指摘されている。前述の「自動車関係税制に関する研究会」では、現税制下においては小型自動車側の税負担が軽自動車の4倍強であることを問題としており、この税負担の格差について、環境自動車税の環境損傷負担金的性格や財産税的性格からは、もはやその格差を合理的に説明することは困難であり、軽自動車と小型自動車を区分して議論すべきものではないと結論付けている。また、「環境自動車税（仮称）に関する基本的な考え方」においても軽自動車側の大幅な増税を前提とした上で、引き上げ分を小型自動車側の減税に充当し、税制中立（税制全体の収支は改正前後比±ゼロとし、新たな国民負担は生じさせない）を維持するとしていた。
そして第二次安倍政権期の2014年に大幅な税金値上げが実施された。背景には政府や自動車メーカーが日本専用車である軽自動車の開発コストを疎ましく思っているという点も指摘されている。

#### 見直し反対派の主張
しかしその一方で、いくら環境のためとはいえ軽自動車の増税には同意できないという声もある。その主な理由として
- 地方の住民や低所得者にとって、貴重な移動の足である。
  - 軽ユーザーの1割以上は「軽がなければクルマに乗れない」と回答しており、特に高齢者は3割以上がそう答えている。
  - 買い物や通院、通勤・通学に支障をきたし、日常生活そのものが破壊される。
  - 都市部においても狭溢な道路がまだまだ散見される日本においては、車体サイズが極めてコンパクトである軽自動車の利便性が相当に高い。
- そもそも「自家用かつ乗用の」登録車の税金だけが他と比べて突出して高すぎる（軽だけでなく、同一車両の商用仕様車と比較しても異常に高い）。
  - 逆に、事業で収益を上げる緑・黒ナンバー車（タクシー、ワンボックスカーなど）の場合、排気量2.0リッターの乗用車で1年につきわずか13,800円（同クラスの自家用は39,500円）しかなく、最高の6.0リッター超でも40,700円（自家用は最高で111,000円）しかないため、実質非課税に近い優遇を受けており、軽自動車だけ増税するのは全く割に合わない。
  - 4ナンバー仕様と5ナンバー仕様が存在する登録車として日産・NV200バネット(1.6L・バン積載650kg)をモデルとした例を挙げると5ナンバー仕様車は｢1.5～2.0L｣の課税基準で36000円(2019.10以前購入は39500円)、4ナンバーは｢最大積載量1t以下｣の課税基準で2シーターが8000円、5シーターは貨客兼用車(4シーター以上)の追加税(｢排気量1.5L以上｣の課税基準で8000円)が加わり16000円となる。(※この数値においては、エコカー減税や経年車増税などの税額変動要因については考慮していない。)
  - このため、車検が毎年になる(登録車のみ)などのデメリットを考慮したうえでもあえてシート撤去などを行い5ナンバー車を4ナンバー車に改造するケース[18]も見られる。
- 国内の製造業への影響[注釈 13]。
- 軽のクラスレス化が実現できたのは企業努力によるものであり、批判される謂れはない。

といったものが挙げられている。
- 日本自動車工業会の調査データに見るユーザーの声

本項目で上述された通り軽自動車の普及率は地方で高い。こうした地方ではマイカーの代替となる交通手段が存在せず、さらに移動距離も長いためである。実際「公共交通は不便」と答えたのは30万人未満の市では4割、10万人未満で半数にものぼる。また併有車も30万人未満で8割近くが「ある」と答えた。また日常の買い物における移動距離が5 kmを越えると回答した割合が30万人を割ると倍増する。
このような地域の住人は日常シーンにおいてマイカーが使えないと重大な障害が発生すると考えており、通勤では「遅刻」「（便がなく）帰れない」「辞職不可避」、買い物では「頻度低下で食生活に影響」「そもそも行けない」と考えている。
このような背景から30万人以下では7割が「軽は生活必需品」と考えており、軽がなくなると8割が「困る」と考えている。また高齢者層の2割以上、30代でも1割以上は「軽がないとクルマを持てない」と考えている。
また軽自動車の用途（「通勤/通学」+「買い物」が約8割）と頻度（毎日使用が約7割）を鑑みても、ユーザーにとって軽自動車の存続が死活問題であることが見て取れる。
- 全国軽自動車協会連合会のコメント

全軽自協は同会のパンフレットの中では日米英仏独5カ国の1800cc車、および日本の軽自動車の購入・保有にかかる税金を比較した結果、他国での負担が軽並みであることから「軽ユーザーの税負担が国際水準」（=軽の税金が安いのではなく、登録車の税金が高すぎる）と主張している。
- 政党からの反対意見

日本共産党および社民党は軽自動車が地方住民や低所得者の貴重な移動の足であるという観点から、軽自動車増税反対派である。そのためこの2党の主張するTPP反対理由の一つとして、軽自動車規格の撤廃要求（後述）が挙げられていた。
- 共産党に関しては、ニューモデルマガジンXの取材に対し志位和夫委員長が「軽自動車は所得の低い人が乗っている傾向があるといわれています。つまり、庶民増税になります。逆進的な税体系になるわけですから、反対です」と表明している。
  - 志位委員長、クルマ雑誌に登場“軽自動車税増税は反対”
  - TPP参加交渉やめよ 政府の前のめりを批判 紙議員「軽自動車に増税の危険」

- 社民党に関しては、軽自動車は農林漁村の重要な足（特に軽トラック）としている。
  - 社民党マニフェスト

- メーカー関係者からのコメント
  - 鈴木修（スズキ会長）のコメント
    - 鈴木も軽自動車は比較的低所得の人が生活・仕事に使っているとして（軽自動車の増税は）「弱いものいじめと感じる」「こういう考え方がまかり通るということになると、残念というより、悲しいという表現が合っている」と発言[19]。
    - かつては「軽の税金を上げるだけでなく、リッターカーの税金を下げるという話ならいくらでも協力するのに」と発言した[20]ほか、軽の品質向上で登録車と差が無くなったことによる不平には「軽自動車は寸法も排気量も厳しく制限されている。そのなかで素晴らしい4人乗りのクルマができているのは、軽メーカー各社の努力のたまものだ。その努力を見ないで普通のクルマと同じようなものと言うのはいかがなものか」と反論[21]している。

  - 伊奈功一（ダイハツ会長）のコメント
    - 伊奈も「軽自動車税は国際的に見れば標準的であり、むしろ登録車の自動車税が高すぎるというのも（日本自動車工業会の）一致した見方だ」としており、軽自動車がないと年金暮らしの高齢者が買い物難民になってしまうと指摘。
    - またTPPの件に関しても「軽自動車はどこの国のメーカーがつくっても、税制は同じ」と答えた。[22]。

#### 非関税障壁
2012年1月13日、アメリカ合衆国自動車政策会議 (AAPC)は、アメリカ合衆国通商代表部が募集を締め切った環太平洋戦略的経済連携協定 (TPP) に関する意見の中で、日本の軽自動車規格がアメリカ車の非関税障壁であるから「廃止すべき」と主張している。しかし、軽自動車市場への参入と言うことに関しては、規格に合致すれば外国メーカーにも門戸は開かれており、後述のスマートKやCT&T・e-Zoneなどのように、軽自動車の輸入車は存在している。また2014年にはイギリスの自動車メーカーケータハムが、正式に軽自動車の規格に合致するモデル「セブン130」（のち「セブン160」へ変更）を日本市場へ導入するなど、海外メーカーの新規参入も現実に行われている。更には元々登録車であるいわゆるクラシックMINIに国産軽自動車用エンジン（スズキ・F6Aやダイハツ・EFなど）をスワップし軽自動車として登録した例すらある。

## 沿革
改造によって「製造」年月日時点での軽自動車規格に合致しなくなった軽自動車は、全て普通車として取り扱われる。ただし、軽自動車の保安基準に適合していても、普通車としての保安基準（衝突安全基準、荷室の容積など）に適合しない場合は不正改造車となり、普通車としての登録は不可能である。

### 黎明期（100/150cc）
- 1949年7月 『運輸省令第36号「車両規則」第3条第2項』が改定され、「自動車を分けて軽自動車、小型自動車、普通自動車及び特殊自動車の四種とし、その分類は別表で定める」という文言をもって、軽自動車の名称が史上初めて登場した[24]。
  - 長さ2.80m、幅1.00m、高さ2.00m。
  - 4サイクル車は150cc以下、2サイクル車は100cc以下。
  - 輪数の区別はなく、排気量と車体寸法が合致していれば全ての車種に適用された。
    - 実際にこの規格で製造された四輪車は存在せず、翌1950年に早くも最初の規格改定を迎えることとなる。

### 草創期（200/300cc）
- 1950年7月 規格改定。
  - 4サイクル車は300cc以下、2サイクル車は200cc以下
  - 長さ3.00m、幅1.30m、高さ2.00m
  - 規格内に四輪（現在の軽自動車）、三輪（小型のオート三輪）、二輪（二輪の軽自動車（軽二輪））の区分が加えられる[24]。
    - この規格も実際に製造された四輪車は存在しないとされる。

### 普及前夜（240cc/360cc）
- 1951年

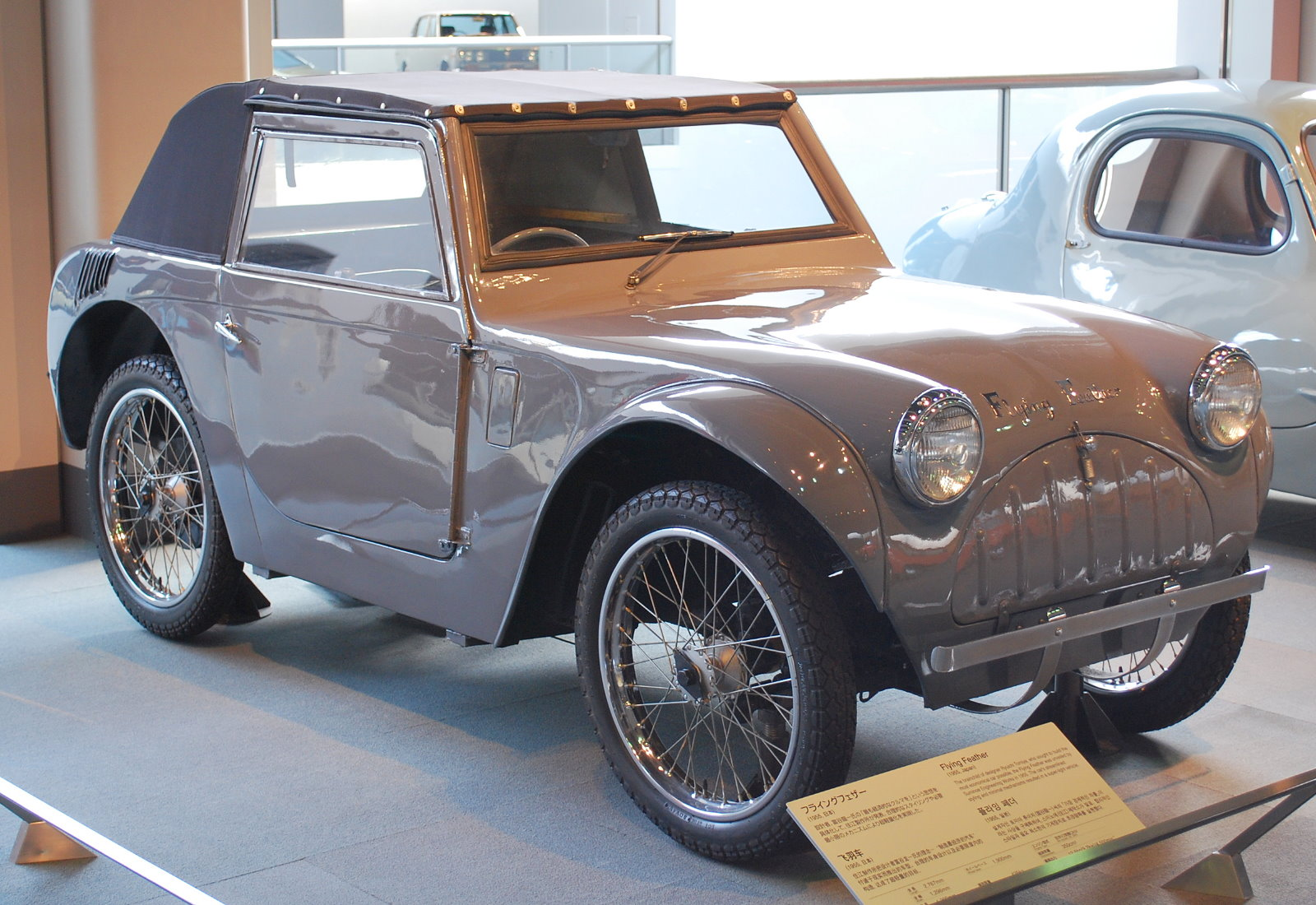
住江製作所・フライングフェザー
1955年

  - 8月 運輸省令「道路運送車両法施行規則」として規格改定[24]。4サイクル車は360cc、2サイクル車は240cc。
  - 名古屋の中野自動車工業（後の日本オートサンダル自動車）が、日本初の軽四輪自動車としてオートサンダルを試作開発。
- 1952年
  - 軽自動車運転免許を新設。
  - 中野自動車工業がオートサンダル軽自動車製造株式会社に名称変更、翌1953年より本格的に軽四輪自動車生産を開始。
- 1953年、横浜の日本自動車工業（後の日本軽自動車）が、NJ号の製造を開始。
- 1954年4月、東京・日比谷公園にて第1回全日本自動車ショウ（東京モーターショーの前身[25]）開催、多くの零細メーカーから多数の軽自動車が出展される[26]。
  - この時代の市場の需要の中心はいまだオート三輪であり、出展の多くは軽三輪自動車であった。
  - 軽四輪自動車の出展としては、住江製作所（後の住江工業）のフライングフェザーが注目を集めた。

### 大メーカーの本格参入（360cc）

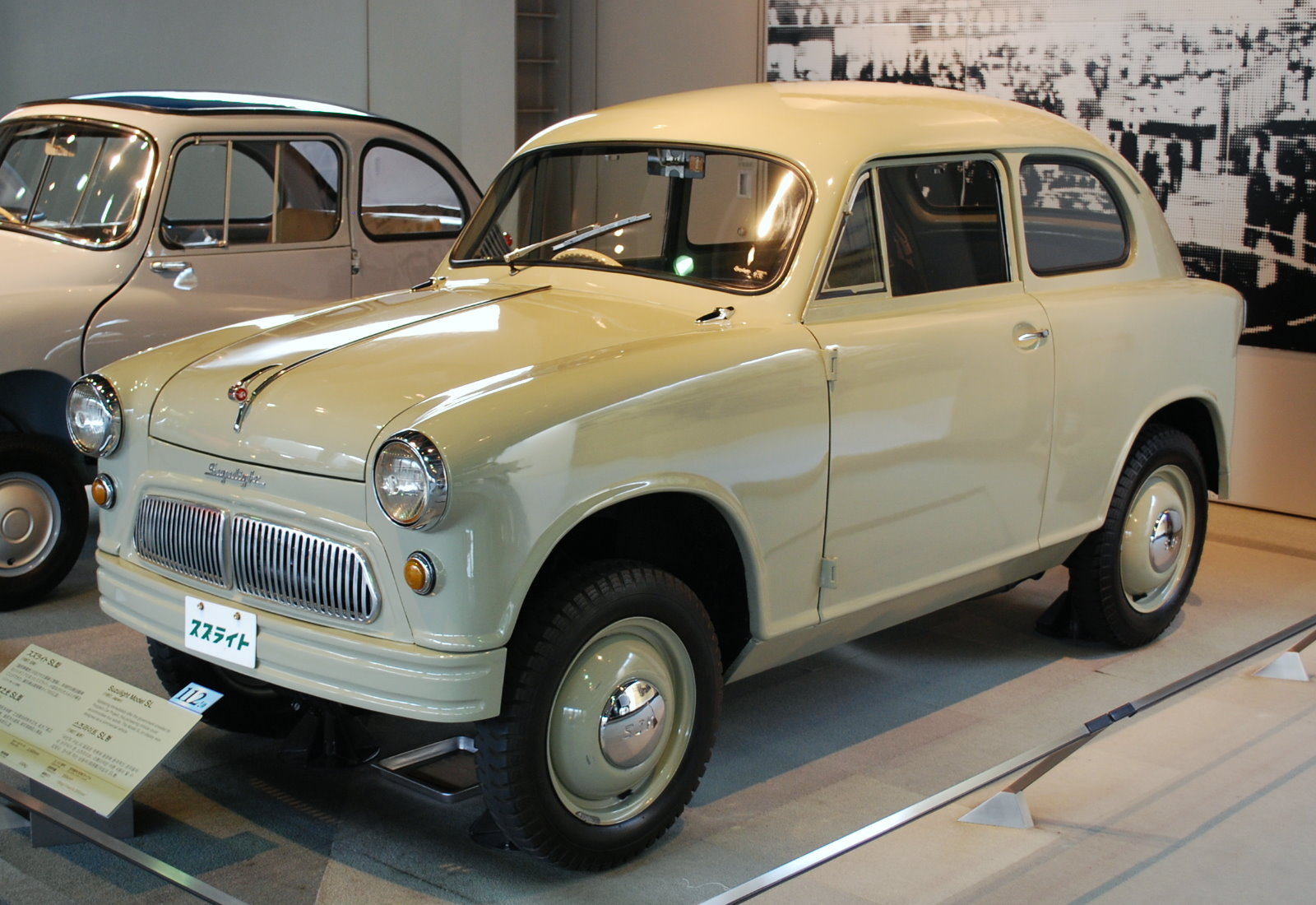
スズキ・スズライト
1955年

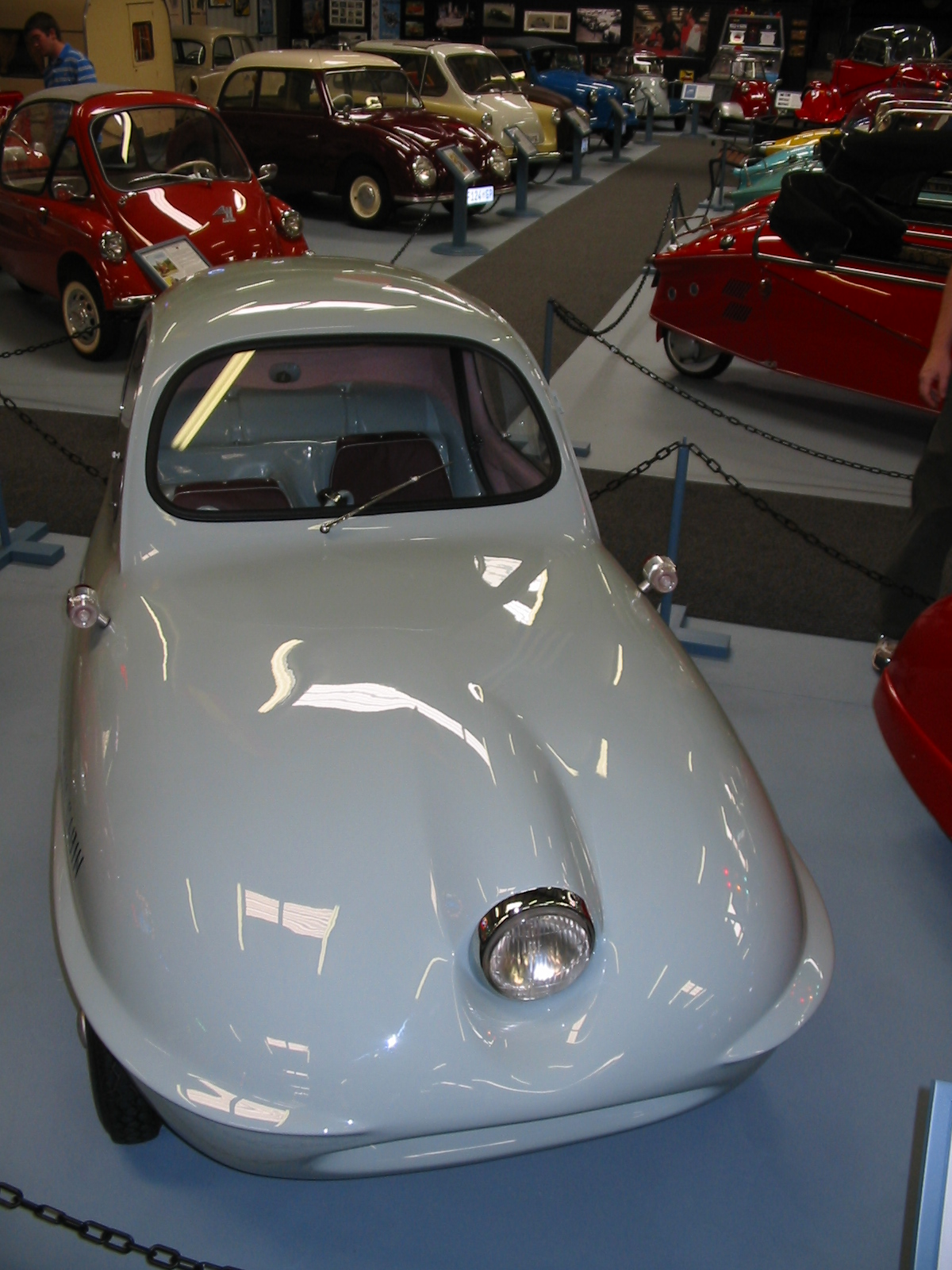
富士自動車・フジキャビン
1956年

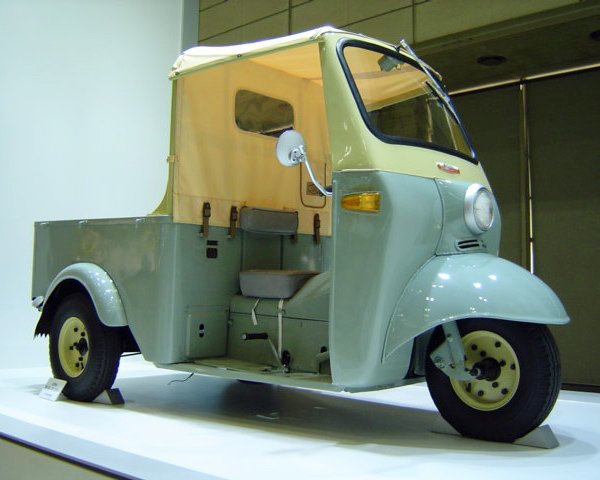
ダイハツ・ミゼット
1957年

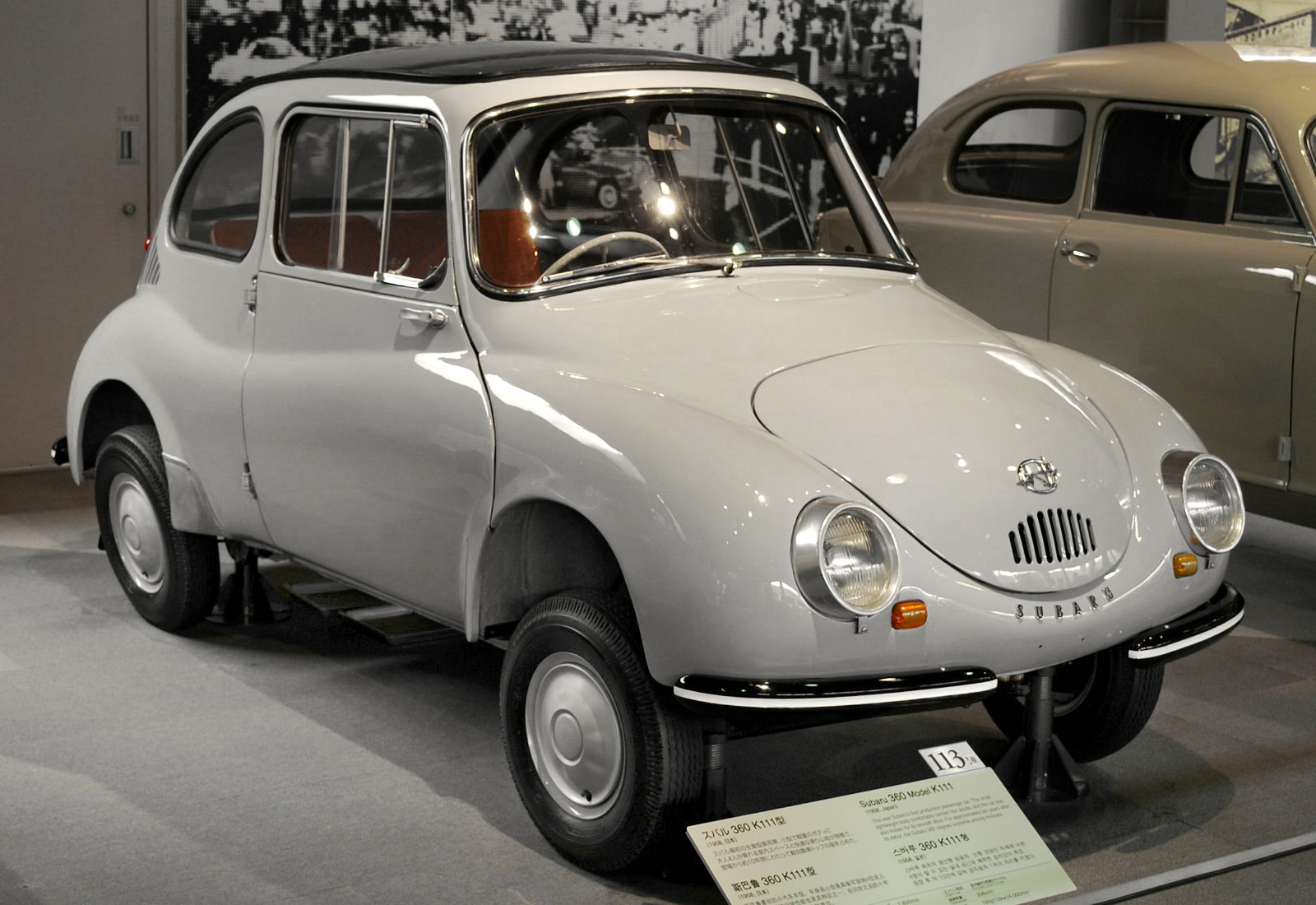
スバル・360
1958年

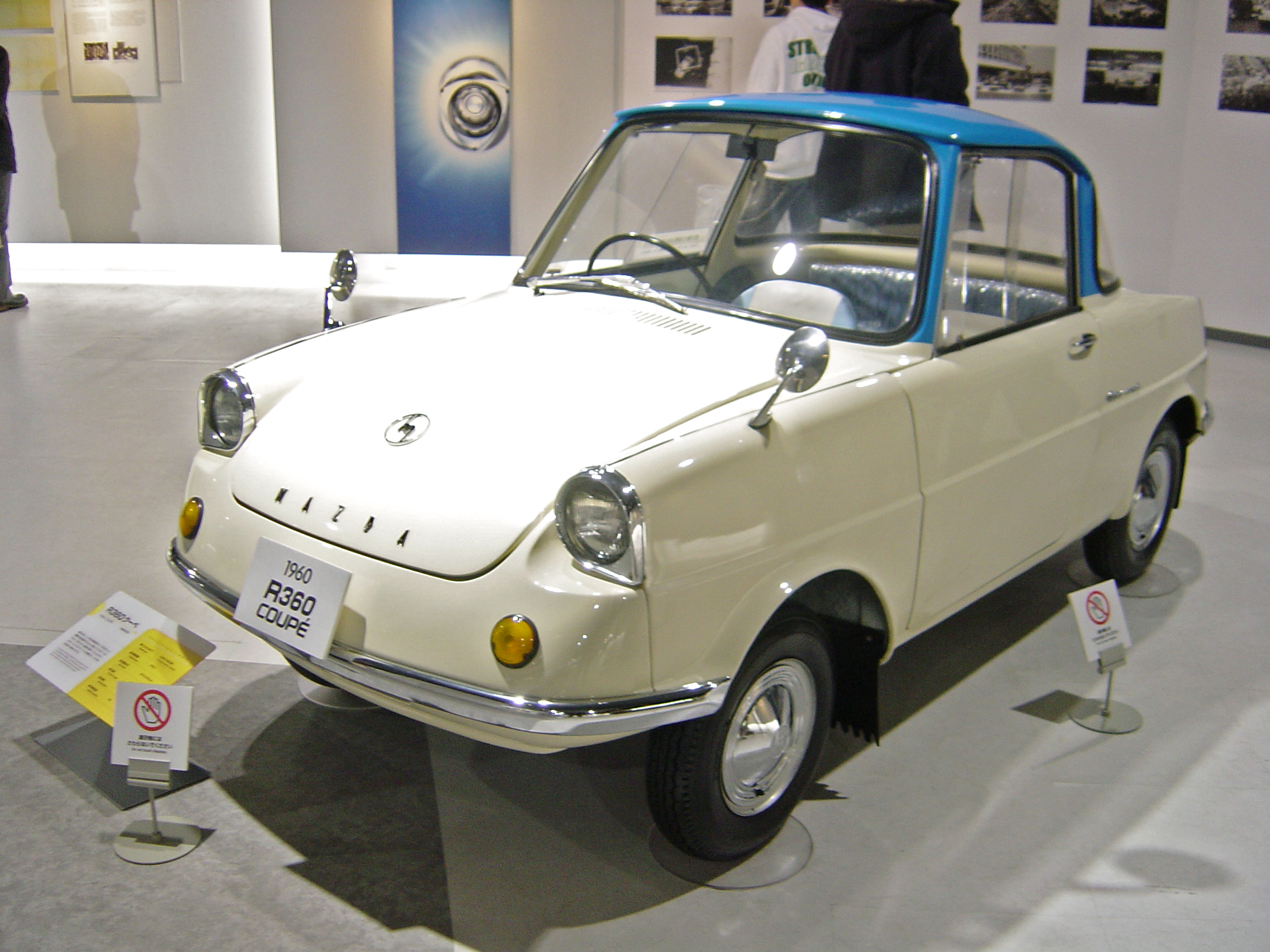
マツダ・R360クーペ
1960年

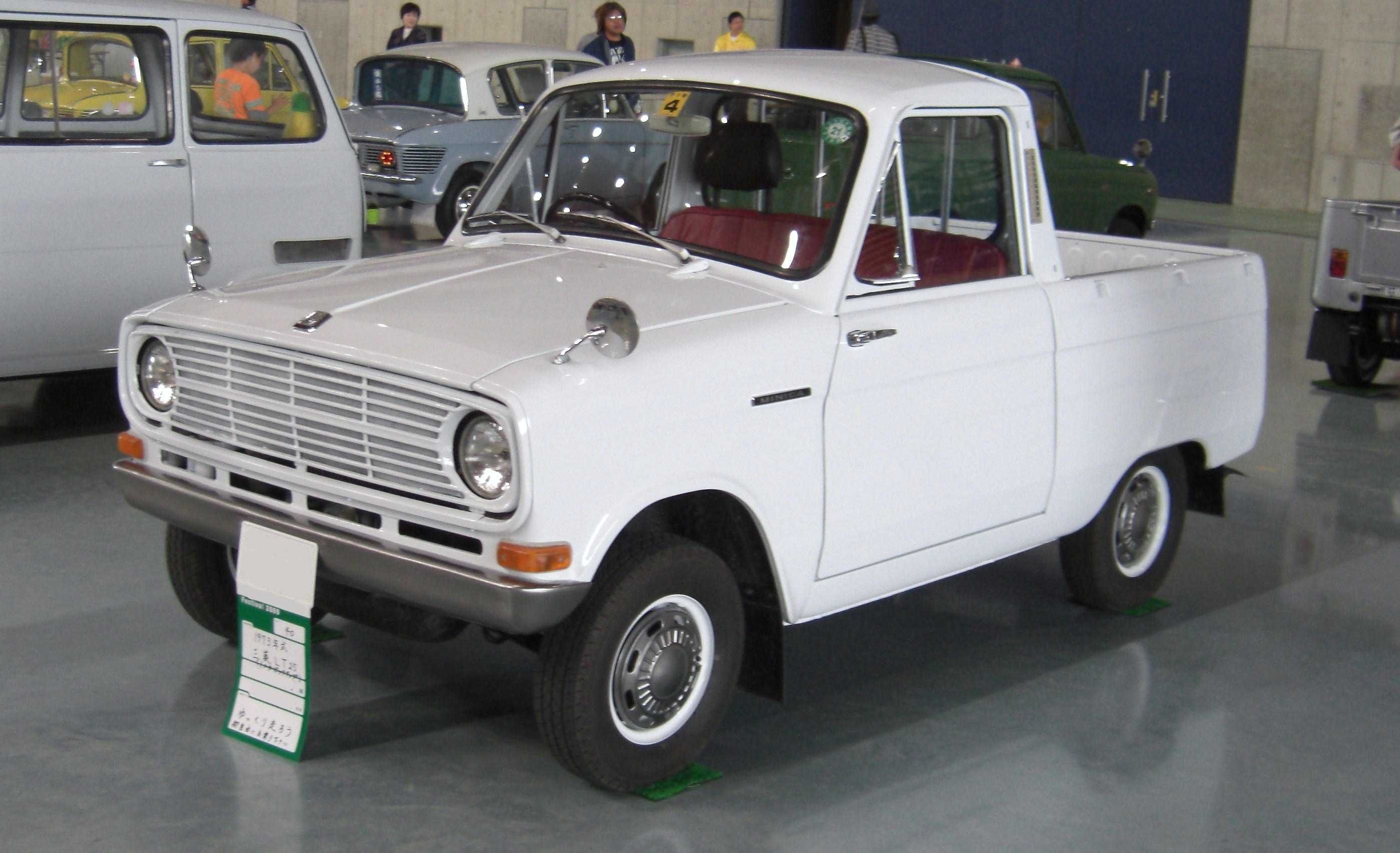
三菱・360
1961年

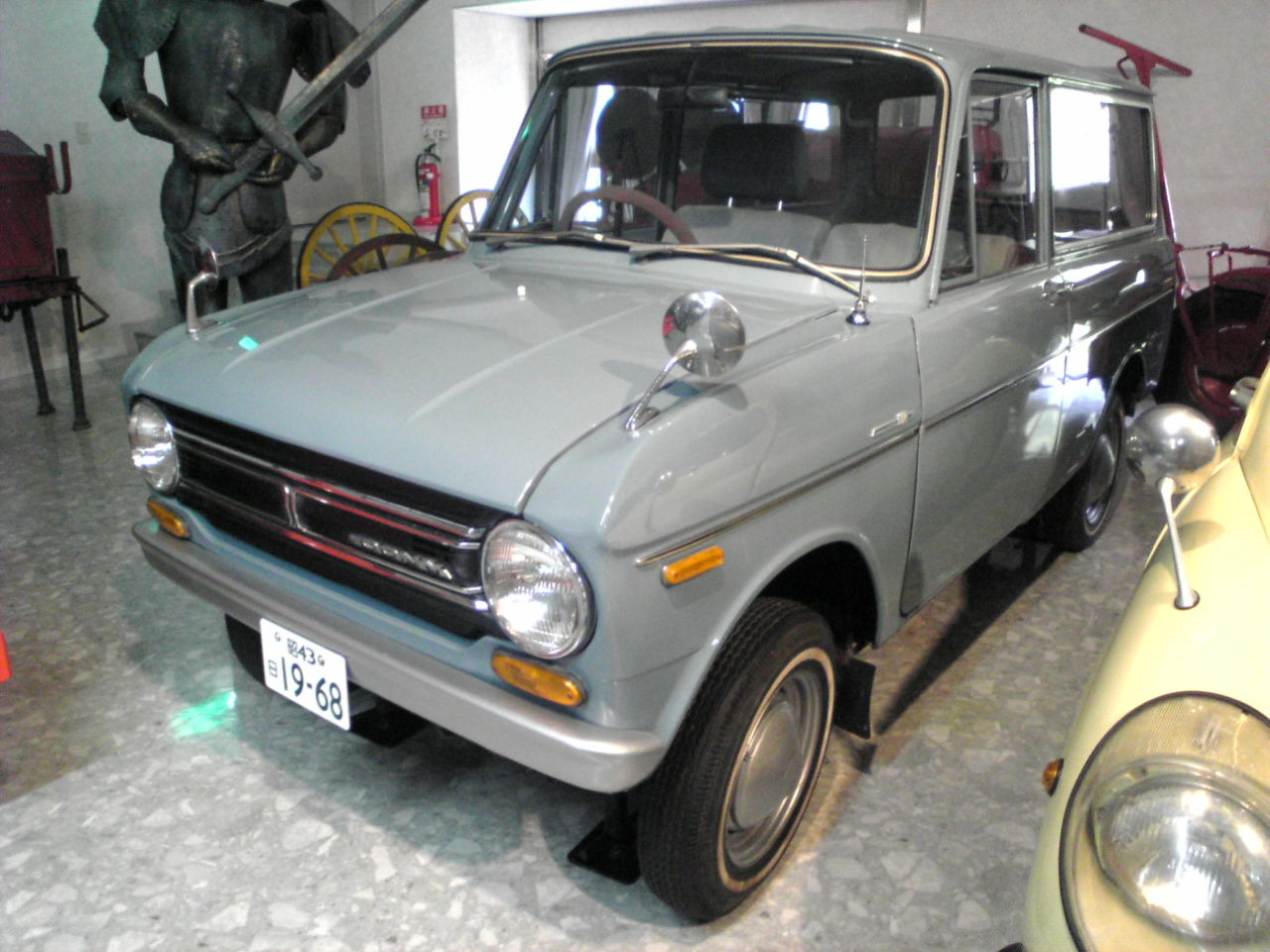
愛知機械工業・コニー360
1962年

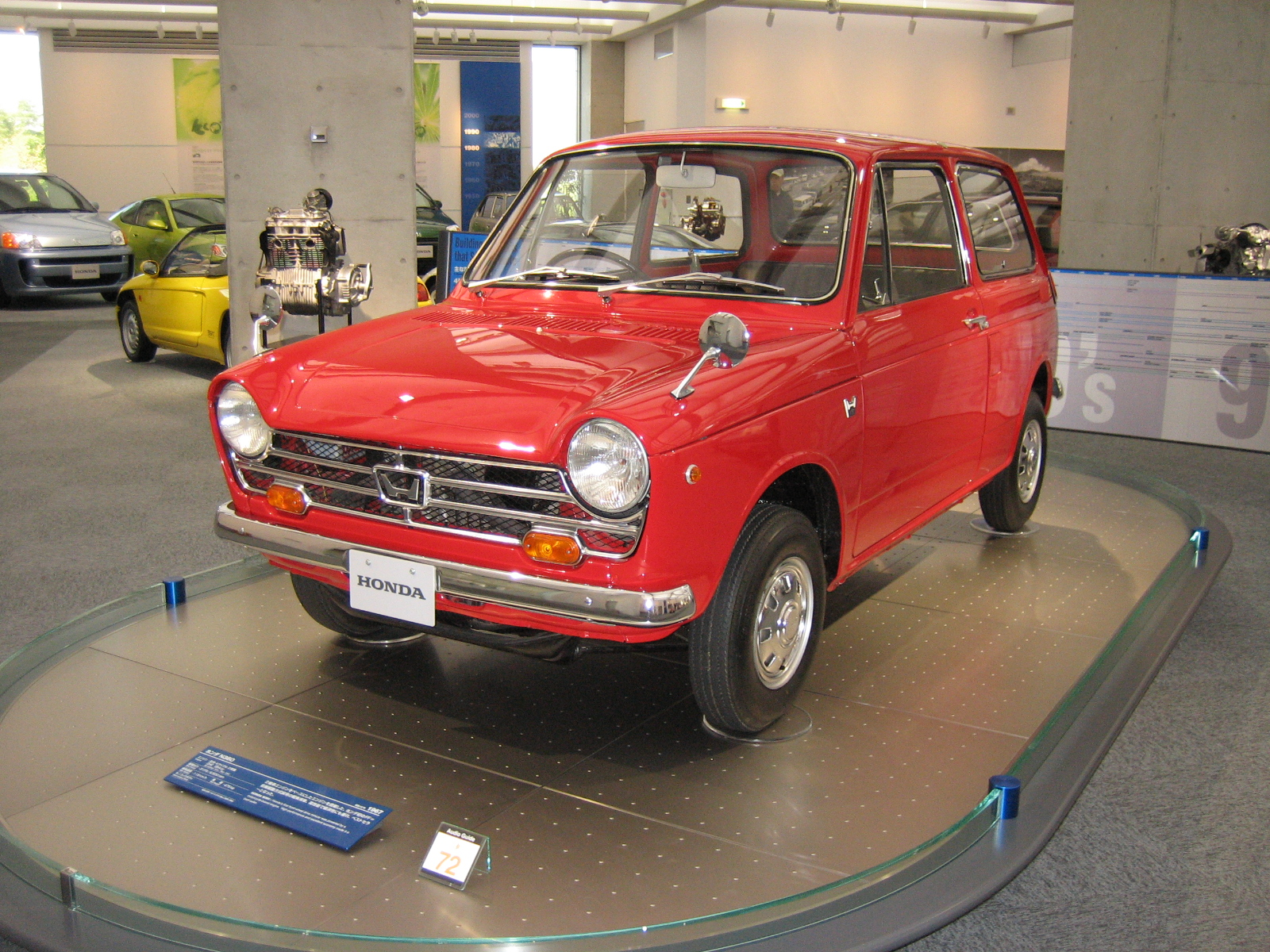
ホンダ・N360
1967年

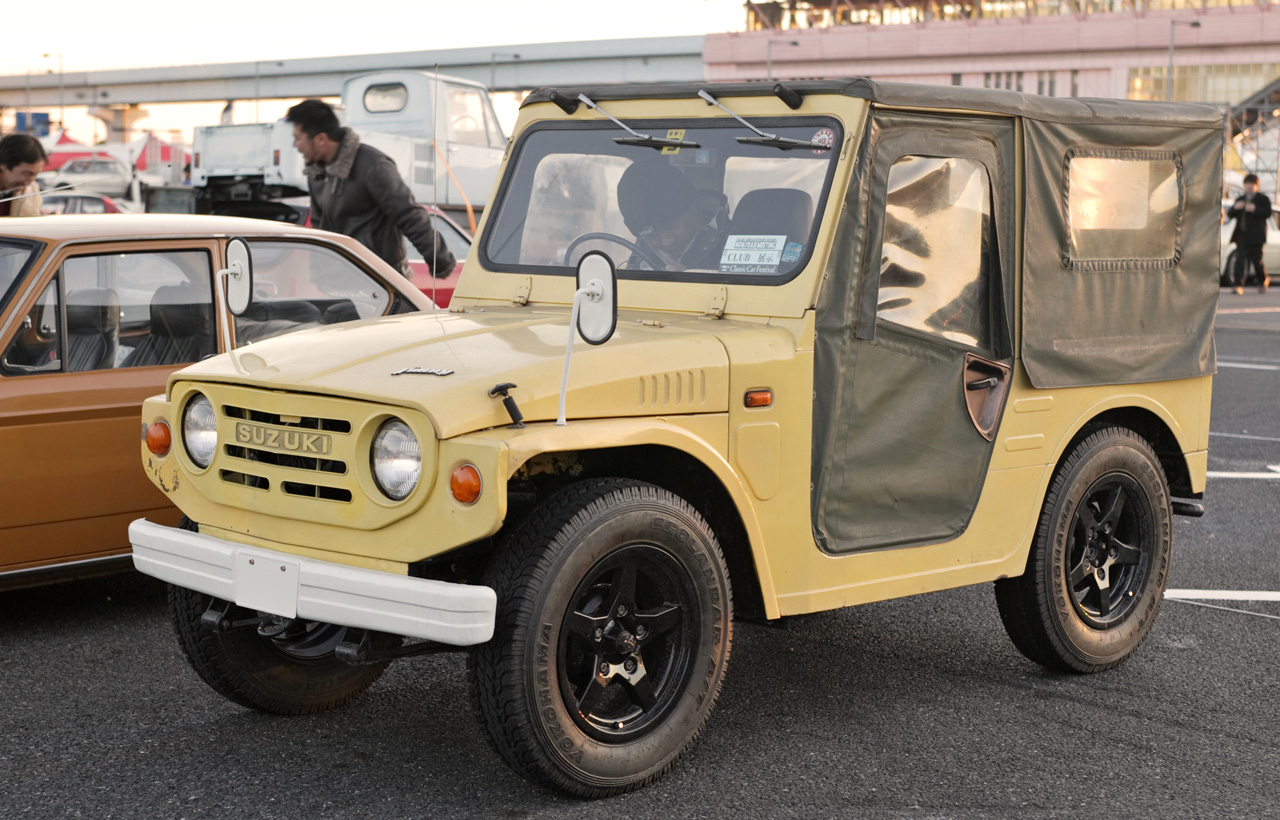
スズキ・ジムニー
1970年

- 1954年
  - 10月 軽規格改定[24]。4サイクル車、2サイクル車とも360ccに統一。
  - 日本オートサンダル自動車が活動を停止。総生産台数200台ほどであった。
- 1955年
  - スズキ、スズライト発売。
  - 日本軽自動車、NJ号の名称をニッケイタローに改める。
  - 3月 住江製作所、フライングフェザーの製造販売開始。
- 1956年
  - 住江製作所、フライングフェザーの販売を終了し軽自動車から撤退。総生産台数は僅か48台[27]。
  - 富士自動車がフジキャビン（バブルカーの範疇に含まれる）の製造販売を行うが、商業的には失敗し翌年に軽自動車から撤退。
- 1957年
  - 8月 ダイハツ、三輪のミゼット発売。
  - 日本軽自動車が倒産。ニッケイタローの製造はエンジン供給元の日建機械工業に引き継がれる。
- 1958年
  - 3月 スバル、スバル360発売。
  - ヤンマーディーゼル（現：ヤンマーホールディングス）、自社開発の農機用249 cc単気筒OHVディーゼルエンジンを搭載したキャブオーバートラックの試作車「ヤンマーKT型トラック」を発表[28]。
  - 日建機械工業、ニッケイタローの後継となるコンスタックを発売。
- 1959年
  - 5月 マツダ、三輪のK360発売。
  - 10月 三菱、三輪のレオを発売。
  - 11月 愛知機械工業、ヂャイアント・コニー（ピックアップ）360発売。
  - 昌和製作所、昌和ミニカ360を発売するも、翌年には軽自動車から撤退。
- 1960年
  - 5月 マツダ、四輪のR360クーペ発売。
  - 9月 運輸省令により原動機の定格出力規格を廃止。
  - 10月 ダイハツ、四輪のハイゼット発売。
  - ヤンマーディーゼル（現：ヤンマーホールディングス）、「KT型」をベースに更に開発を進め、空冷V型2気筒358 ccのOHVディーゼルエンジン「2A2型」を搭載したキャブオーバートラック「ポニー（KTY型）」を発売[29]。軽自動車史上初のディーゼルエンジン搭載市販車となるが、エンジンの出力があまりにも低すぎるため短命に終わる。
  - ホープ自動車、四輪軽トラックのNTおよびユニカーを販売。
  - 東急くろがね工業、くろがね・ベビーを発売。
- 1961年
  - 三菱、四輪の三菱・360発売。好調であった軽三輪から敢えて撤退し軽四輪へ経営資源を集中することとなる。
  - 日建機械工業、コンスタックの製造中止。軽自動車から完全撤退。
- 1962年
  - 1月 東急くろがね工業、会社更生法を申請、ベビーも生産停止に追い込まれ軽自動車より撤退。
  - 2月 愛知機械工業、ヂャイアント・コニー360をコニー・360に改称。同月にはマツダもマツダ・キャロルを発売。
  - 3月 スズキ、スズキ・フロンテを発売。
  - 10月三菱、三菱・ミニカを発売
- 1963年
  - 8月 ホンダ、T360発売。軽四輪市場へ参入。
- 1965年 ホープ自動車、自社ブランドの軽自動車より撤退。
- 1967年
  - ホープ自動車、ホープスター・ON型4WD販売。エンジンは三菱自動車工業供給。100台程度販売される。その後、ホープ自動車は自動車の製造は行っていない。なお、この車は製造権売却により後のスズキ・ジムニーへと繋がっていく。
  - 3月 ホンダ、N360発売。高出力競争の火付け役となる。同年には軽トラックのホンダ・TN360も発売。
- 1968年9月 軽自動車運転免許を廃止し、限定免許（審査未済）として存続。
  - 普通自動車運転免許が18歳以上でないと取得不可能であるのに対し、軽自動車運転免許は16歳以上で取得可能であった[注釈 15]（最近でこれに似た存在であったものに50ccミニカーがある）。
- 1970年
  - 4月 スズキ、軽自動車初の量産オフロードカージムニー発売。
  - マツダ、キャロルの製造中止。軽乗用車のラインナップが一時的になくなる。商用車のポーターは継続。
  - 9月 保安基準の改正により、新型車[注釈 16]に対するブローバイガス還元装置の装着が義務付け[30]となる。
  - 10月 愛知機械工業が自社ブランドのコニーの製造を中止。自社ブランドの自動車から完全撤退。この頃までに黎明期以来の小規模メーカーは軽自動車市場から完全に姿を消し、現行メーカーによる体制が確立する。同月にはホンダもホンダ・Zを発売。
- 1971年
  - 5月自動車重量税法成立。この時点では軽三輪・四輪自動車は軽二輪と同様、ナンバー取得時に1度だけ自動車重量税を納付する形となっていた。
  - 6月 ホンダ、N360の後継モデルとしてホンダ・ライフを発売。
  - スズキ、LC10 II型フロンテにカークーラーをオプション設定。軽自動車へのカーエアコン搭載の最初期事例のひとつ。
- 1972年
  - 1月 1966年以来、登録車を中心に行われてきた新車に対する一酸化炭素濃度規制が軽自動車にも適用（3%以下）されることとなる[31]。
  - 7月 マツダ、シャンテの製造開始で軽乗用車製造に復帰。同月、保安基準の改正で新型車に対する燃料蒸発ガス抑止装置の装着が義務づけとなる[31]。同月にはスバルもR-2の後継車としてスバル・レックスを発売。
- 1973年
  - 4月 日本初の本格的な自動車排出ガス規制である昭和48年排出ガス規制が、軽自動車も対象とする形[注釈 17]で成立[32][33]。48年規制は使用過程車[注釈 18]であっても酸化触媒もしくはディストリビューターへのバキューム式進角装置の後付けで規制適合が認定される程度の排出基準[注釈 19][34]であったが、2ストローク機関のハイパワー車はこの時点を契機に次第に姿を消していき、比較的車両重量の軽い軽乗用車を中心に4ストローク機関への移行が模索されることとなる。
  - 10月 これ以前に製造された車両も含め、全ての軽自動車に対して車検が義務化される。それに従い、登録車と同様に車検ごとの重量税納付が求められることともなったが、「自動車重量税法 付則12項」による暫定措置として1974年4月末以前にナンバー登録（初年度登録）された車両については「当分の間、届出軽自動車とみなす」として、車検ごとの重量税が当分の間免税となる扱いとなった。この措置は2012年現在も継続中である[35]。また、同時に使用過程車に対するアイドリング時CO濃度検査も開始される[36]。
  - 12月 継続生産車両に対して48年規制が正式適用される。
- 1974年
  - 5月 これ以降に新規にナンバー登録された軽自動車は車検ごとの重量税納付が義務化される。
  - ホンダ、ライフ、Zの製造中止。軽乗用車からトゥデイ発売まで一時撤退。ユーザーユニオン事件による販売不調とイメージの低下、および、シビックの好調やアメリカ市場での大型バイクの好調によって製造ラインが不足したことが理由。当時、軽自動車シェアトップだったホンダの撤退で、結果的にスズキがシェアトップになった。商用車のTN-Vは継続。
- 1975年
  - 1月1日 現行の黄色のナンバープレート制定。プレートの大きさも登録車と同じになる（排気量は360ccエンジンのまま。表記は当初「品川50 あ（4桁）」）。なお、事業用は黒色ナンバー。
  - 4月 日本版マスキー法とも言われる厳しい排出基準を課した昭和50年排出ガス規制[注釈 20]が全ての軽自動車を対象に成立[注釈 21][32][33]。軽自動車に関しては新型車はこの月から、継続生産車は同年12月から、そして2サイクル軽乗用車は1976年4月から適用という幾つかの猶予期間を置いたうえで[37]実施されることとなったが、まだ貨物車を中心に残存していた2ストローク機関による50年規制および、翌1976年の51年規制の達成は当時の技術では極めて困難であった。T360以来の4ストローク機関の技術蓄積のあったホンダや、L50型エンジンの開発で2ストロークのまま規制を通過したスズキを除く各社は、貨物車の4ストローク機関への移行を試みるものの、非力な360cc4ストローク機関では貨物運搬時などに運用上の無理が顕在化することとなり、すでにある程度移行が進んでいた乗用軽自動車でも規制対応によって出力の低下が著しくなることから、同年中の軽規格改正に伴う新規格車への生産移行が促されることとなる。
  - 9月 道路運送車両法施行規則改正により、軽自動車の規格が1976年1月に改訂されることが決まる。
  - 12月 継続生産車（2ストローク軽乗用車を除く）に対して50年排ガス規制が正式適用。この時期を境に軽乗用車ベースの軽商用バンから2ストローク車がほぼ姿を消す。軽貨物車でも2ストロークエンジンで規制を通過したのはスズキとダイハツ[注釈 22]のみであった。
- 1976年
  - 昭和51年排出ガス規制が軽乗用車を対象[注釈 23][32]に成立。前年のCO、HCに引き続き、NOxの規制値も1970年式比で少なくとも1/10以下に大幅強化される。各社は登録自動車での様々な排ガス対策技術を、軽自動車へも導入していくことになるが、その一方でスズキはLJ50型/T5型エンジンで2ストロークのまま、この規制の通過にも成功する。
  - 4月 2ストローク軽乗用車に対して、50年規制[注釈 24][38]が1年遅れで正式適用。煽りを受ける形でマツダがシャンテとポーターを製造中止。当時の軽自動車メーカーの中でマツダのみが550ccへ移行することなく軽乗用車からキャロル復活まで再び一時撤退、商用車のポーターキャブは360ccのまま暫く継続されたが、1977年の550ccへのマイナーチェンジで550ccエンジンは三菱自動車工業から供給される事となり、軽自動車用エンジンの自社製造から撤退している。なお、軽乗用向け360cc2ストロークエンジンで50年暫定規制を通過したのはフロンテのL50型とダイハツ・フェローのZM型のみであった。
- 1981年8月 ダイハツ、最後まで360ccで製造継続[注釈 25]されていたハイゼットを製造中止。軽免許所有者に配慮しての製造継続されていた。

### ボンネットバン黄金時代（550cc）
- 1976年1月 規格改定。

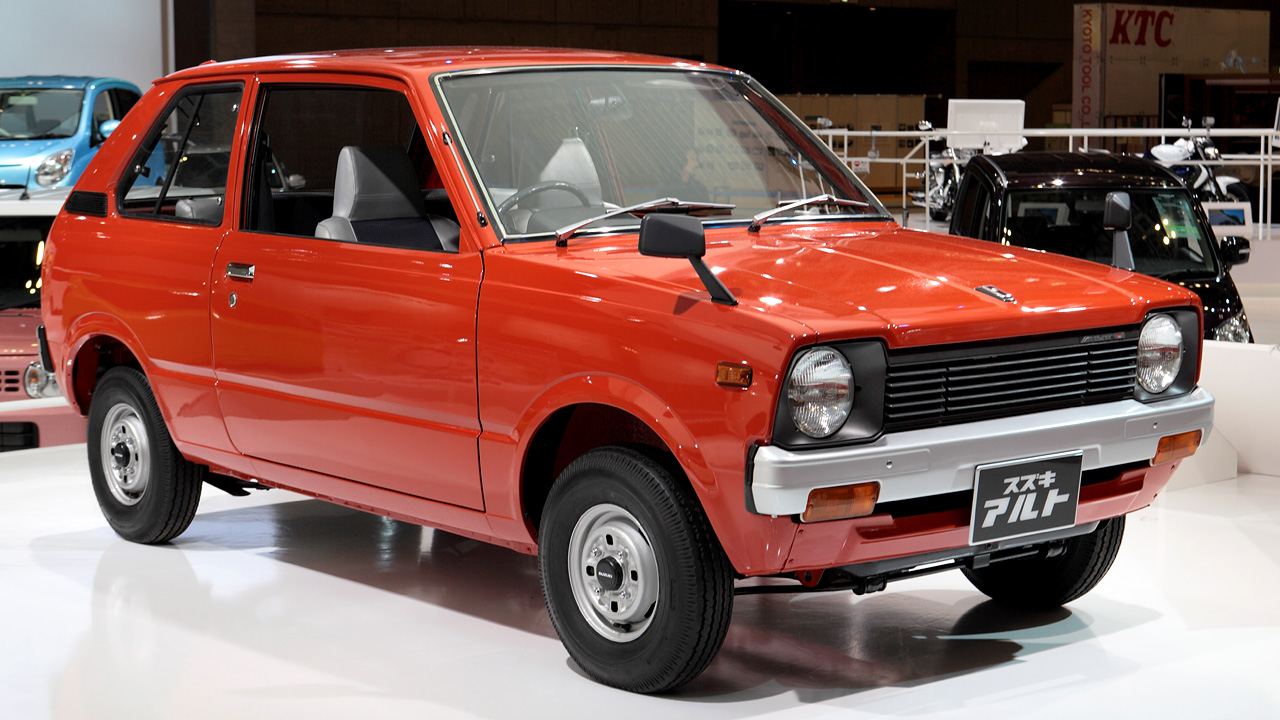
スズキ・アルト
1979年

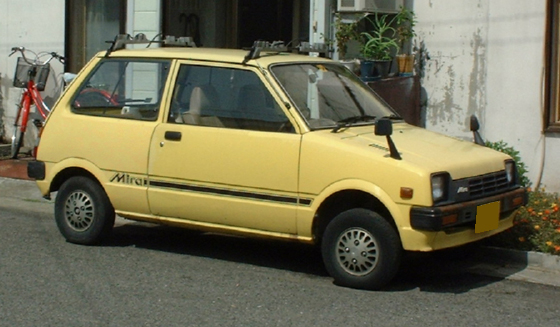
ダイハツ・ミラ
1980年

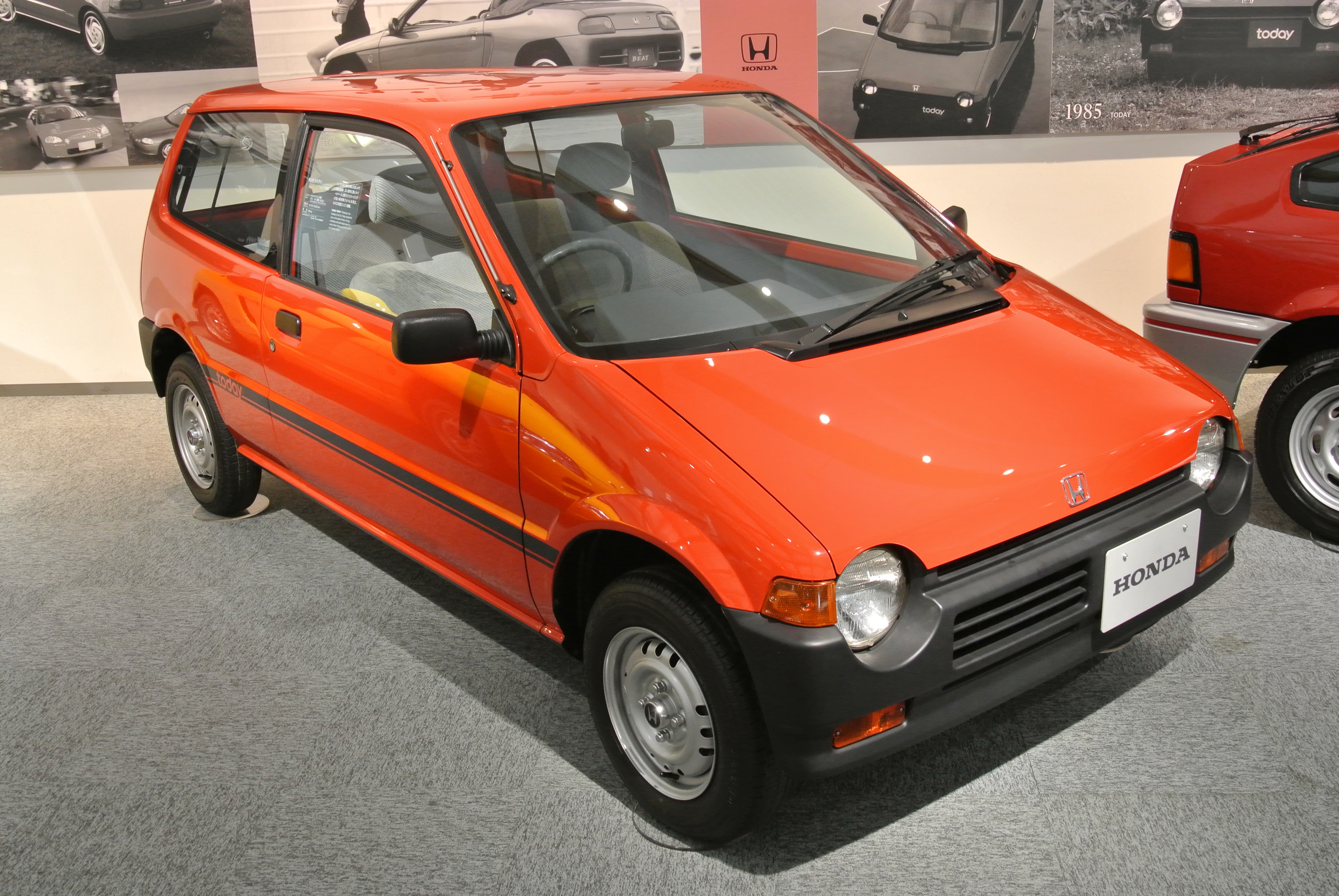
ホンダ・トゥデイ
1985年

  - 長さ3.20m、幅1.40m（高さ2.00m） 550cc
  - 排ガス規制などの影響を受けて改訂されることになった。規格改定より間がなかったことで、改訂と同時に新規格車の販売とはならなかった。1976年4月より各社より新規格車が発売されるが、三菱自動車工業の2G2型471ccや富士重工業のEK型490cc、スズキのT4A型443cc、更にはダイハツによるスズキ・フロンテへのエンジンOEM供給など、各社ともエンジンの対応に苦慮したが、1977年中にはさらなる排気量拡大などにより各社とも550cc化への対応をほぼ完了した。また、車体の面では当初は360ccの車体のままバンパーの大型化のみで新規格サイズへ拡大するなど、さまざまな方法で新規格対応車を発売している。
- 1977年
  - 7月 ホンダ、TNシリーズの後継モデルとしてホンダ・アクティを発売。
  - 10月 スズキ、フロンテクーペの後継車としてスズキ・セルボを発売。
- 1978年
  - 昭和53年排出ガス規制が軽乗用車を対象に成立[注釈 26][32]。NOx排出基準は1973年4月以前比約8%まで強化[34]。マスキー法の目標であった1970年式比1/10以下の目標が完全達成されることとなり、三元触媒の普及が軽乗用車でも進んでいく。スズキのみこの規制下でも2ストロークエンジンの通過に成功し、フロンテやセルボなど一部車種で2ストロークを継続。
- 1979年
  - 昭和54年排出ガス規制が軽貨物車を対象に成立[注釈 27][33]。
  - 5月 スズキ、初代アルト発売。
- 1980年6月 ダイハツ、初代ミラ発売。
  - 外観はハッチバック型乗用車風ながら後部座席を狭くしその分荷室を広くして、貨物自動車型（軽ボンネットバン）として発売された軽自動車（4ナンバー車）が、税金の安さなどから急速に普及。アルトやミラなどがこれに分類される。
- 1981年
  - 2月 ホンダ、ストリートを発売。
  - 4月ダイハツ工業からアトレーを発売。
    - 乗用タイプの軽1BOXが登場した（当時は軽貨物車扱いで、貨物室が確保されていた）。
- 1982年
  - 昭和57年排出ガス規制が軽貨物車を対象に成立[注釈 28][33]。
  - スズキ、キャリイバンがスズキ・エブリイに改名。
- 1983年
  - 2月 スズキ、スズキ・マイティボーイを発売。
  - 3月 三菱、ミニカ・アミL/エコノにターボエンジンモデルを追加。
  - 軽自動車初のターボ車の登場。
- 1984年 9月 スズキ、フロンテとアルトをモデルチェンジ。T5B型が生産終了となり、軽乗用車から2ストローク機関が姿を消す。
- 1985年
  - 10月 ダイハツ、ミラターボTR-XX発売。
  - ホンダ、トゥデイでバンタイプの商用車以外の軽自動車（ボンネットバン）再参入。
  - スズキ、キャリイとエブリイをモデルチェンジ。軽トラックから2ストローク機関が姿を消す。
- 1987年
  - 2月 スズキ、アルトワークス発売。
  - 6月 三菱、ミニキャブにスーパーチャージャー搭載車を設定
    - 軽自動車初のスーパーチャージャー車の登場。軽トラック初の過給器搭載事例であり、同年中にスズキ、ダイハツもそれぞれキャリイ、ハイゼットにスーパーチャージャーを設定する。
    - メーカー間のパワー競争が激化。協定により当時最もハイパワーだったアルトのそれを元に64PS（47kW）が上限となる。しかし過給器付の軽自動車の大半は排気系の抵抗を増大して形式登録を受けており、排気系を合法の枠内で簡単に改善するだけで自主規制をオーバーし、80 - 90PSは出てしまうものがほとんどである。
- 1988年 SJ30型ジムニーの国内販売が在庫車両の完売をもって終了。軽自動車から2ストローク機関が完全に姿を消す事となった。
- 1989年
  - 2月 道路運送車両法施行規則改正により、軽自動車の規格が1990年1月に改訂されることが決まった。
  - 4月 消費税導入により、自動車物品税廃止。
    - 税金が安かった貨物車型のメリットが小さくなり、市場は乗用車型（5ナンバー車）へと大きく変化。

  - マツダ、キャロル復活で軽乗用車に再参入。エンジンはスズキ供給。また、自社でボディを作成していたポーターキャブは、スズキのOEMのスクラムに切り替わる。

### 軽自動車の小型（普通）車およびクラスレス化（旧660cc）
- 1990年1月 規格改定。

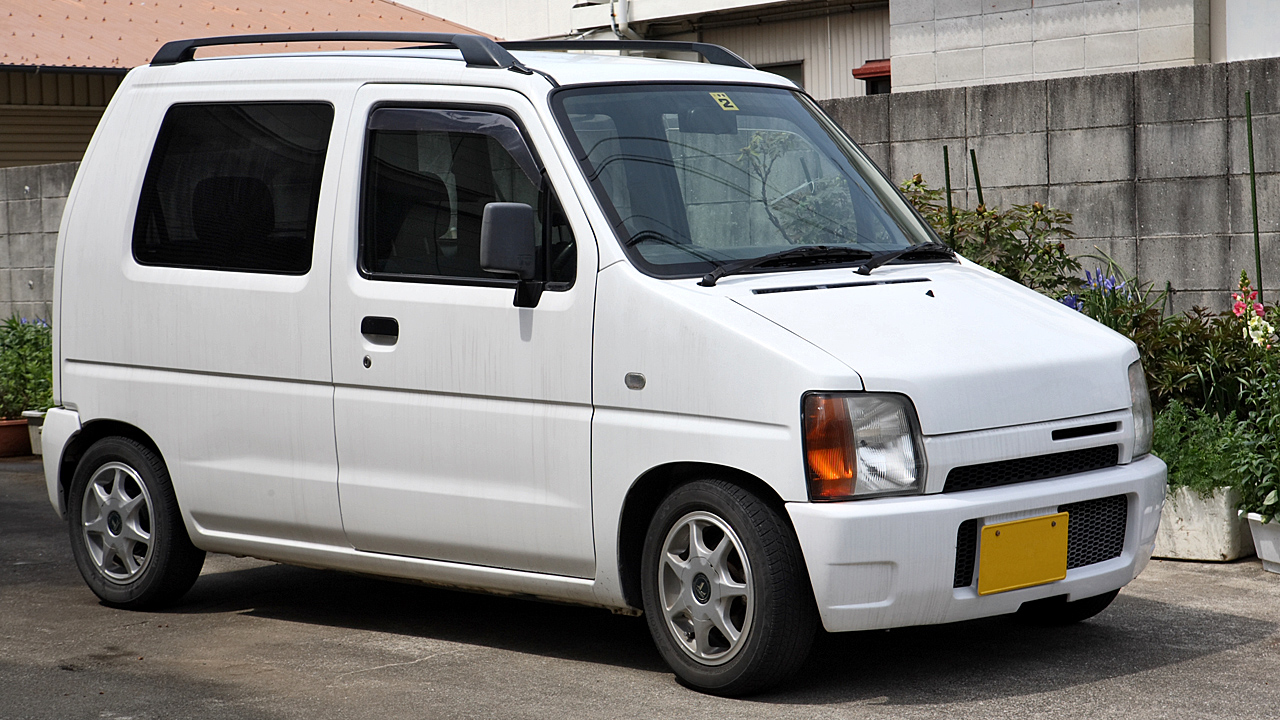
スズキ・ワゴンR
1993年

  - 長さ3.30m（幅1.40m、高さ2.00m）660cc
  - 平成2年排出ガス規制が軽貨物車を対象に成立[注釈 29][33]。1979年、1982年に次ぐ軽貨物車への規制強化。この頃を境に軽自動車でも上位グレードへの電子制御式燃料噴射装置の装備が増加していく。下位グレードや貨物車においても多くの車種のキャブレターが電子制御化されることとなった。
- 1991年
  - 5月 ホンダ、ホンダ・ビートを発売。
  - 10月 スズキ、スズキ・カプチーノを発売。
- 1992年
  - 3月 スバル、レックスの後継車としてヴィヴィオを発売。
  - 10月 マツダ、AZ-1を発売。
- 1993年9月 スズキ、ワゴンR発売。
- 1995年8月 ダイハツ、ムーヴ発売。
  - 市場の中心は2ボックス型からモノスペース型へと徐々に移行。
- 1996年9月 道路運送車両法施行規則改正により、軽自動車の規格が1998年10月に改訂されることが決まる。
- 1997年4月 ホンダ、2代目ライフ発売。

### 普通車同様の安全規格の採用（現660cc）
- 1998年
  - 10月 規格改定。

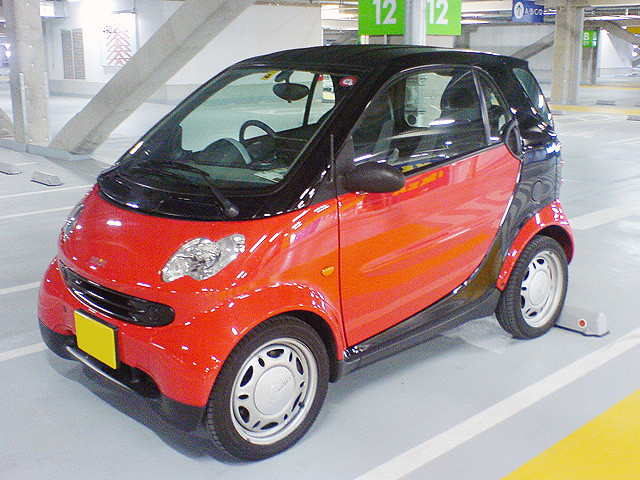
スマートK
2001年

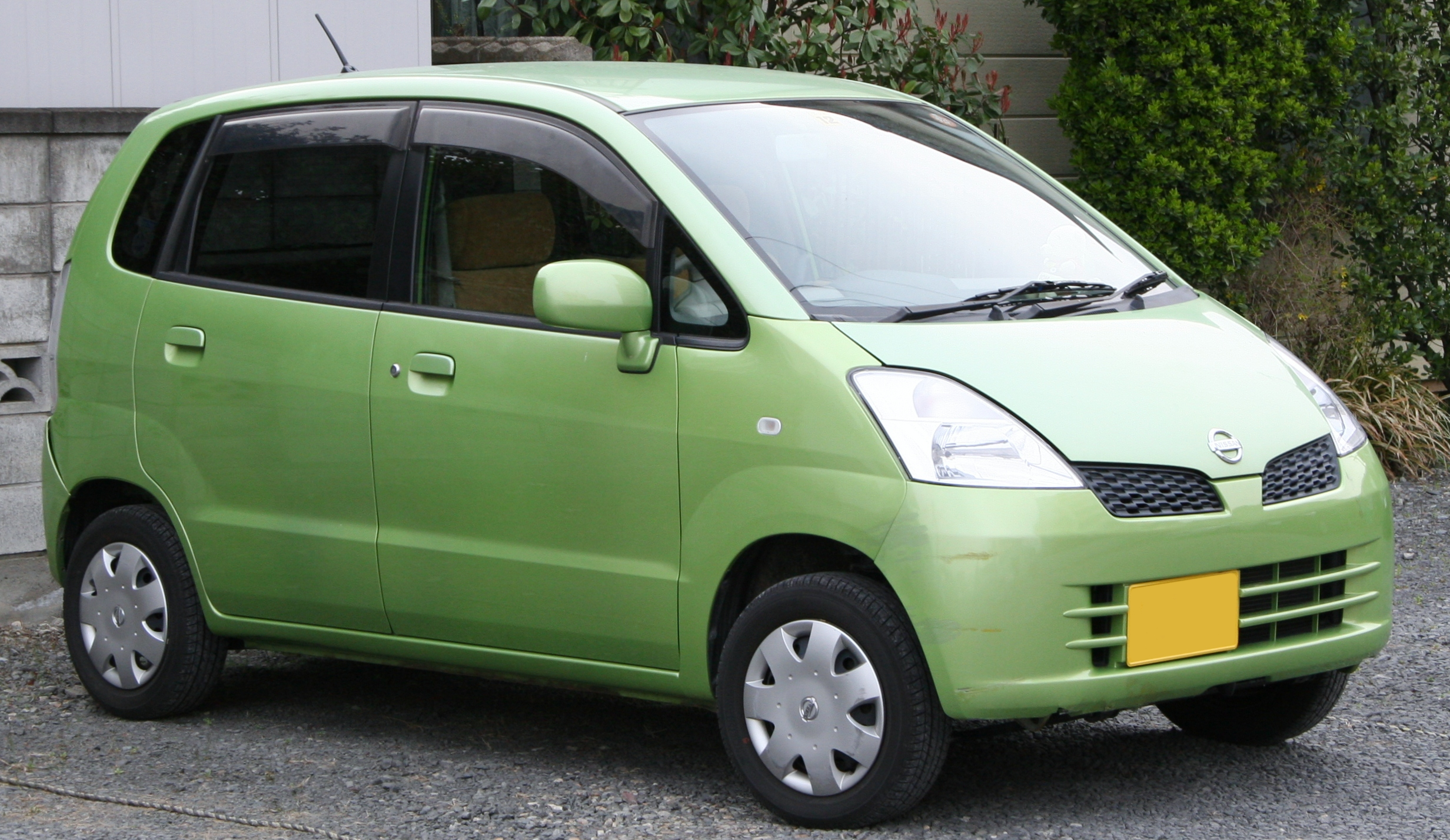
日産・モコ
2002年

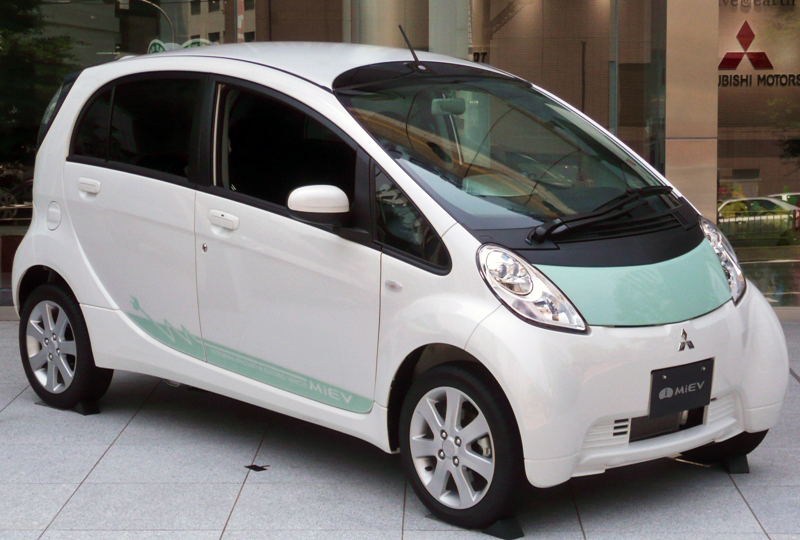
三菱・i-MiEV
2009年

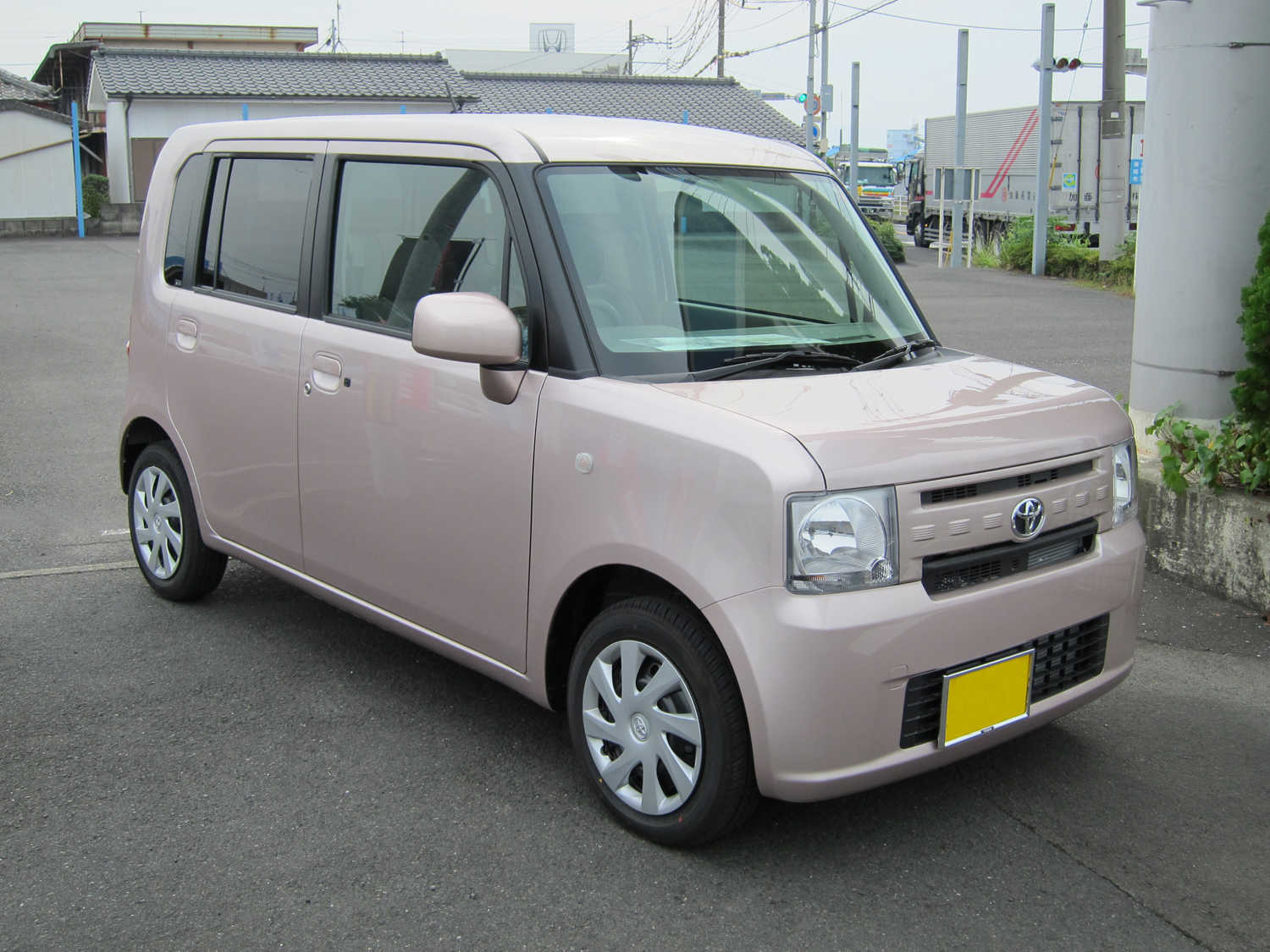
トヨタ・ピクシススペース
2011年

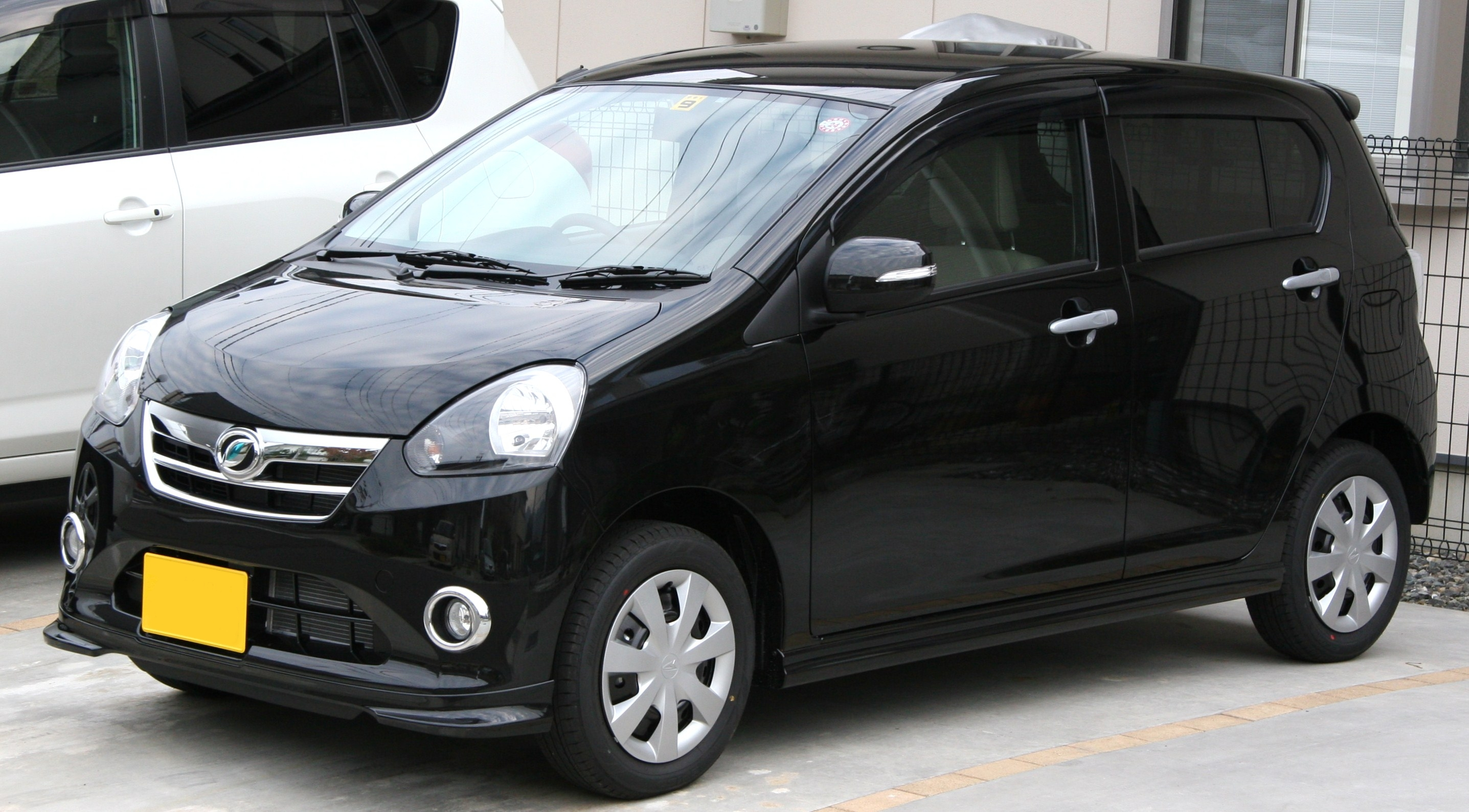
ダイハツ・ミライース
2011年

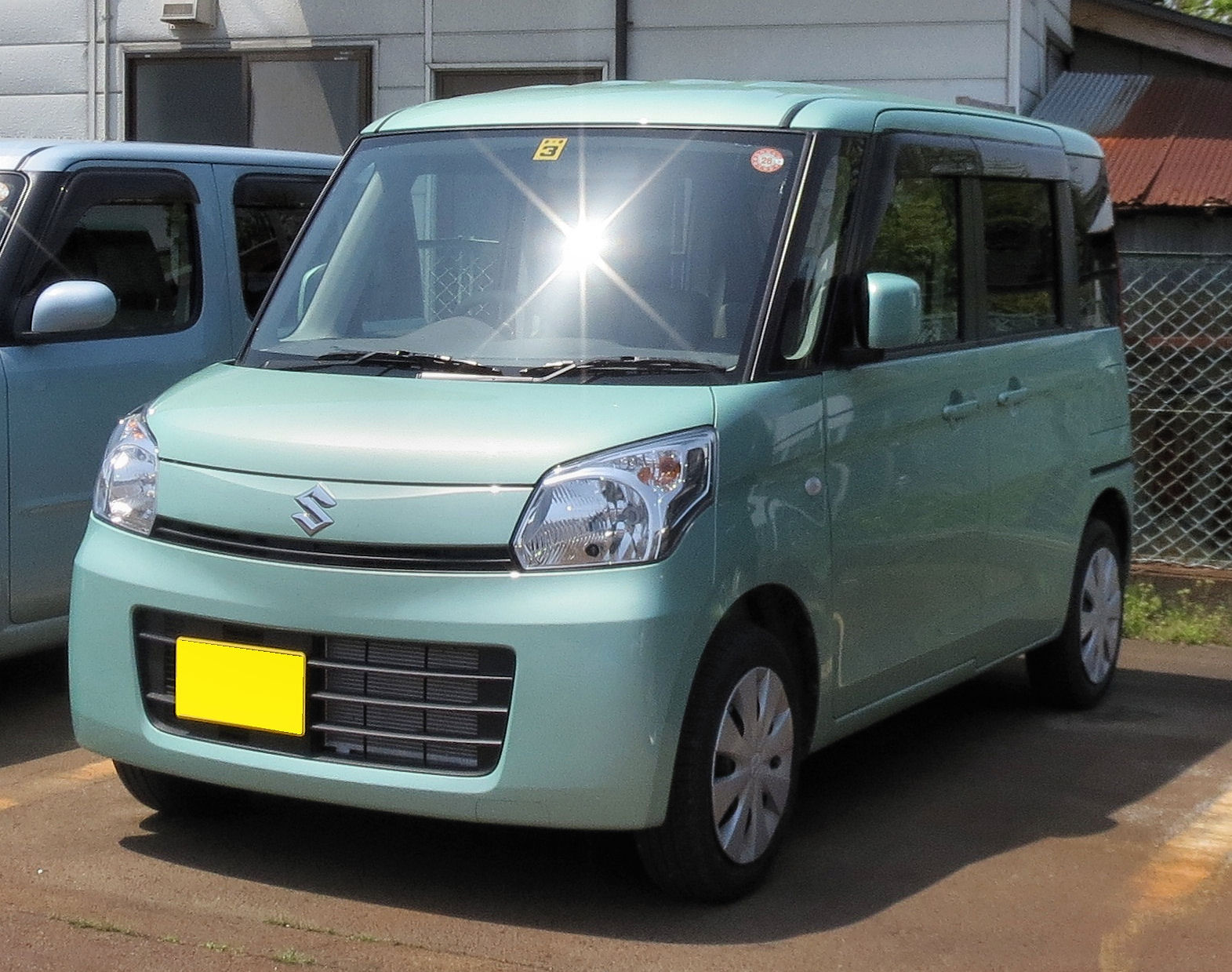
スズキ・スペーシア
2013年

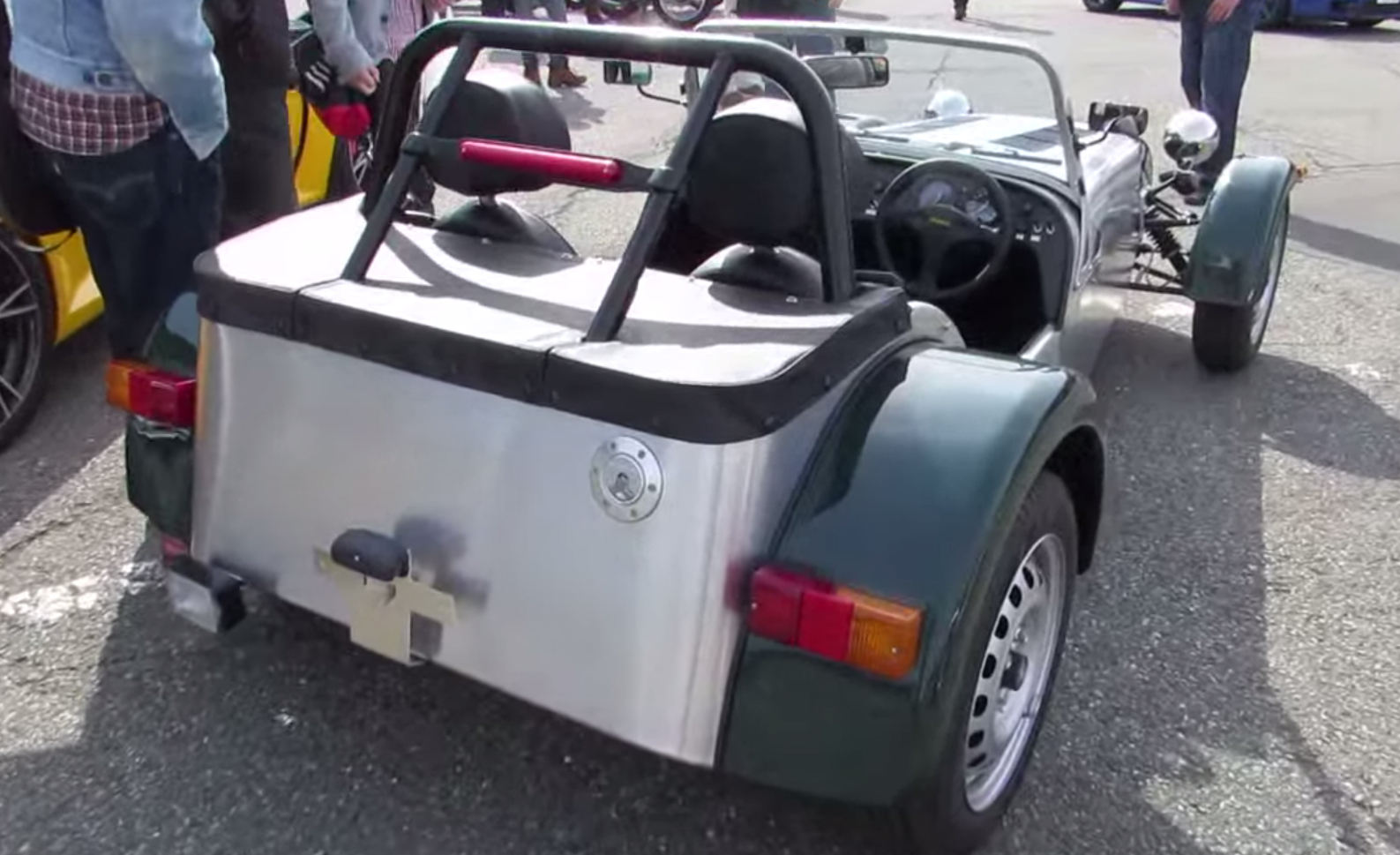
ケータハム・セブン160
2014年

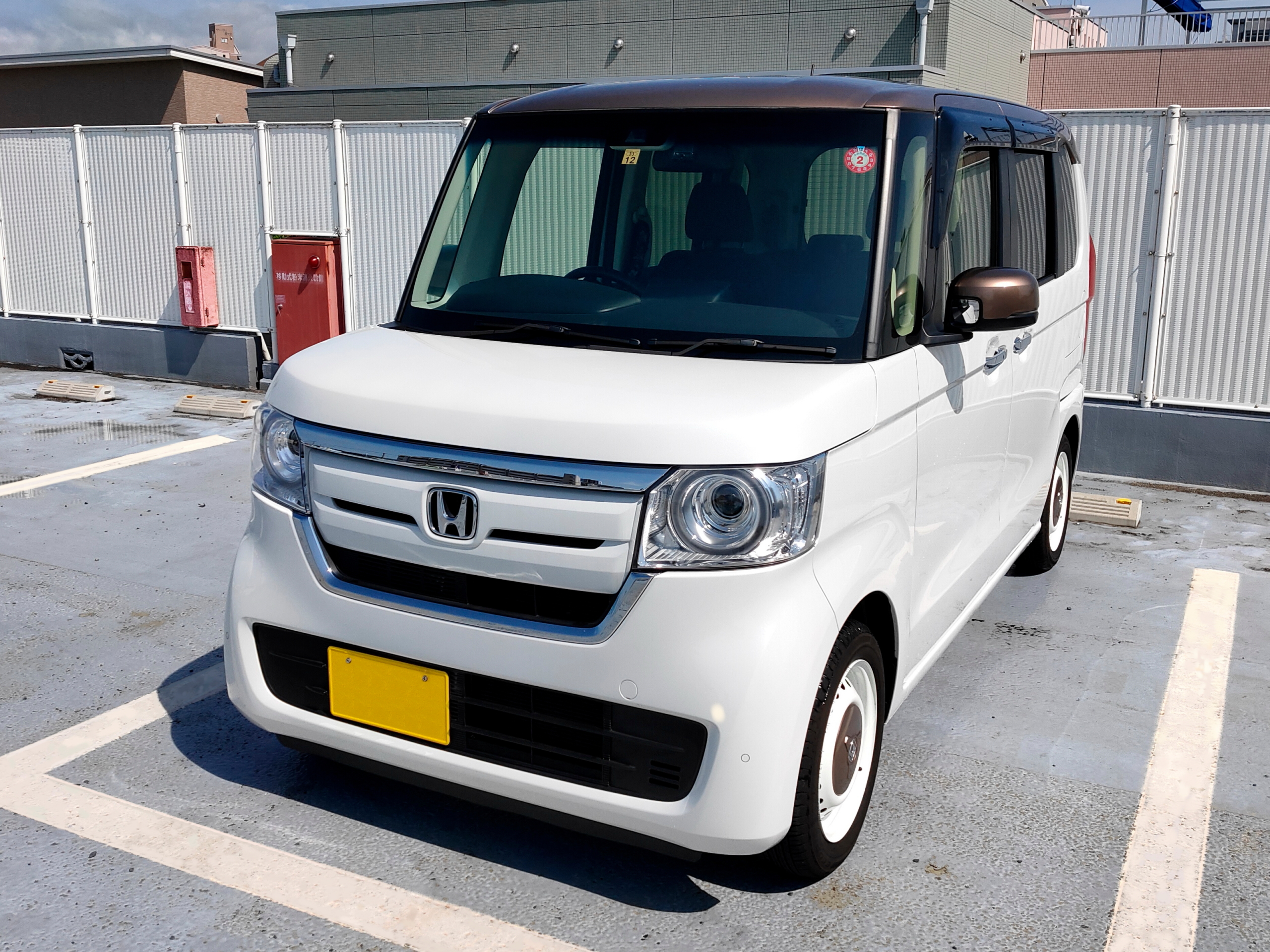
ホンダ・N-BOX（2代目）
2017年

    - 長さ3.40m、幅1.48m（高さ2.00m）
    - 軽自動車にも普通車と同じ安全衝突基準を採用することとなり車体が大型化された。

  - マツダ キャロルをスズキからのOEMに切り替え、自主開発から撤退。
- 1999年 軽1BOX初の乗用登録であるタウンボックス発売。
- 2000年
  - 平成12年排出ガス規制施行。これ以降軽自動車も燃費基準やグリーン化税制による減税（登録車における重課税制度は現在のところ対象外）といった、より厳しい環境基準が課せられるようになった。装備面ではこの年度を最後にキャブレターのエンジンが姿を消し、燃料噴射装置への完全移行が達成された。
  - 10月 高速道路での最高速度毎時80km/h制限撤廃、小型車と同じく毎時100km/hに[39]。
- 2001年10月 ダイムラー・クライスラー日本（当時）、スマートK発売、正規輸入車初の軽自動車となった。
- 2002年
  - 4月 日産、スズキからのOEMのモコで軽自動車に参入。
  - 9月 字光式ナンバー導入（一部地域は11月から）。
- 2003年11月 ダイハツが「タント」発売。軽スーパーハイトールワゴンを確立した。
- 2005年1月 分類番号3桁化、希望ナンバー制導入。
- 2008年4月 富士重工業が軽自動車の自社生産から撤退表明。後に、ディアスワゴン、プレオ、ステラをダイハツからのOEMに順次切り替え。
- 2009年6月 三菱自動車工業が軽規格の電気自動車であるi-MiEVを発売する。
- 2011年
  - 6月 三菱自動車工業と日産自動車が、軽自動車の共同開発を目的とした会社NMKVを、両社の出資により設立。
  - 9月 トヨタ、ダイハツからのOEMのピクシススペースで軽自動車に参入。これにより普通乗用車を扱う国内メーカー（トヨタ、日産、ホンダ、マツダ、三菱、富士、スズキ、ダイハツ）がOEMを含め、すべて軽自動車を販売することになった。
  - 9月 ダイハツ JC08モードで30km/Lの燃費を実現したミライースを発売。
  - 11月 スズキ JC08モードで30.2km/Lの燃費を実現したアルトエコを発売。
    - 軽自動車・コンパクトカーの低燃費化の進行で、電気自動車・ハイブリッド車とは異なる「第3のエコカー」と呼ばれる車種が登場した。
- 2012年
  - 2月 富士重工業が軽自動車生産を終了。生産終了まで自社製造していたサンバーを同年4月にダイハツからのOEMに切り替え、現行車種のOEM化も完了。
  - 8月 ダイハツ・コペンが生産終了し、直列4気筒エンジン搭載の軽自動車は消滅（ただし、コペンはブランクを経て2014年6月にフルモデルチェンジを行い生産を再開している）。
  - 12月 ダイハツ・ムーヴがマイナーチェンジに伴い、軽自動車初の衝突被害軽減ブレーキ「スマートアシスト」を導入。軽乗用車におけるASVの先駆けとなる。
- 2013年
  - 6月 三菱自動車工業と日産自動車が2011年に設立したNMKVの初の共同開発車、3代目eK・デイズが販売開始。系列が異なる企業間での共同開発となった。
  - 8月 三菱自動車工業が電気自動車を除く軽商用車の生産を撤退する事を表明。
  - 11月 イギリスの自動車メーカーケータハムカーズがスズキの軽自動車向けエンジンとトランスミッションを採用した「165」を発表。日本向け仕様「セブン130」も軽自動車の規格に合致しており[40]、代理店が2014年中に軽自動車として正規輸入を予定している[41]。
  - 12月 三菱自動車工業が電気自動車を除く軽商用車の生産を終了。三菱自動車工業から軽商用車のOEM供給を受けていた日産自動車は軽商用車の供給元をスズキに切り替え。
- 2014年
  - 2月 三菱自動車工業がガソリン軽商用車ミニキャブをスズキからのOEMに切り替え、OEM化を完了。
  - 4月 ケータハムが「セブン130」を改称した「セブン160」を発売。
  - 8月 スズキ・キャリイに軽自動車初のAMTであるAGS（オートギヤシフト）をグレード別設定により導入。
  - 11月 「日本の軽自動車」がRJC特別賞に選ばれ、日本自動車工業会軽自動車特別委員会が受賞した[42]。
  - 12月 スズキ・アルトがフルモデルチェンジに伴って「レーダーブレーキサポート」を設定。バンにも設定されたため、軽商用車初のASVとなる。
- 2015年
  - 1月 ダイハツ・タントシリーズが2014年新車販売台数第1位を獲得。登録車を含めての第1位獲得は軽乗用車初となる。
  - 6月 ダイハツ・ムーヴの「スマートアシストII」搭載車がJNCAP予防安全アセスメントで最高評価の「先進安全車プラス（ASV+）」を軽自動車で初めて獲得。
  - 8月 スズキ・スペーシアの「デュアルカメラブレーキサポート」及び「全方位モニター」搭載車が、JNCAP予防安全性能アセスメントにおいて、最高ランクの評価「先進安全車プラス（ASV+）」を獲得[43]。
- 2016年
  - 3月 スズキ・ハスラーが、JNCAP予防安全性能アセスメントで軽自動車初の満点を獲得し、最高ランクの評価「先進安全車プラス（ASV+）」を獲得[44]。
- 2017年
  - 12月 ホンダ・N-BOXが、2017-2018日本カー・オブ・ザ・イヤー「スモールモビリティ部門賞」を受賞。先進運転支援システム「Honda SENSING」を標準装備、JNCAP2017年度「予防安全性能アセスメント」において「予防安全性能評価 ASV++」を獲得[45]。
- 2018年
  - 4月 三菱・i-MiEVが一部改良に伴い登録車へ移行。
  - 5月 ダイハツ・ハイゼットトラックが一部改良に伴って「スマートアシストIIIt」を導入。軽トラック初のASVとなる。

## 軽自動車車種

### 現在新車で販売されている軽自動車車種
- 2025年現在、日本の乗用車メーカーで軽のラインナップを持たないのは光岡自動車のみであるが、実際に車両を生産しているのはスズキ・ダイハツ工業・三菱自動車工業・本田技研工業の4社だけである。
- 太字は製造元（OEM・共同開発問わず）の車種。※は自社で生産されたことのない車種。
- ■はかつて自社生産されていた車種。

#### スズキ製
| スズキ           | マツダ                | 日産自動車          | 三菱自動車工業      |
| ---------------- | --------------------- | ------------------- | ------------------- |
| アルト           | キャロル■             |                     |                     |
| アルトラパン     |                       |                     |                     |
| ワゴンR          | フレア※               |                     |                     |
| ワゴンRスマイル  |                       |                     |                     |
| スペーシア       | フレアワゴン※         |                     |                     |
| スペーシアベース |                       |                     |                     |
| エブリイバン     | スクラムバン※         | クリッパーバン※     | ミニキャブバン■     |
| エブリイワゴン   | スクラムワゴン※       | クリッパーリオ※     | タウンボックス■     |
| キャリイ         | スクラムトラック※     | クリッパートラック※ | ミニキャブトラック■ |
| ジムニー         |                       |                     |                     |
| ハスラー         | フレアクロスオーバー※ |                     |                     |

#### ダイハツ工業製
| ダイハツ工業       | SUBARU （旧・富士重工業） | トヨタ自動車                 |
| ------------------ | ------------------------- | ---------------------------- |
| ミライース         | プレオプラス※             | ピクシスエポック※            |
| ムーヴ             | ステラ                    |                              |
| ムーヴキャンバス   |                           |                              |
| タント             | シフォン※                 |                              |
| アトレー           | サンバーバン■             |                              |
| ハイゼットトラック | サンバートラック■         | ピクシストラック※            |
| ハイゼットカーゴ   | サンバーバン■             | ピクシスバン※                |
| コペン             |                           | コペン※ （「GR SPORT」のみ） |
| タフト             |                           |                              |

#### 本田技研工業製
| 本田技研工業 |
| ------------ |
| N-BOX        |
| N-ONE        |
| N-WGN        |
| N-VAN        |

#### 三菱自動車工業製
▲はNMKVによる日産との共同開発車種。
| 三菱自動車工業          | 日産自動車    |
| ----------------------- | ------------- |
| eKワゴン・eKクロス▲     | デイズ▲       |
| ekクロスEV▲             | サクラ▲       |
| eKスペース・デリカミニ▲ | ルークス▲     |
| ミニキャブEV            | クリッパーEV※ |

#### 英・ケータハム製
| ケーターハムカーズ |
| ------------------ |
| SEVEN 170          |

### 過去に販売されていた軽自動車車種
- 並びは順不同
- 製造販売が終了した車種だけではなく、登録車（小型普通車など）に変更された車種も含む
- ◆は原車種。

ダイハツ工業
フェロー、クオーレ、リーザ、リーザスパイダー、オプティ、ミゼット、ネイキッド、ミゼットII、テリオスキッド、テリオスルキア、MAX、ミラジーノ、ムーヴラテ、ソニカ、エッセ、タントエグゼ、ムーヴコンテ、ミラ、ミラココア、ハイゼットキャディー、ウェイク、キャスト、ミラトコット
スズキ
カプチーノ、スズライト、ツイン、マイティボーイ、フロンテ、セルボモード、フロンテクーペ、フロンテハッチ、キャラ（◆AZ-1）、セルボ、Kei、パレット、MRワゴン、アルトバン、アルトワークス、スペーシアギア
本田技研工業
T360、TN360、N360、Z、ライフステップバン、ライフピックアップ、トゥデイ、ビート、ストリート、ザッツ、ゼスト、ライフ、バモス、バモスホビオ、アクティ、S660
三菱自動車工業
ミニカ、ミニカスキッパー、ミニカトッポ、トッポBJ、ブラボー、ミニキャブブラボー、パジェロミニ、eKスポーツ、eKクラッシィ、eKアクティブ、i、i-MiEV、eKカスタム、ekクロススペース
富士重工業（現・SUBARU）
スバル360、スバル・R-2、レックス、ヴィヴィオ、R1、R2、ルクラ（◆タントエグゼ）、プレオ（◆2代目モデルはミラ）、ディアスワゴン（◆アトレーワゴン）
日産自動車
ハイパーミニ、オッティ（◆eKワゴン・eKスポーツ）、ピノ（◆アルト）、クリッパーリオ（◆タウンボックス）、キックス（◆パジェロミニ）、モコ（◆MRワゴン）デイズルークス（◆eKスペース）
マツダ
R360クーペ、シャンテ、AZ-1、ポーター、ラピュタ（◆Kei）、スピアーノ（◆アルトラパン）、AZ-ワゴン（◆ワゴンR）、AZ-オフロード（◆ジムニー）
トヨタ自動車
ピクシススペース（◆ムーヴコンテ）、ピクシスメガ（◆ウェイク）、ピクシスジョイ（◆キャスト）、
光岡自動車
レイ（◆キャロル（アルトOEM含む）→ミラジーノ）
ダイムラー
スマートK
愛知機械工業
ヂャイアント・コニー360、ヂャイアント・コニーグッピー
ホープ自動車
ホープスターNT、ホープスターOT、ホープスターOV、ホープスターON
東急くろがね工業
くろがね・ベビー
ヤンマー（現・ヤンマーホールディングス）
ポニー（2016年現在、ディーゼルエンジンを搭載して市販された唯一の軽自動車）
タケオカ自動車工芸
REVAi、REVA Classic
CT&T
e-Zone
フィアット
フィアット・126（輸入時期と排気量によっては、軽自動車として登録可能な外国車の一例）
ケータハム
SEVEN 130
SEVEN 160（165の日本向け仕様）

## 日本国外での展開

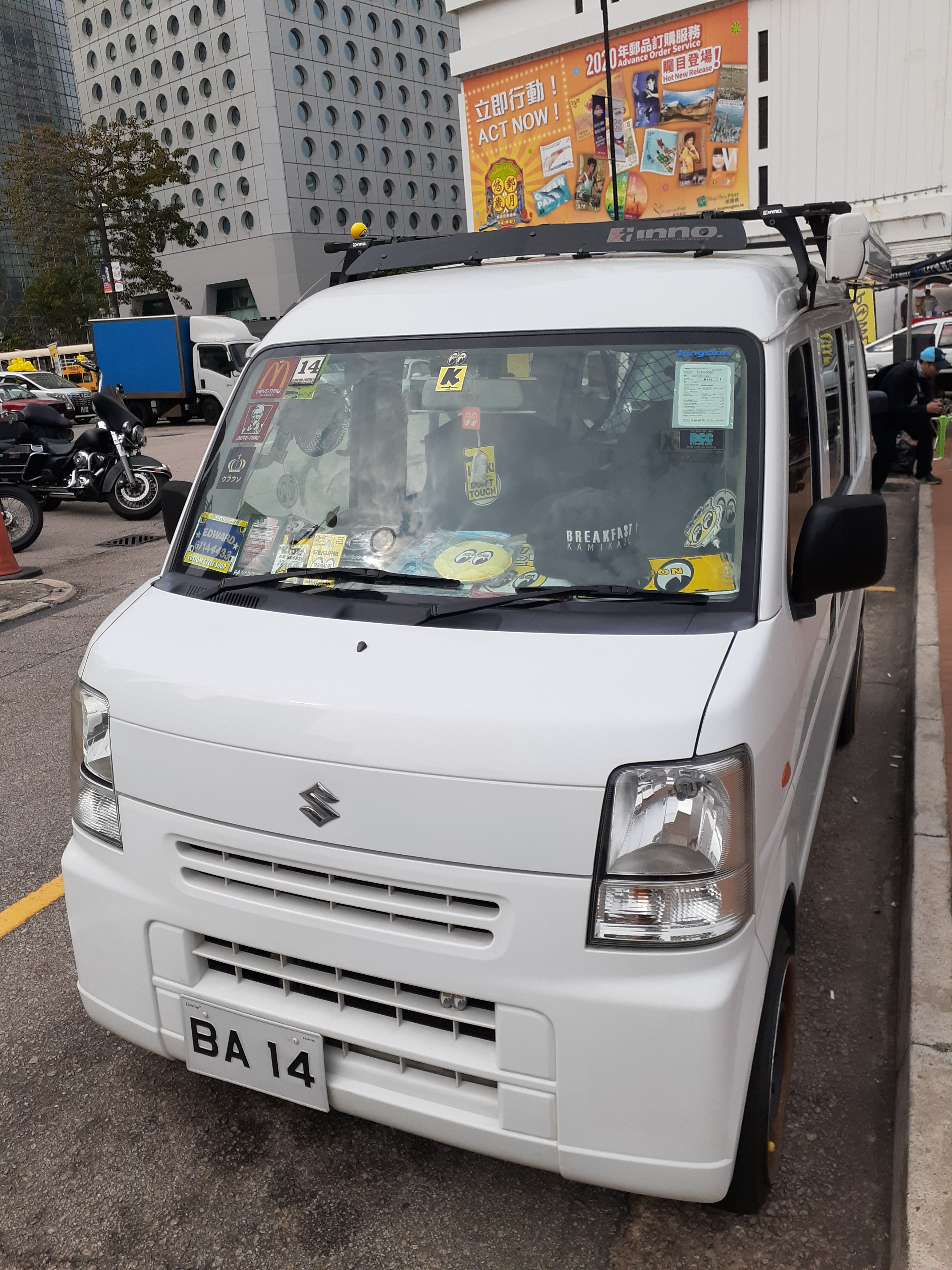
香港で販売・登録されたスズキ・エブリイ。

軽自動車の規格は日本独自のものであるため、国外で展開する場合には、排気量を拡大したエンジンに換装するなどの手直しを行う場合がほとんどであった。だがR06Aエンジン搭載のスズキ車に関しては、660ccのまま海外展開を行う例が見られる。これまでもインドやパキスタンで軽自動車ベースの車両を生産してきたスズキであったが、パキスタン国内に日本の軽自動車の中古車が流入し、使用されていることに着目。日本の軽自動車規格をそのまま持ち込んでも通用すると判断し、2019年から現地子会社のパック・スズキ・モーター社カラチ工場で、660ccエンジンのままアルト(8代目)の生産を開始することを発表した。また香港でもハスラー及びエブリイバンを販売(2024.7月現在)しているが、これらもパキスタン向けアルト同様排気量アップは行われずR06Aのままである。
なおダイハツは2013年、欧州市場の新車販売から撤退を発表した。よって欧州・北米での軽自動車、輸出販売も撤退した。
アメリカ合衆国においては新車の軽自動車は販売されていない（2021年現在、スズキ・ダイハツはアメリカで四輪車の販売を行っていない)。しかし通称｢25年ルール｣と呼ばれる輸入規制免除枠(環境保護庁(EPA)が21年、国家幹線道路交通安全局(NHTSA)が25年経過した車両に対し、旧車としての価値を勘案し並行輸入車に対しての試験を免除するという制度)によって、カーマニア向けのスポーツ車種や農園向けのワンボックスなどが中古車として輸出されている。なおアメリカにおいては1人1台、大型車志向が強く、サッカーマムが子供の送迎に使うセカンドカーもミニバンが中心である。
近年では三菱自動車工業が2024年に、現地生産合弁会社ミツビシ・モーターズ・クラマ・ユダ・インドネシア（MMKI）で「L100 EV(日本名:ミニキャブEV)」の生産を開始した。

### 輸出車種
日本では軽自動車の規格だが、国外で展開するために排気量・大きさを拡大した車種も含む
- スズキ
  - アルト、フロンテ（マルチ800、K10、メヘラン、セレリオ、デーウ・ティコ）
  - ワゴンR（カリムン・ワゴンR）ワゴンR+（オペル・アギーラ、ストーム)
  - MRワゴン（カリムン・エスティロ、ゼン・エスティロ、エスティロ）
  - ジムニー（ジプシー、カタナ、カリビアン）
  - セルボ（SC100、WHIZZKID）
  - キャリイ（ラスカル、オムニ、イーコ、ボラン、ラヴィ、スーパーキャリイ、デーヴ・ダマス/ラボ、チャナ・スター、プロント）
    - エブリイワゴン（ランディ）

  - カプチーノ[49]
- ダイハツ工業
  - ミラ（クオーレ、ハンディバン、シャレード・セントロ、プロドゥア・ニッパ、カンチル、クリサ、ビバ）
    - ミラジーノ（トレヴィス）

  - ハイゼット（ピアッジオ・ポーター、ゼブラ、、天津・華利TJ110、アジア/キア・タウナー、ハイマックス）
    - アトレー7（エクストル）ミゼット（トリモービル）

  - ムーヴ(プロドゥア・クナリ)
  - コペン[50]
- 三菱自動車
  - ミニキャブ（ミニキャブ5、L100、ヴァリカ、ヴェリカ、C1シーウァン、ジェットスター、プレミア・ロードスター・ピックアップ、シグマ、ウーリンLZ110、ウーリン・ジンワン、ホワイトバン、マイティミッツ）
    - タウンボックス（ジュアラ）
    - ミニキャブミーブ・ミニキャブEV（L100EV）

  - i-MiEV
- SUBARU（旧富士重工業）
  - スバル360、サンバー
- 本田技研工業
  - N600

## 日本国外の類似規格車両
軽自動車は海外ではAセグメントが近似クラスとなるが、その中でも特に似ているものには以下のようなものがある。

### 韓国・キョンチャ（軽車）
韓国には軽車（경차/輕車）と呼ばれる日本の軽四に似た小型車の規格がある。読みは「キョンチャ（朝鮮語）/けいしゃ（日本語）」。
「軽車、取得税・登録税免除or割引」「高速道路通行料50%割引」「公営駐車場50%割引」という利点をアピールしたティコの韓国国内向けCMやマティスの韓国国内向けCMも存在していた。特に後者は「軽車（）が経済（）だ!（경차（）가 경제（）다!）」というコピーでそれらを強調していた。
日本の軽自動車の現地生産車も車種数として過去のモデルに多く存在するが、排気量上限が1,000cc（当初は800ccだったがその後改定）であること、LPG専用モデルが存在すること（デーウ・ダマス/ラボ、キア・タウナーなど）が日本のものと大きく異なる点である。一般的にはその排気量ゆえ日本では登録車扱い（実際に日本で登録されたマティスやアトスは登録車扱いとなっている）だが、電気自動車のCT&T・e-Zoneは日本でも軽自動車登録となっている。
しかし韓国では軽車は敬遠される傾向にあるため、日本とは異なり車種が大変少ない。実際、乗用モデルに関してはキアこそヴィストからモーニング、レイと出し続けていたがデーヴはマティスのみ、ヒョンデに至ってはアトス生産終了から2021年にキャスパーを投入するまでの実に19年間市場撤退していた。KGモビリティ（旧サンヨン）、ルノーコリア(旧ルノーサムソン)に至ってはそもそも軽車がラインナップに存在したことがない。
その一方で、日本の軽自動車と同じく海外戦略を考えると無視することができないクラスであるのも事実である。特に新興国市場ではインドにおけるアトスやウズベキスタンにおけるティコのような前例がある他、欧州市場への輸出も行われている。また不動産･交通インフラ事情から得てして3ナンバー車が敬遠される日本においてもヒョンデ乗用車第2期において第4弾がインスター(キャスパー･エレクトリック)となる見込みであり、実現すれば第1期から通算して考えても本格Bセグメント車であるTBについで2例目の5ナンバー車投入となる。(なお、2024年12月15日現在ヒョンデの韓国向け及びワールドワイドサイトに掲載されている5ナンバー(に該当する)車はキャスパーとi10しかない。)
主な車両（生産終了車種含む）
- 現代-起亜自動車グループ：
  - 現代自動車：キャスパー、アトス
  - 起亜：モーニング、ヴィスト、レイ、アジア/キア・タウナー
- 韓国GM（旧：GM大宇・大宇自動車・大宇国民車）：マティス→シボレー・スパーク、ダマス/ラボ、ティコ
- CT&T：e-Zone（2人乗り電気自動車）

軽車の例

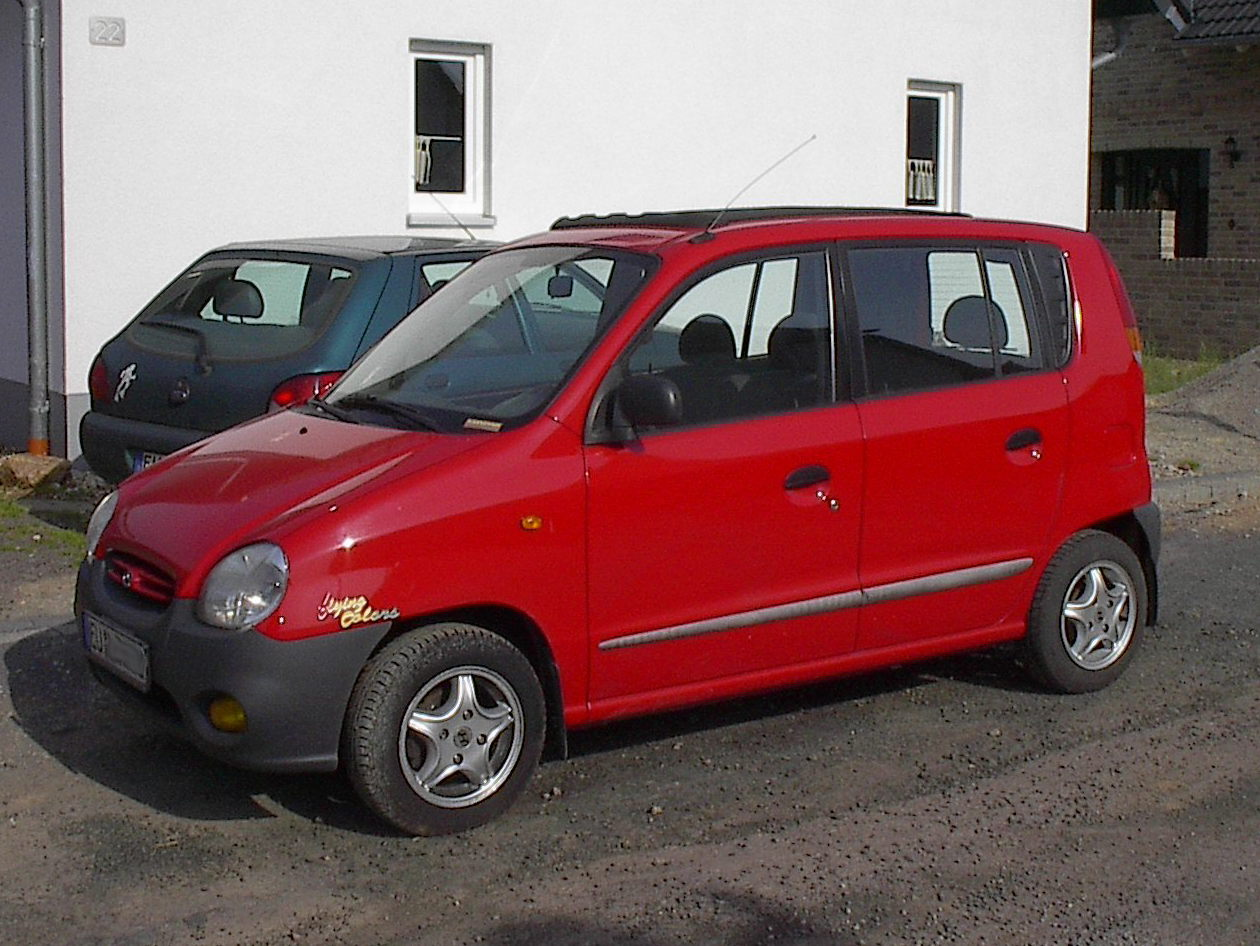
ヒョンデ・アトス
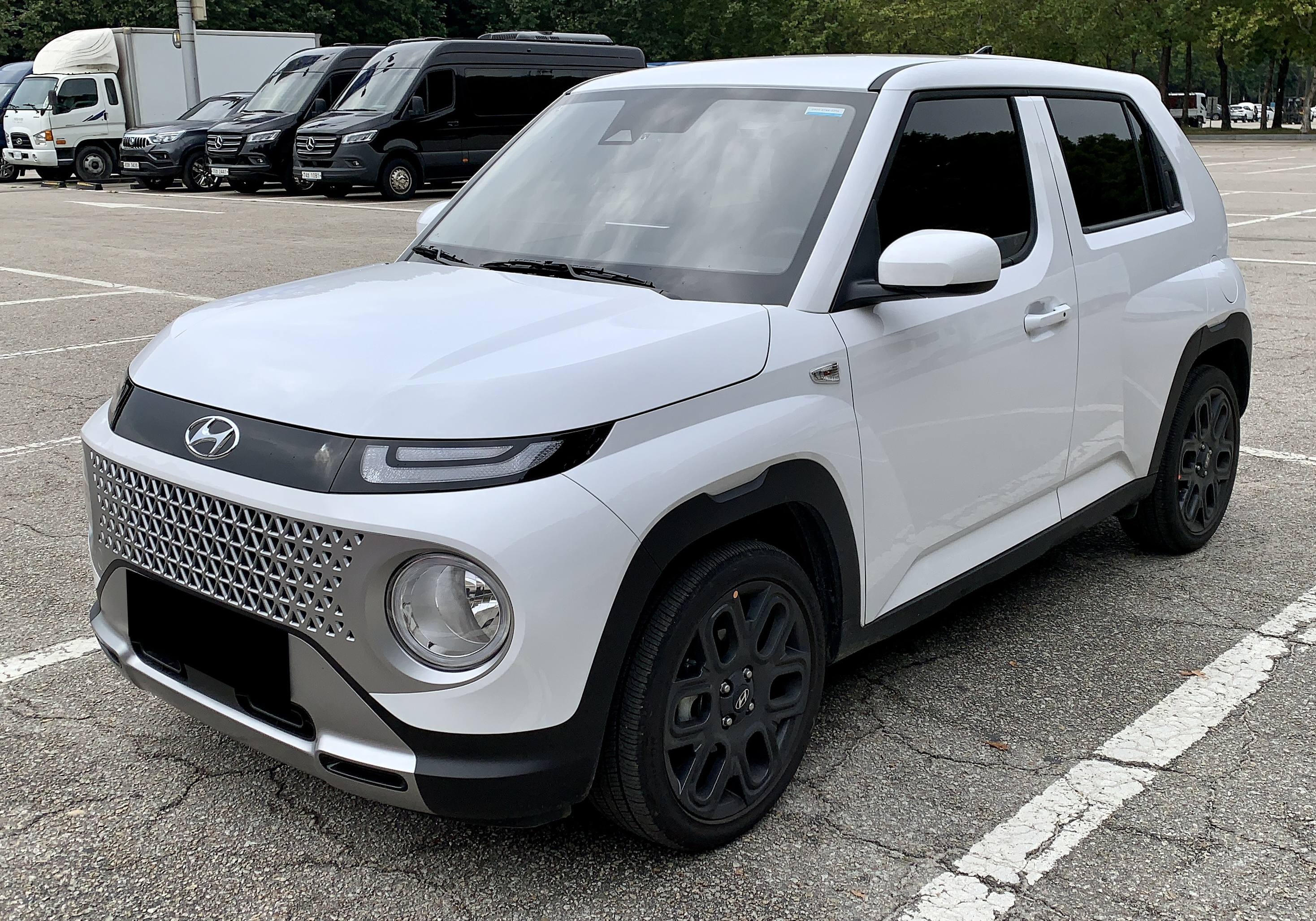
ヒョンデ・キャスパー
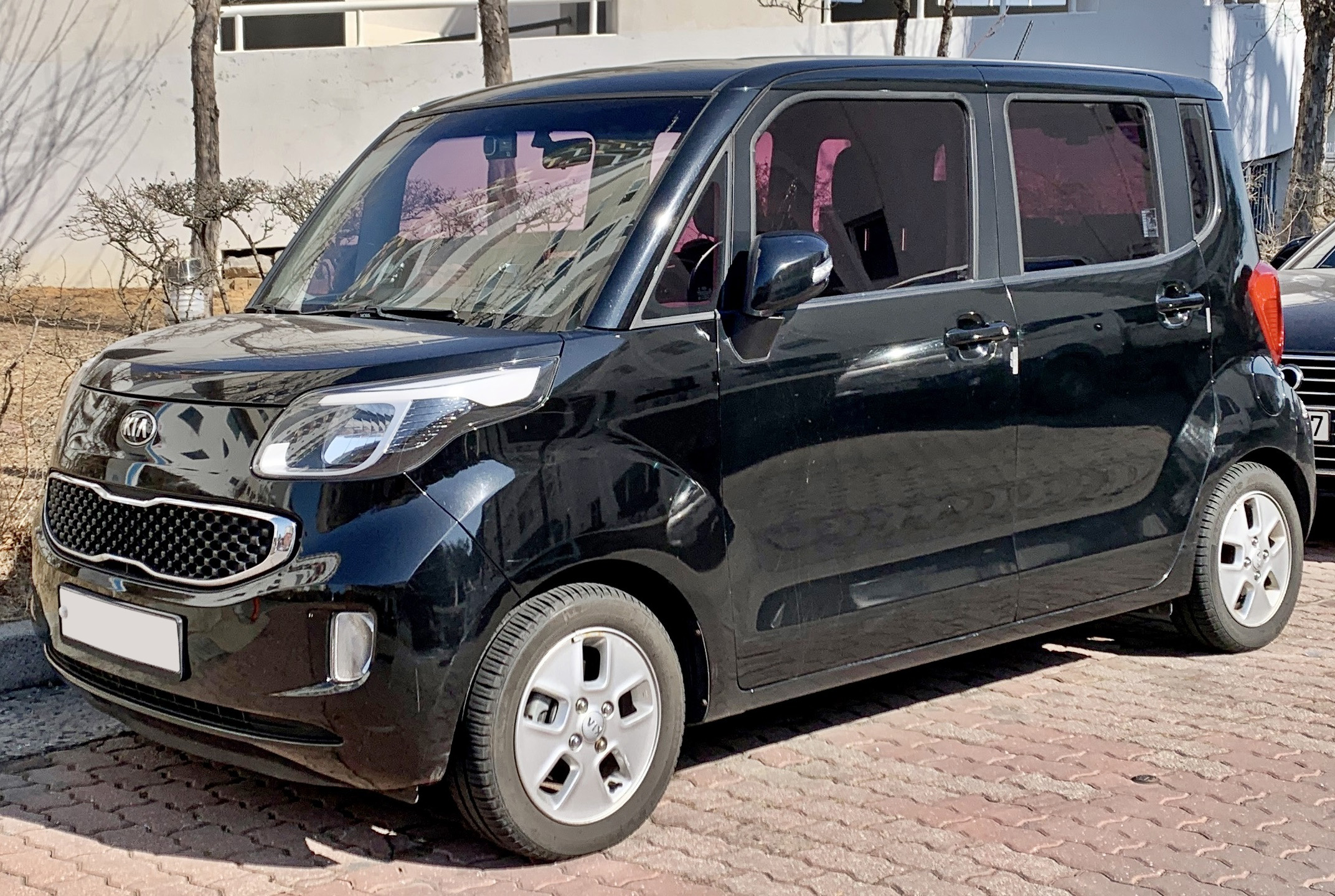
キア・レイ
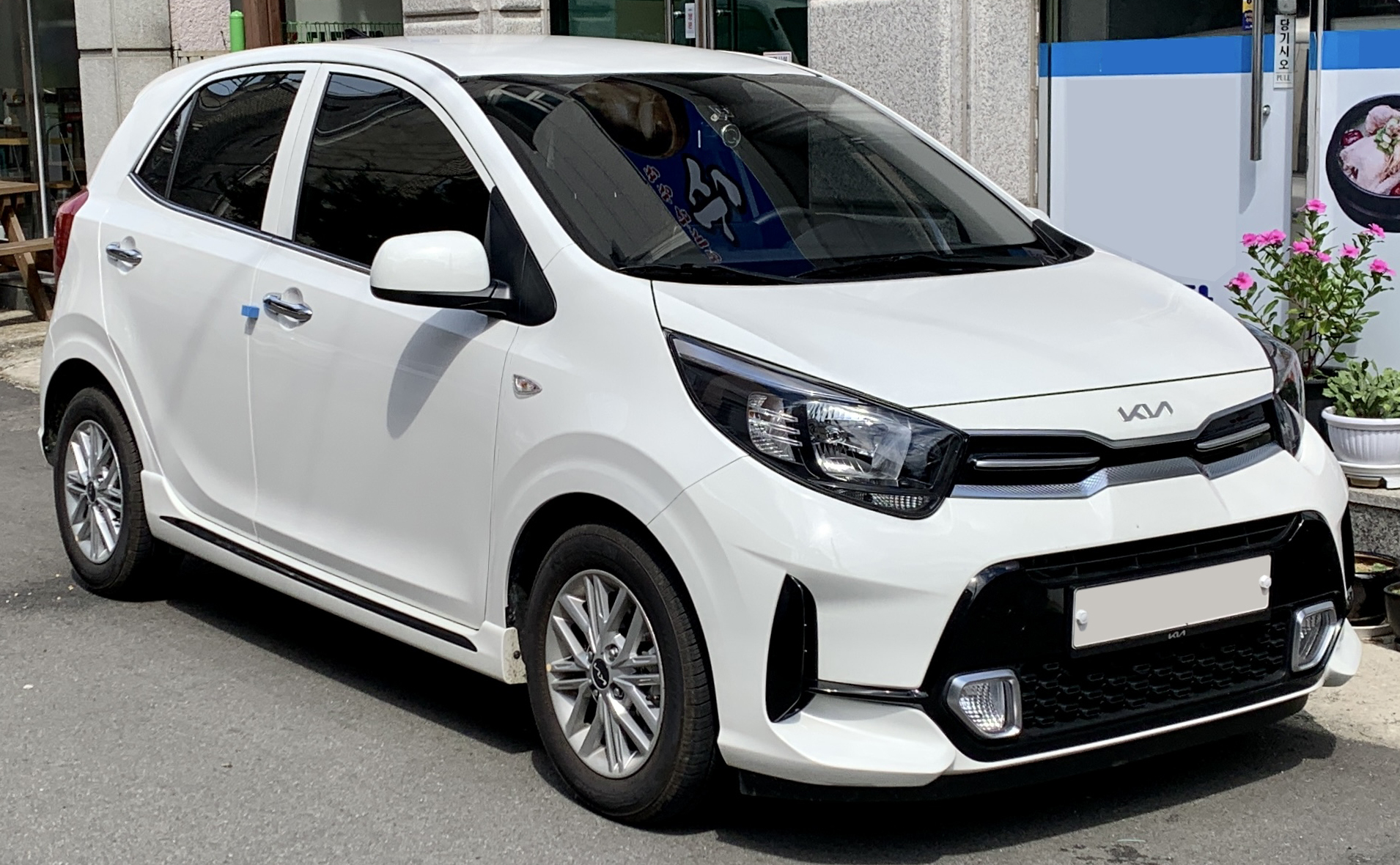
キア・モーニング
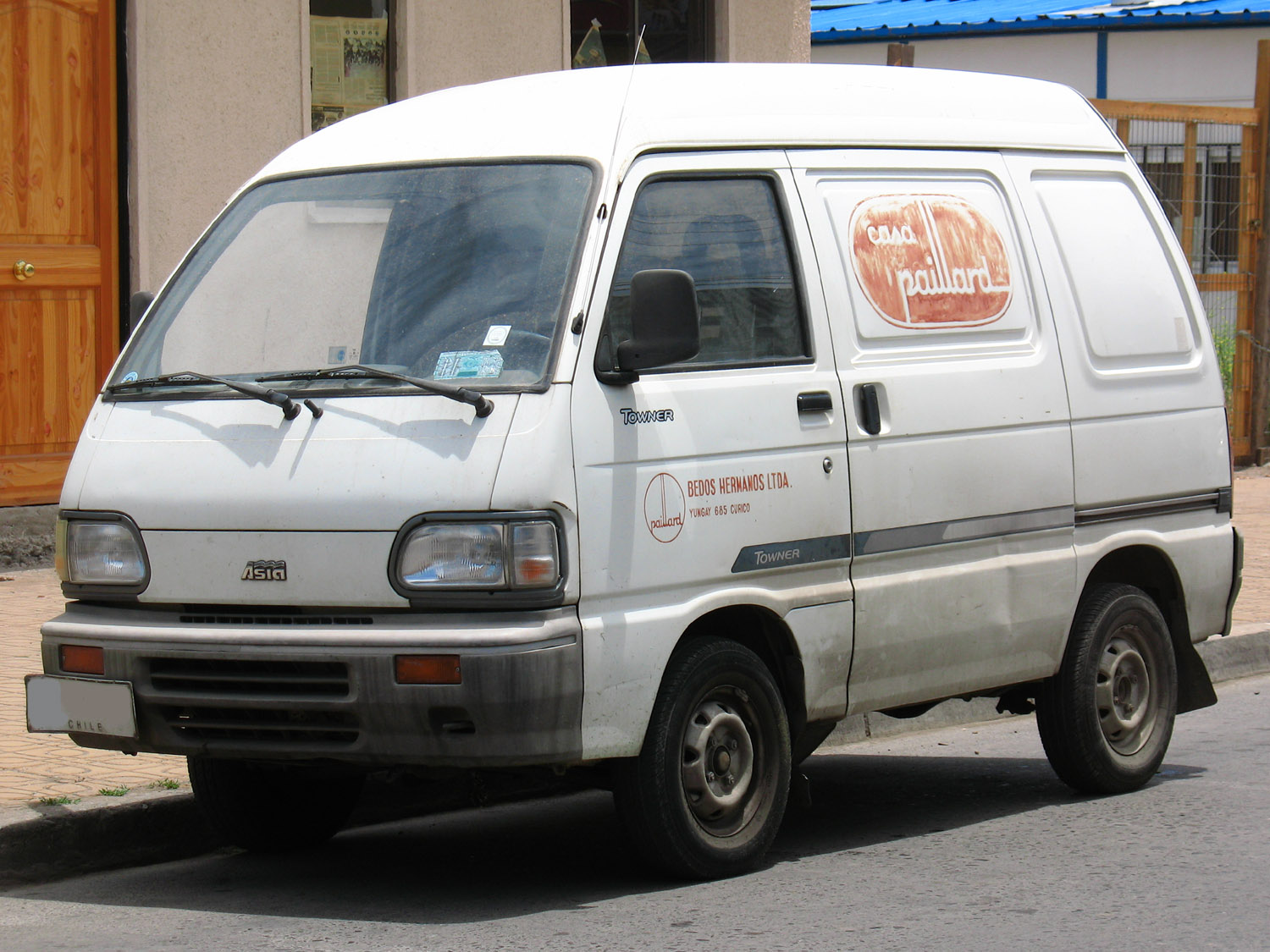
アジア・タウナー
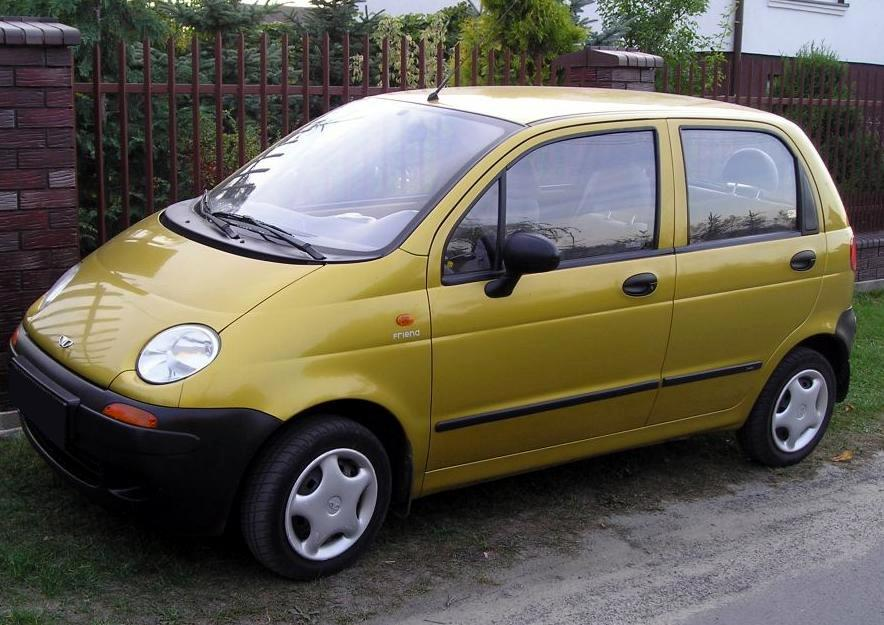
GM大宇・マティス
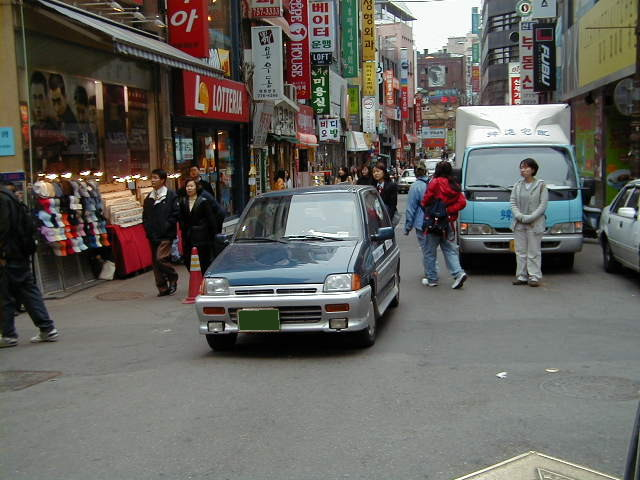
大宇国民車・ティコ
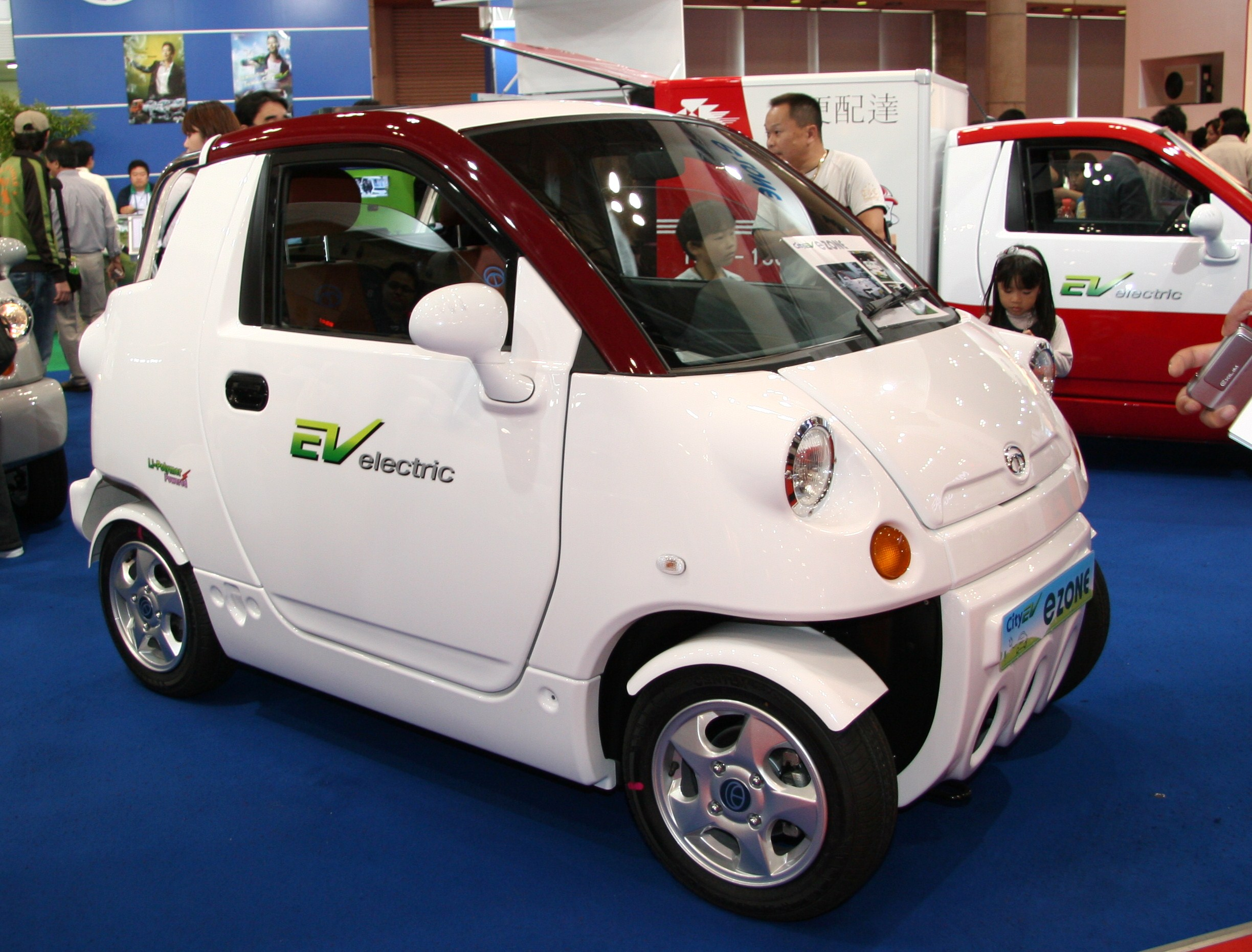
CT&T・eZONEセダン

### 中華人民共和国
中国では日本の軽自動車や韓国のキョンチャに相当する大きさの車は「微型汽車」と呼ばれている。上汽通用五菱汽車、東風汽車集団系列の東風小康汽車、長安汽車などは微型汽車（主に商用車）の代表的なメーカーである。しかし、中国も韓国と同様に小型車離れが進んでおり、さらに新エネルギー車 (NEV) 政策の影響もあって微型汽車の市場は縮小傾向にある。
代表的な車種：
- 奇瑞QQ3 / 奇瑞QQme
- 長安奔奔（長安奔奔/长安奔奔）
- 長城炫麗（長城炫麗/长城炫丽）

微型汽車の例

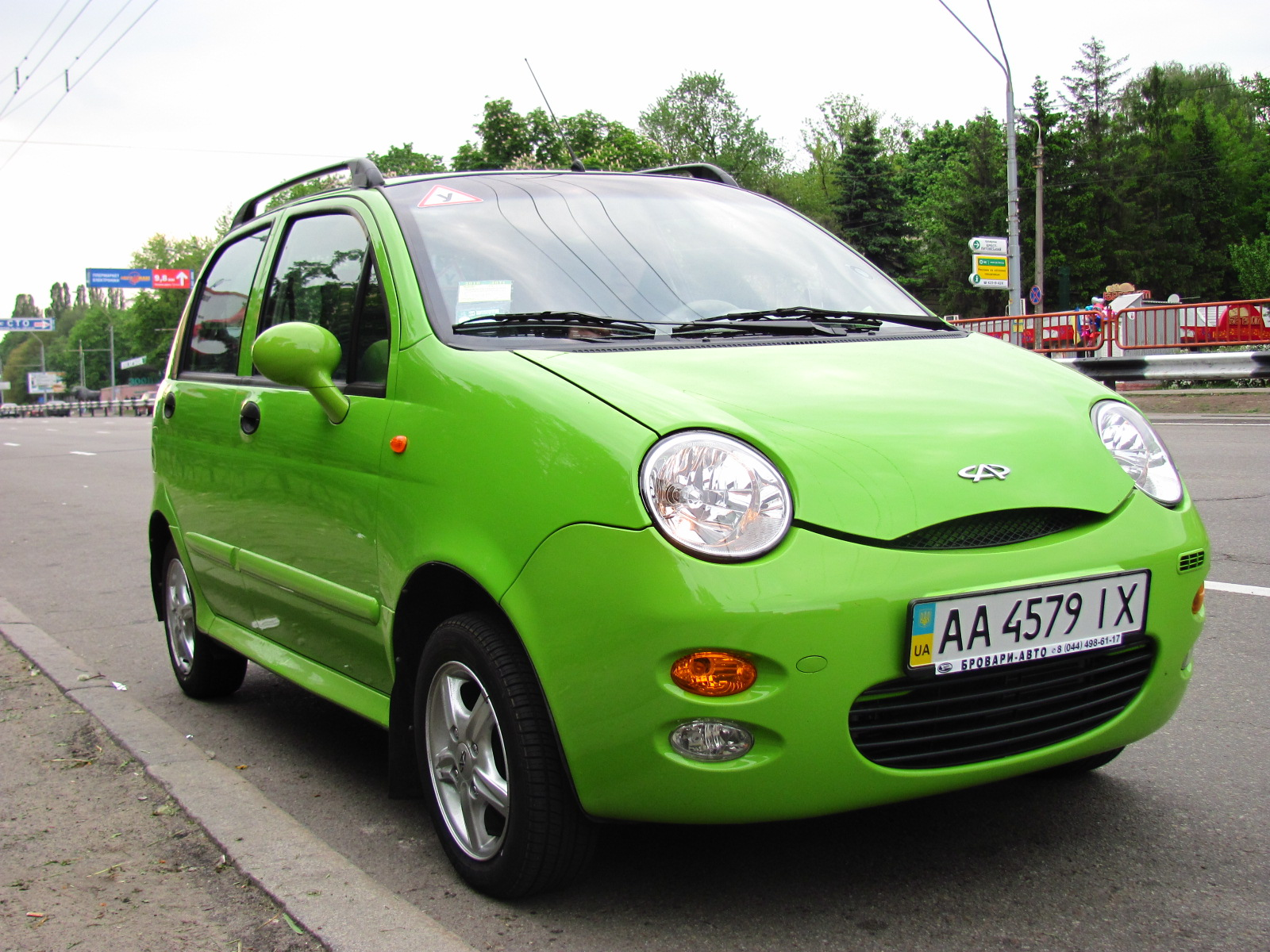
初代チェリー・QQ
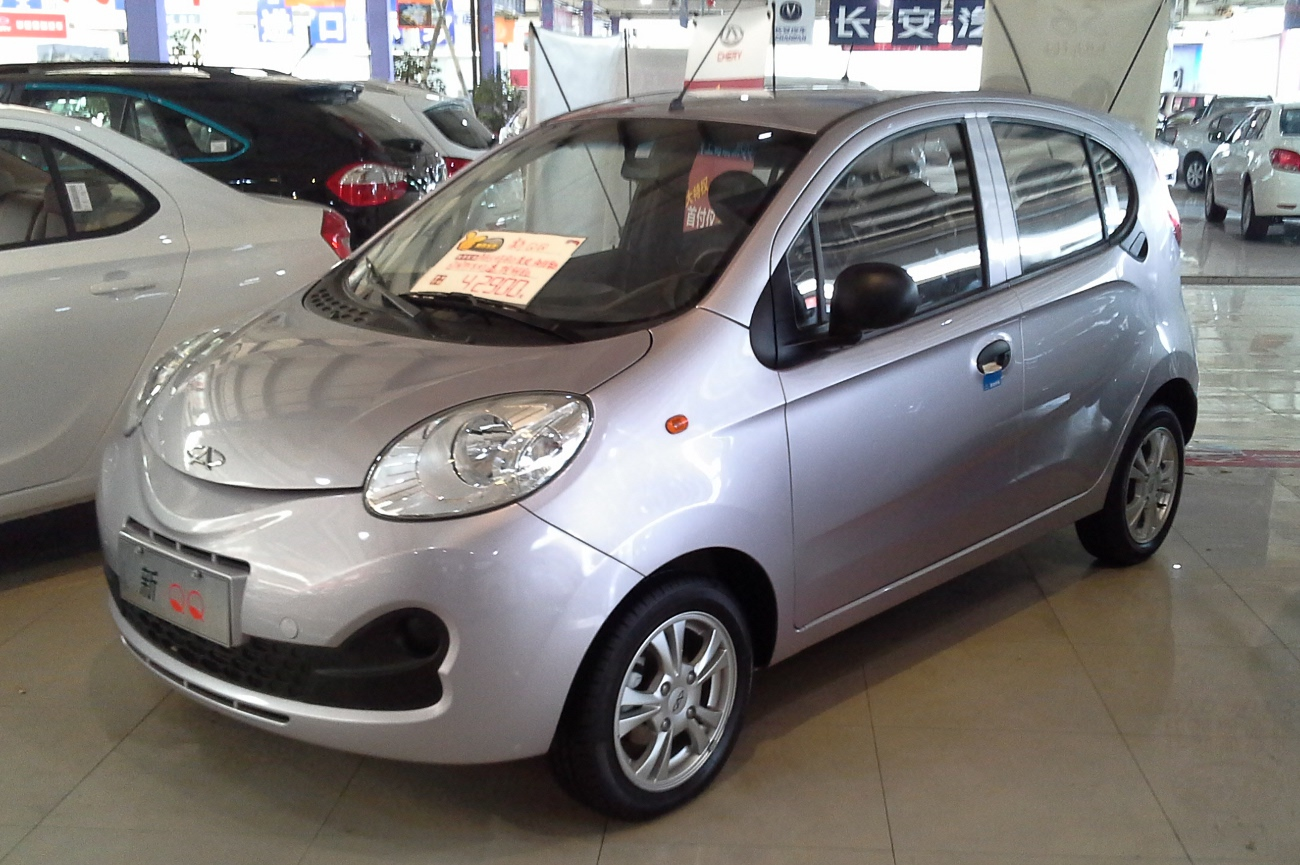
2代目チェリー・QQ
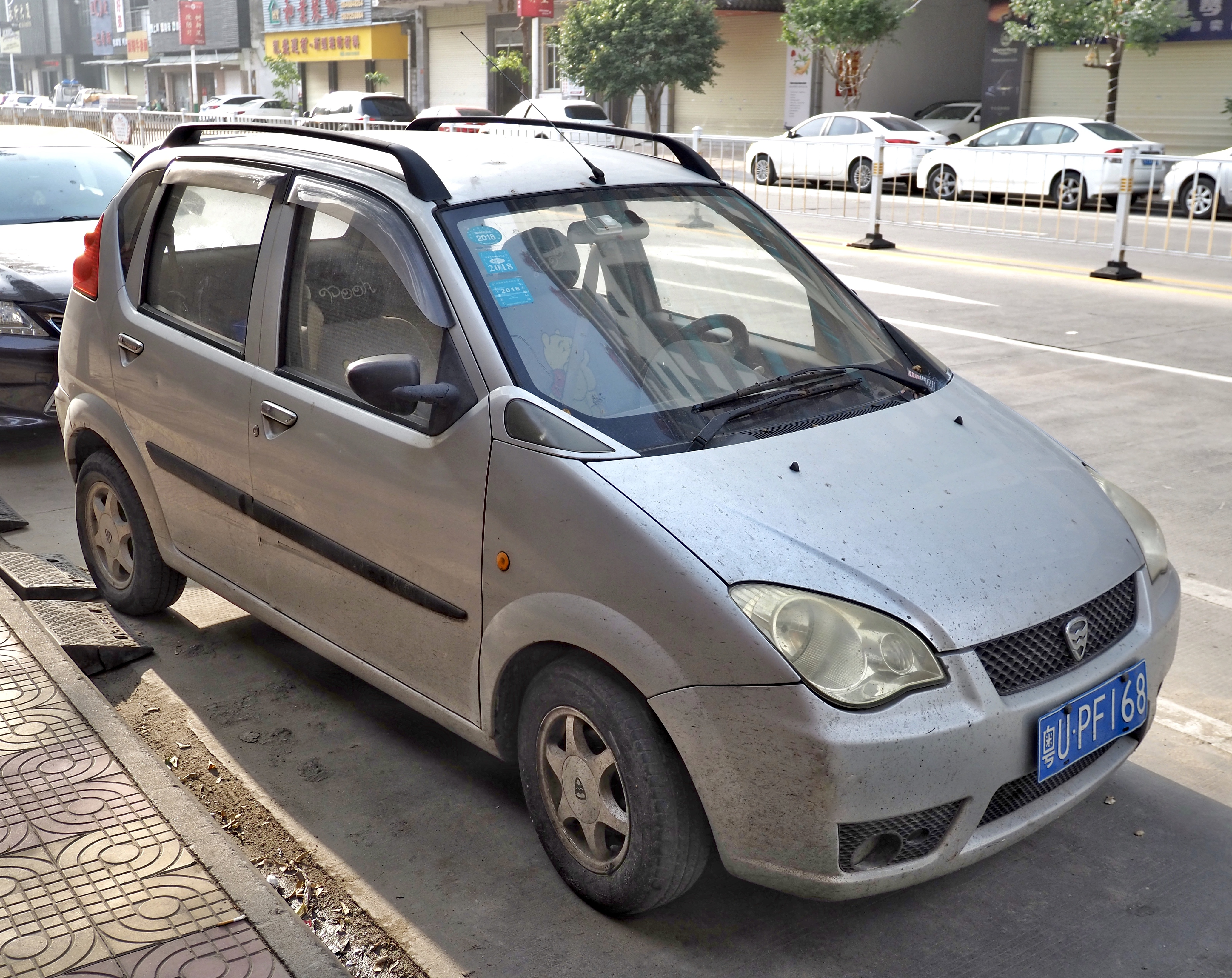
哈飛路宝
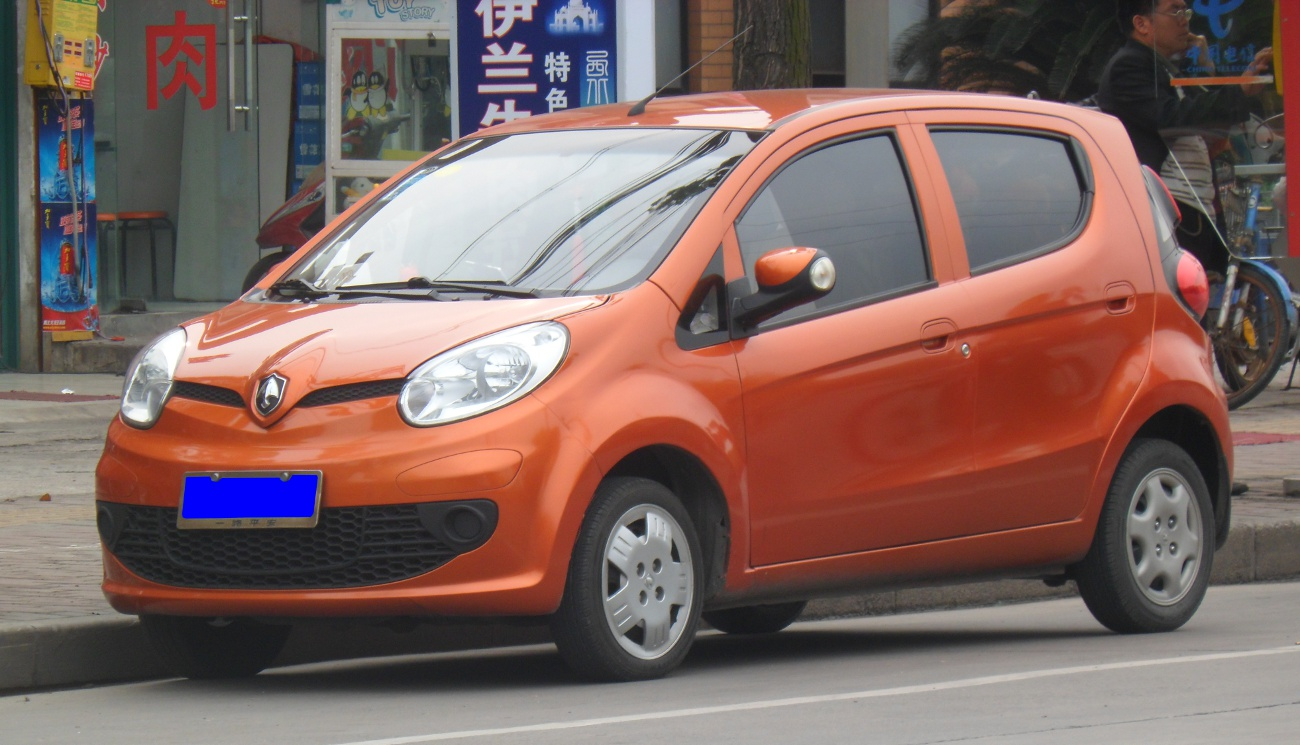
長安奔奔MINI
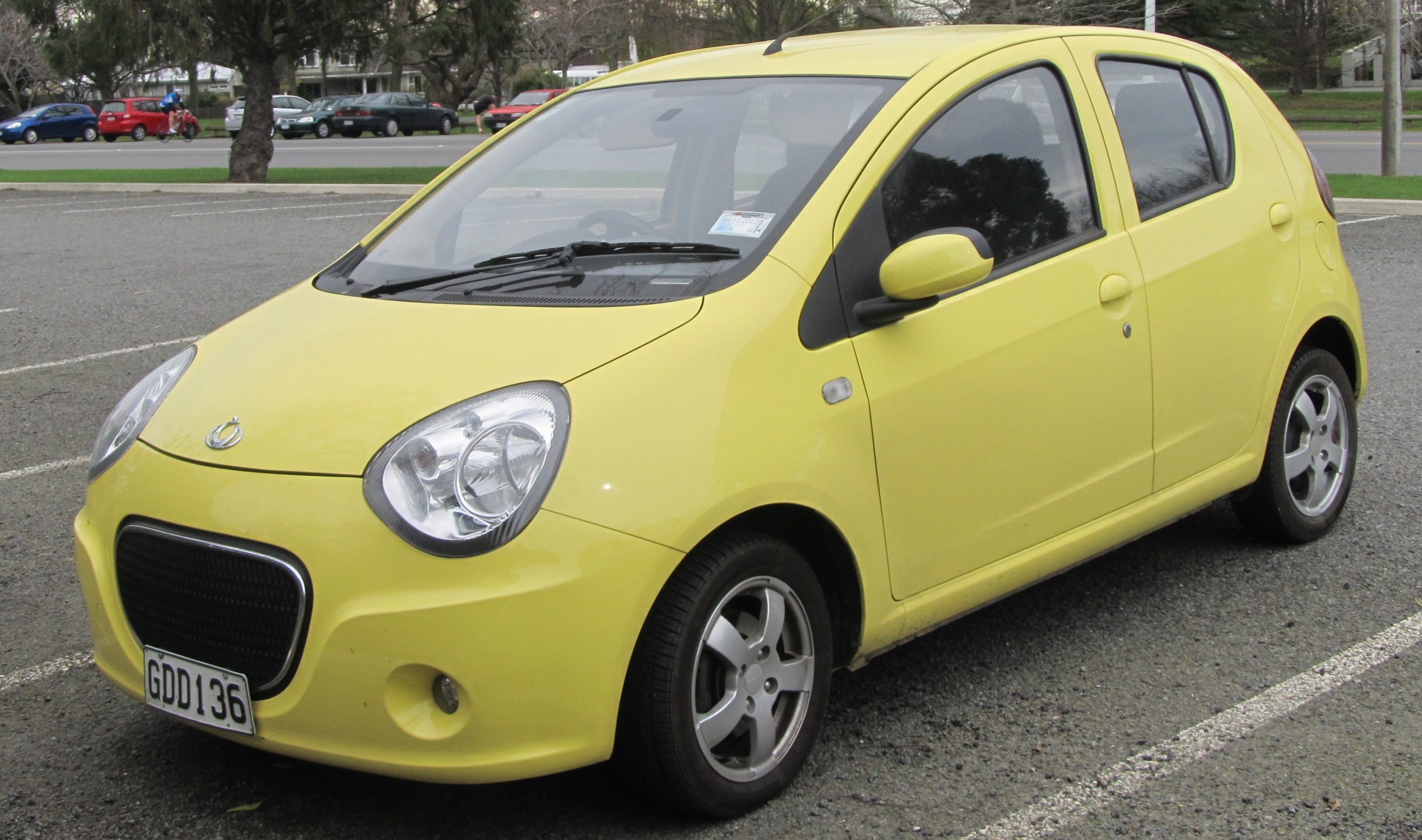
吉利熊猫
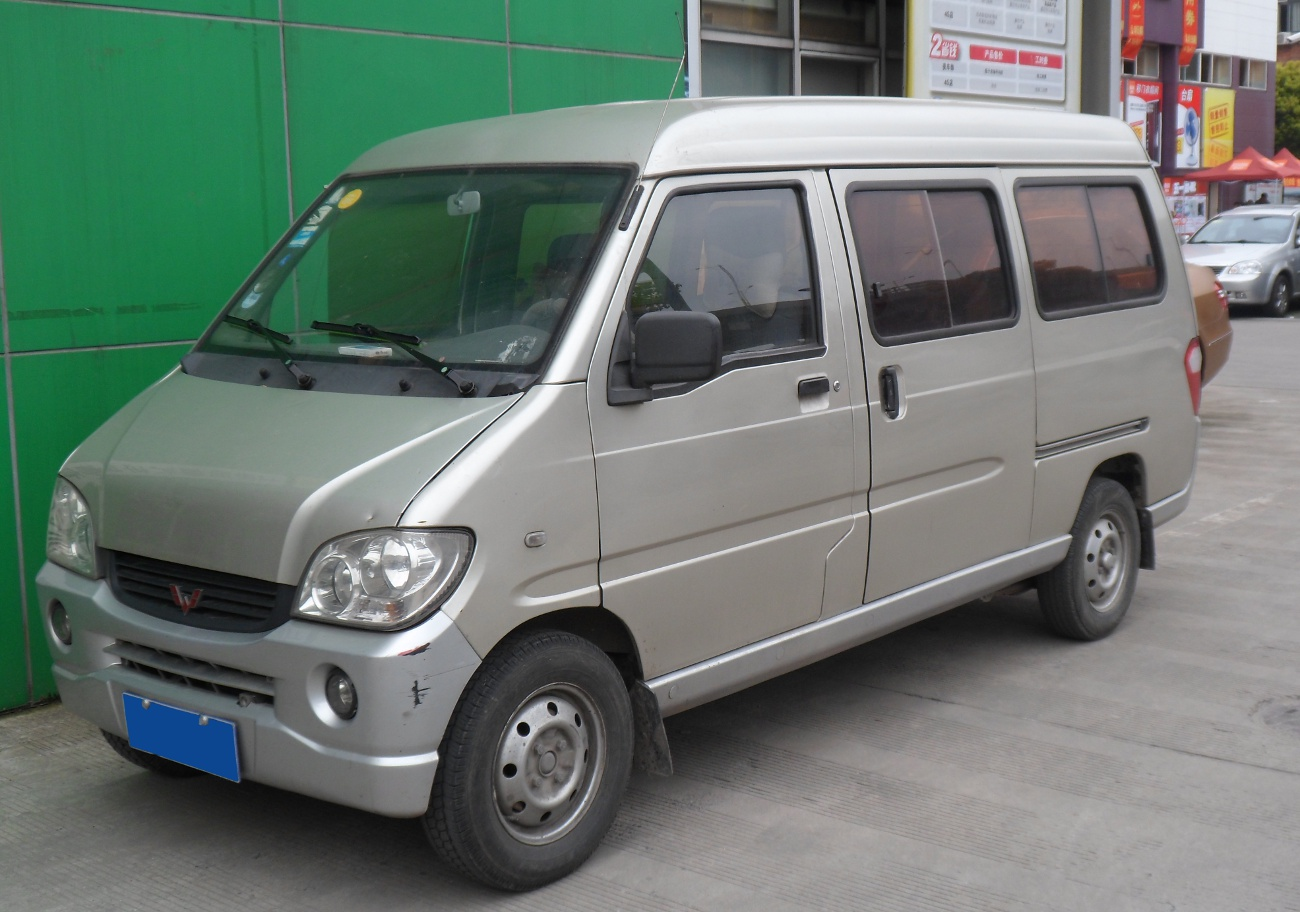
五菱之光
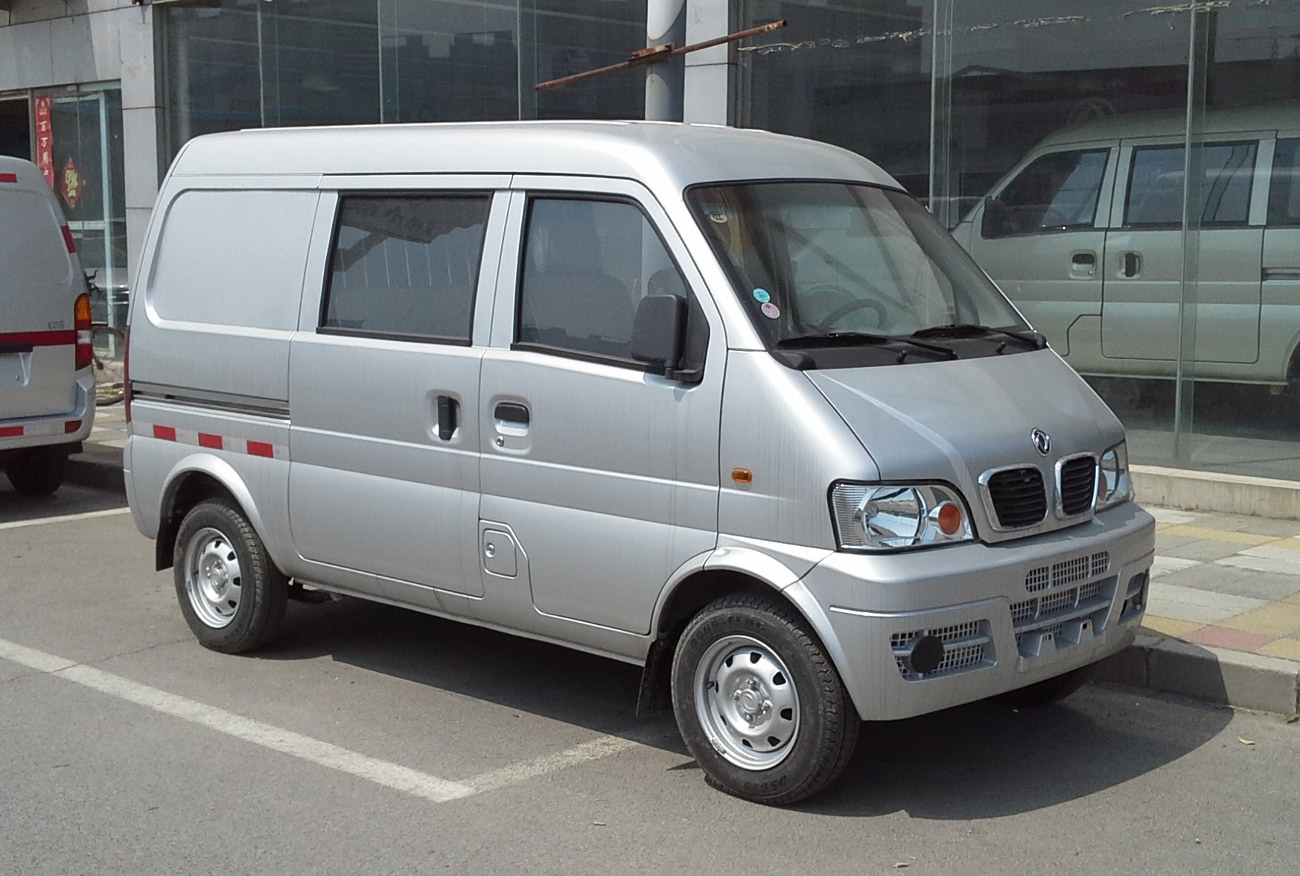
東風小康K05
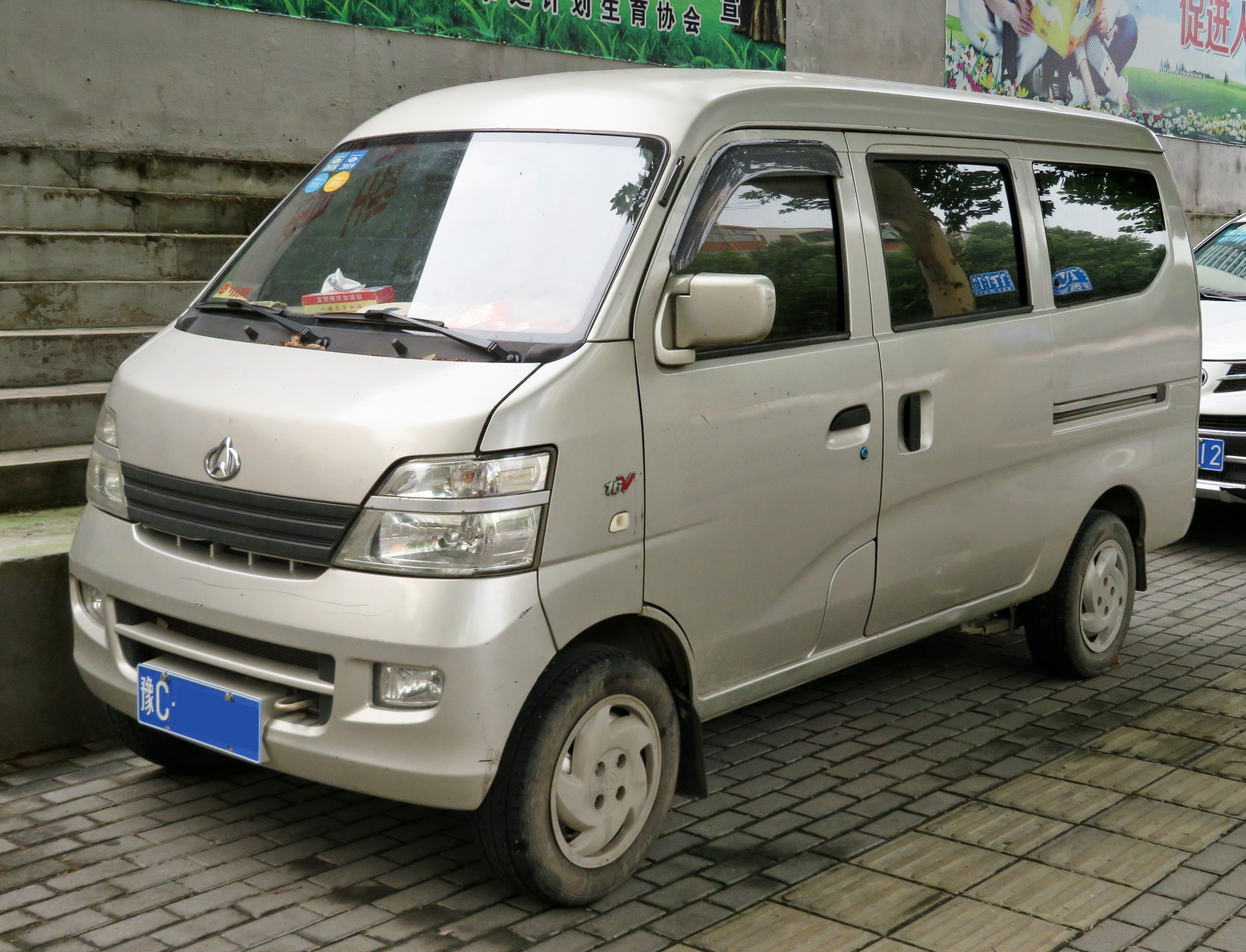
長安之星2
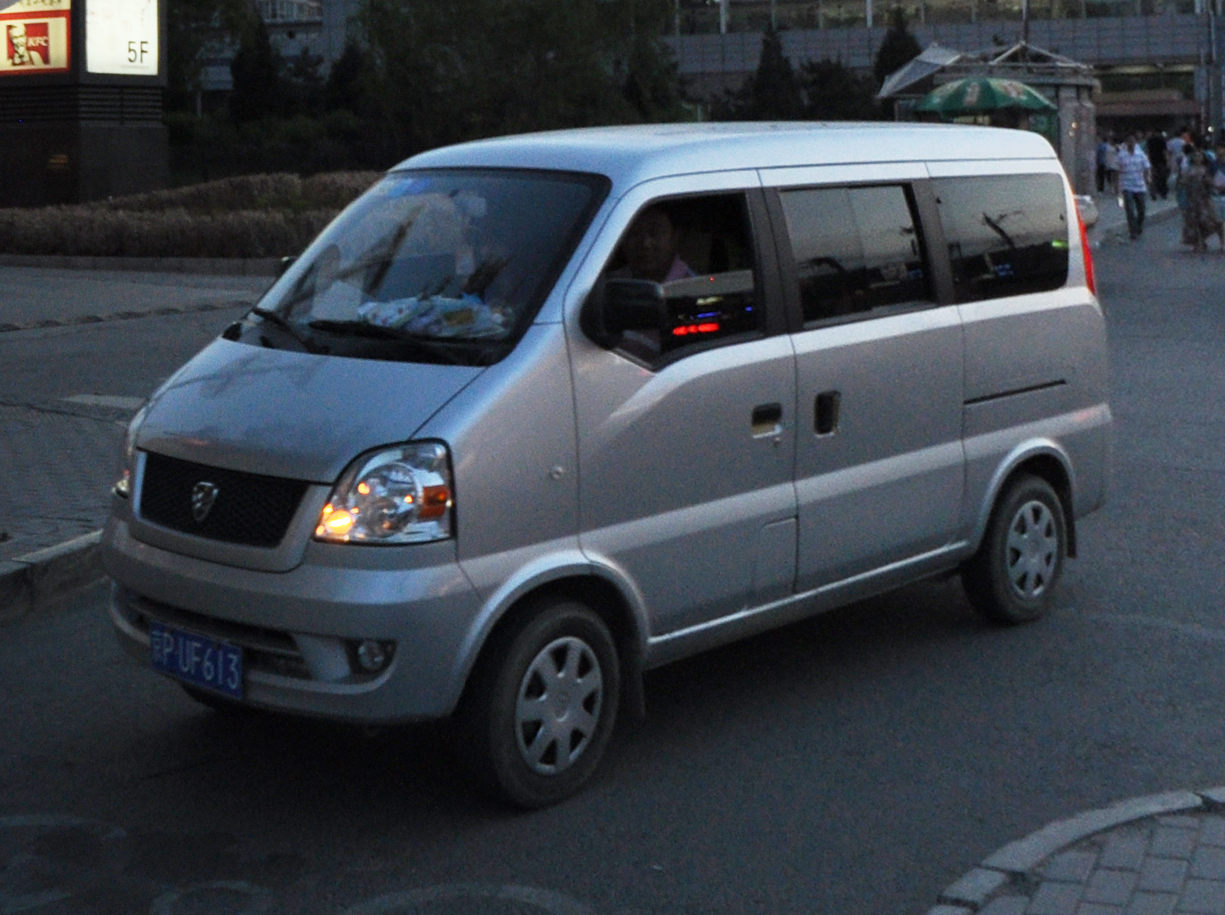
哈飛民意

### インド
インドでは1980年代に政府とスズキとの合弁で設立されたマルチ・ウドヨグによって日本の軽自動車や韓国のキョンチャに相当する車種の普及が急速に進み、マルチ・スズキ・アルトやヒュンダイ・サントロといった車種が大きな成功を収めた。タタ・モーターズは10万ルピー車構想の具現化である2008年のタタ・ナノに先駆けて、2005年に販売価格22.5万ルピーからの廉価な小型トラックであるタタ・エースを市場に投入し、小型トラック市場を開拓した。
代表的な車種

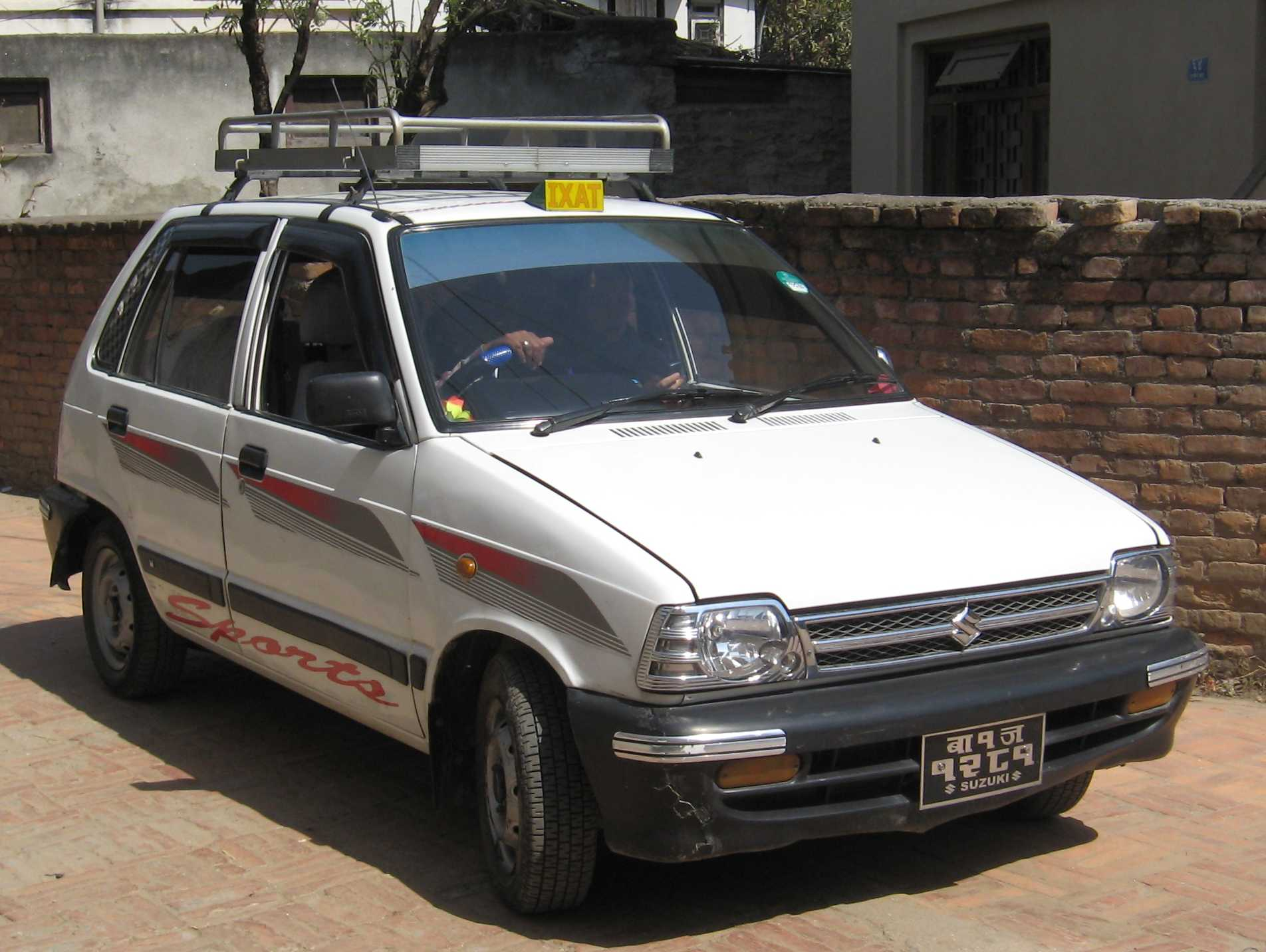
マルチ・800
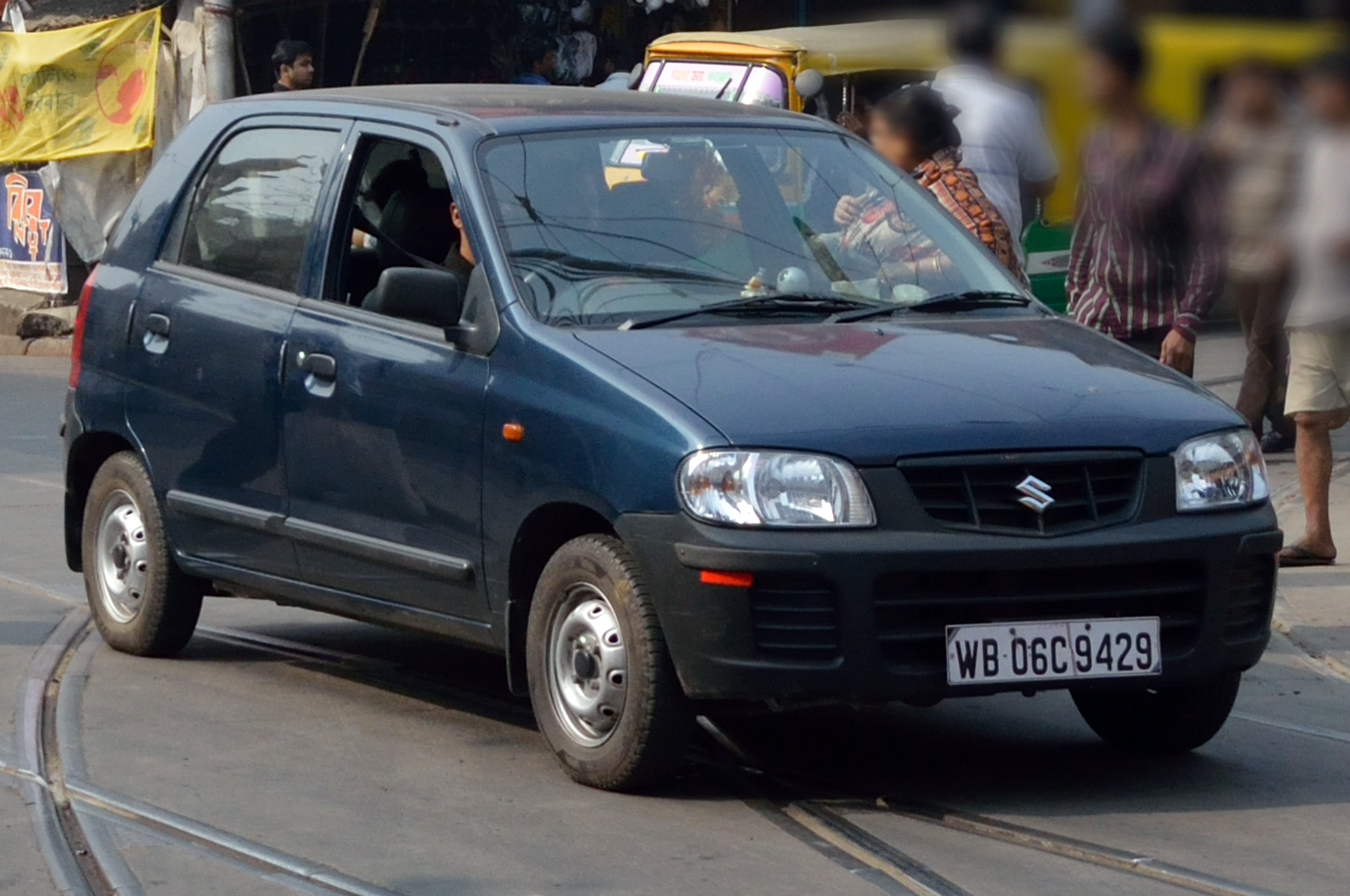
マルチ・スズキ・アルト
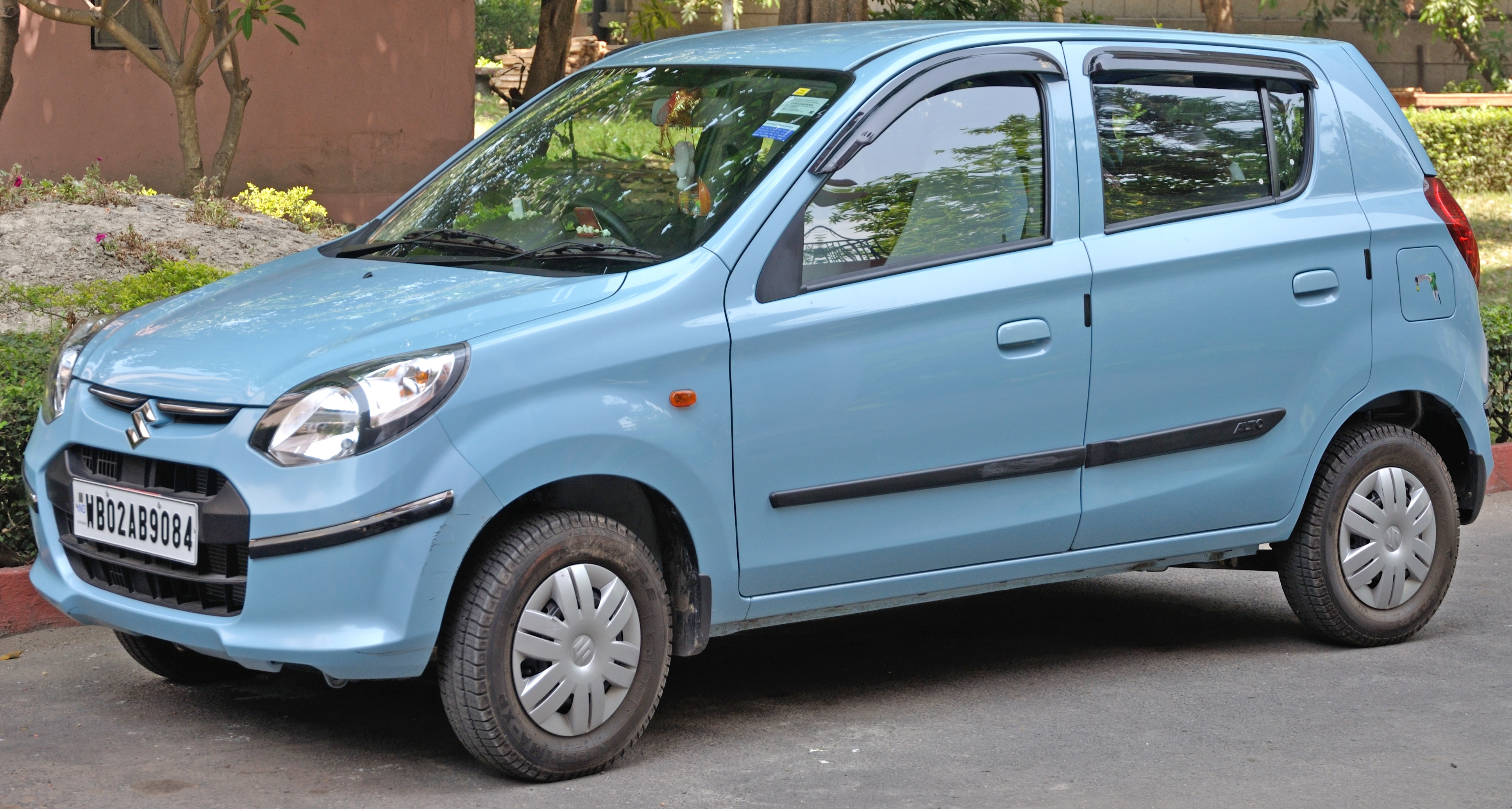
マルチ・スズキ・アルト800
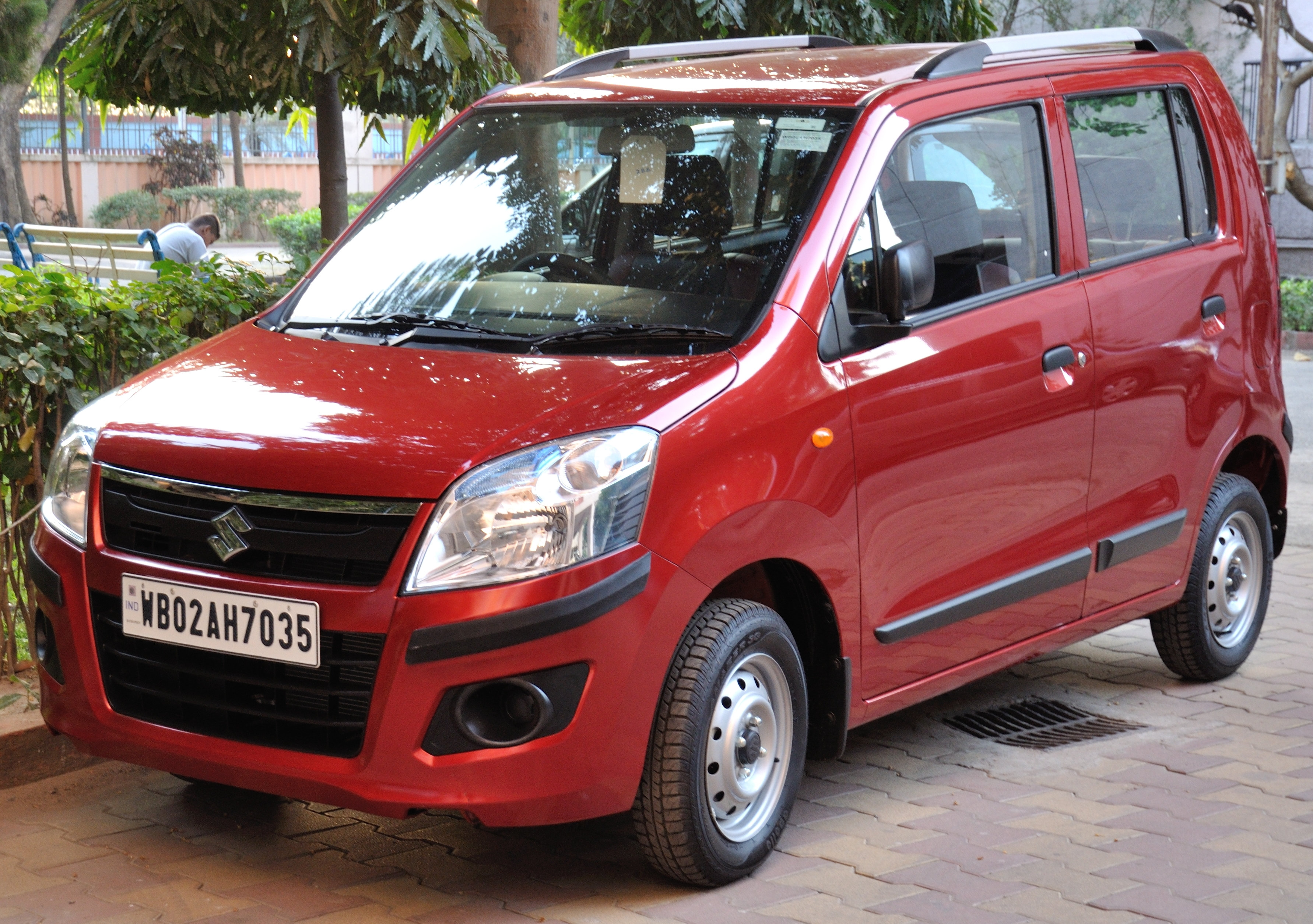
2代目マルチ・スズキ・ワゴンR
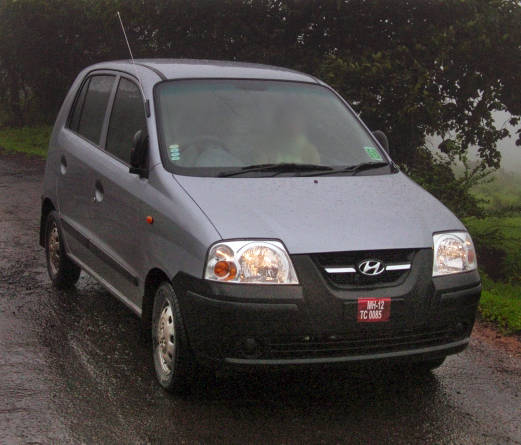
ヒュンダイ・サントロシング
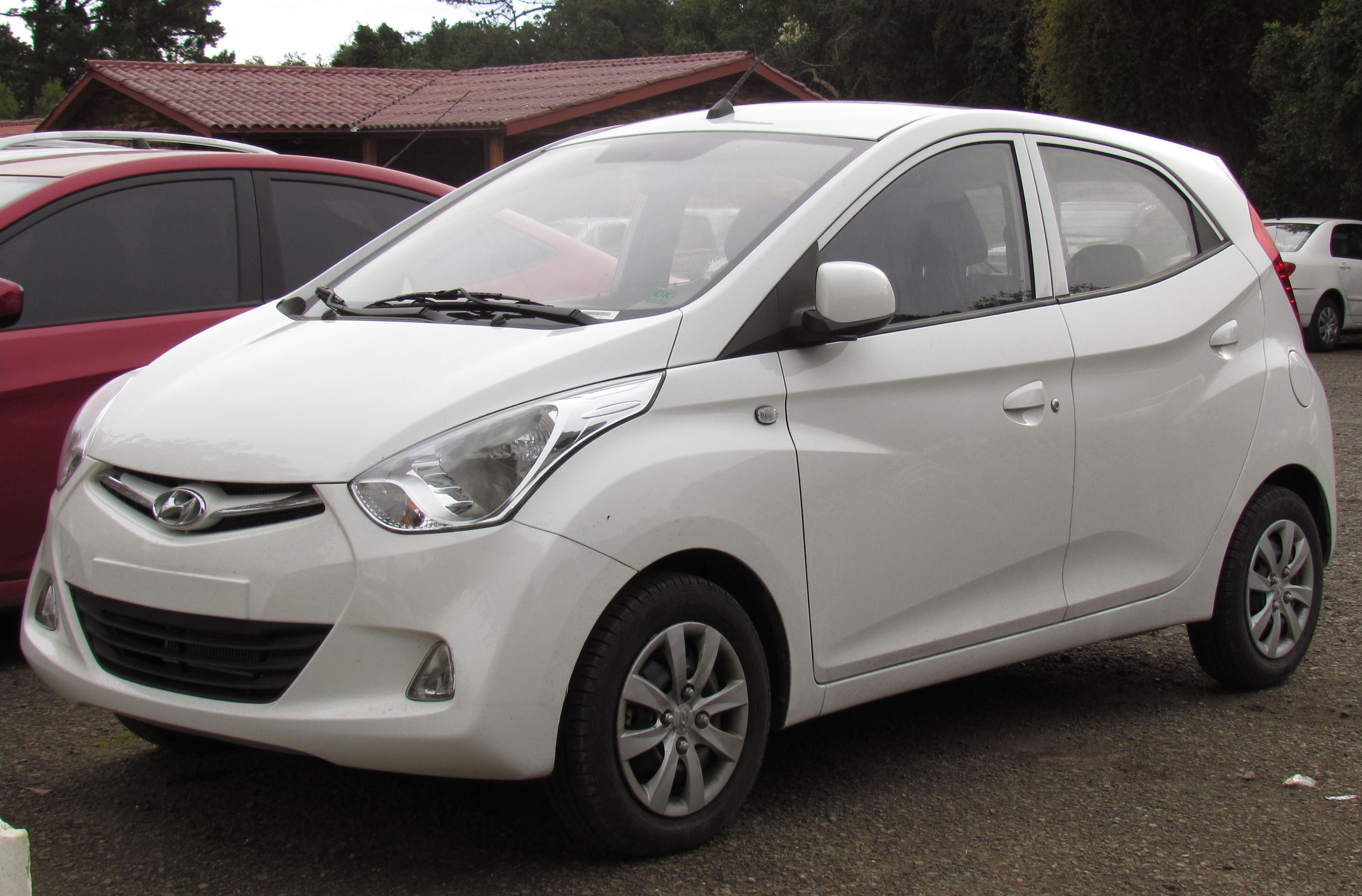
ヒュンダイ・イオン
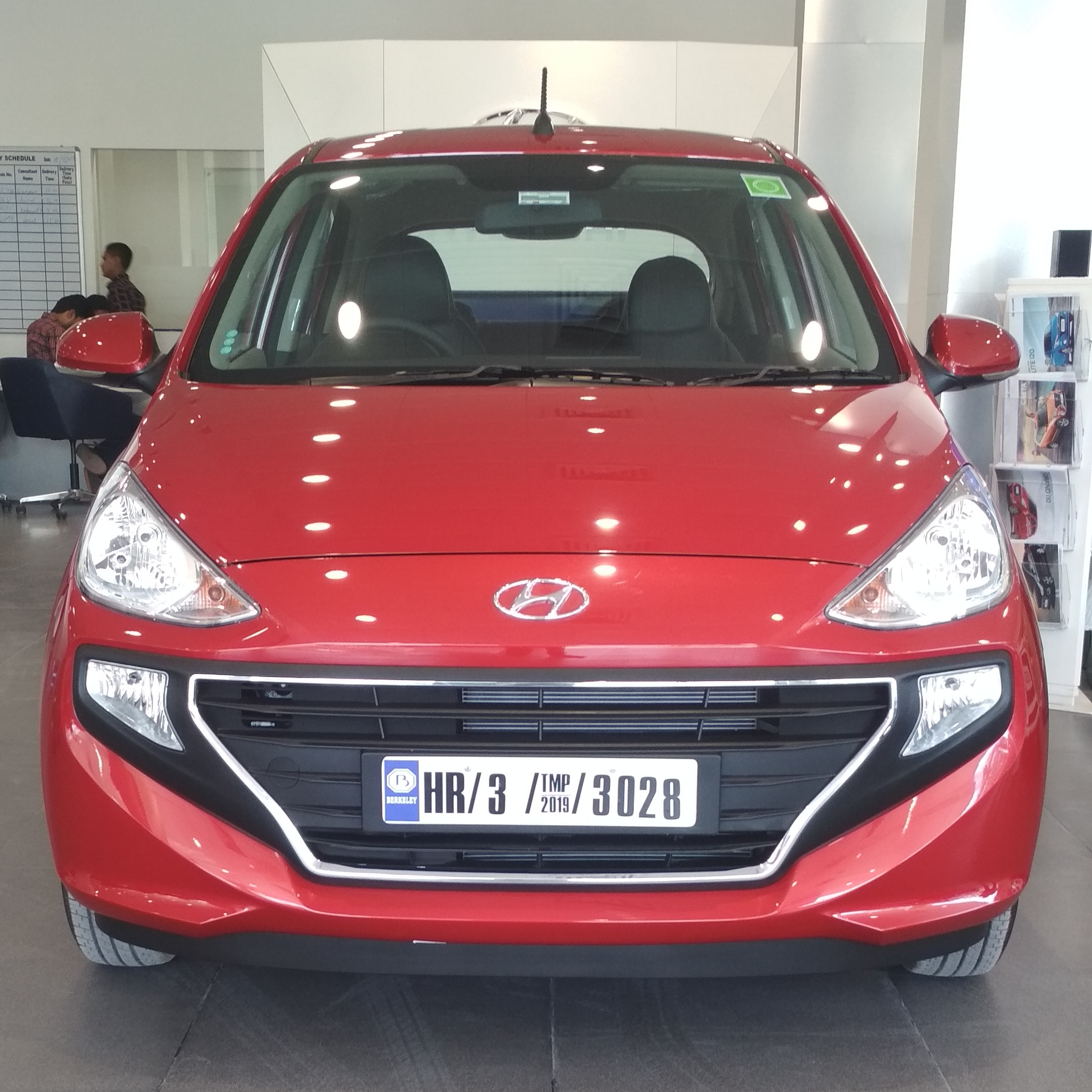
3代目ヒュンダイ・サントロ
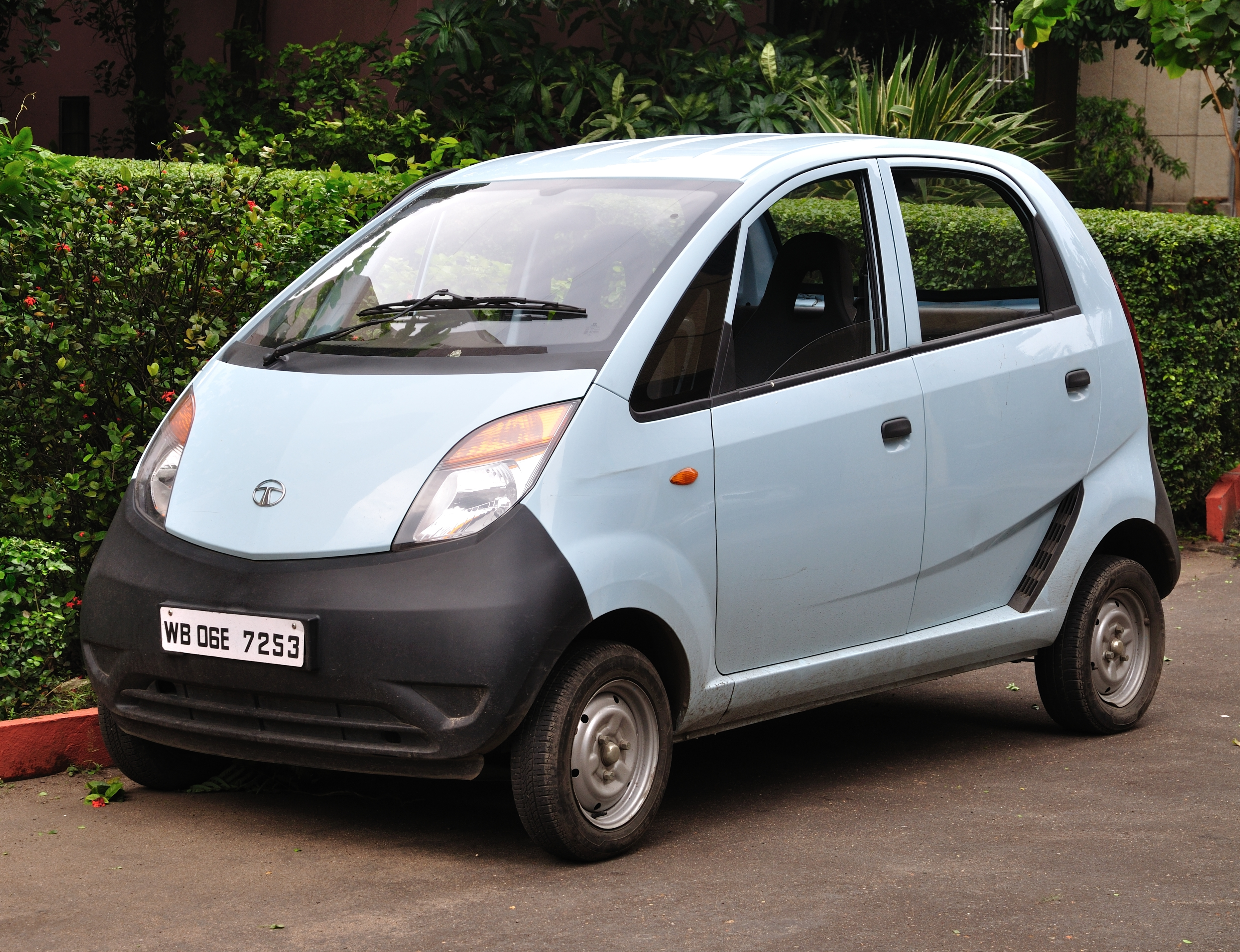
タタ・ナノ
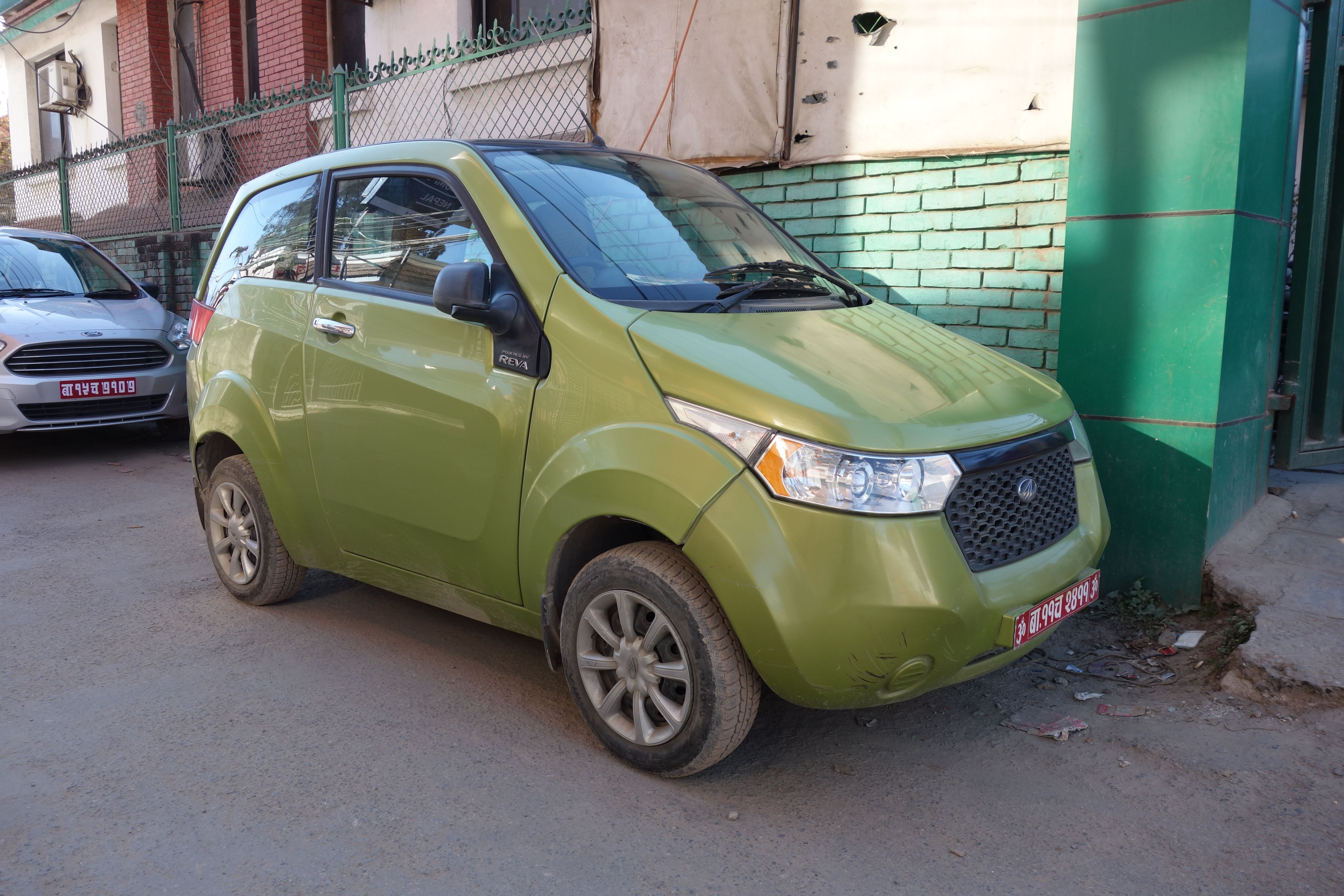
マヒンドラ・e2o
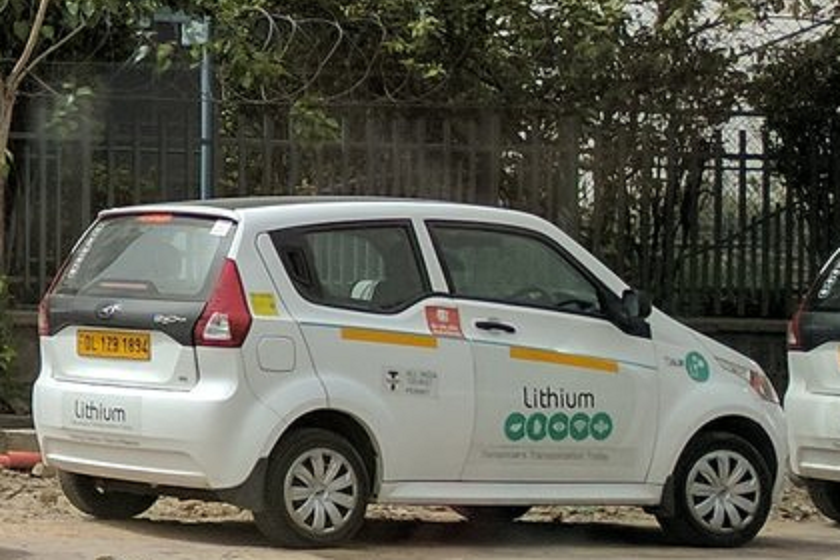
マヒンドラ・e2oプラス
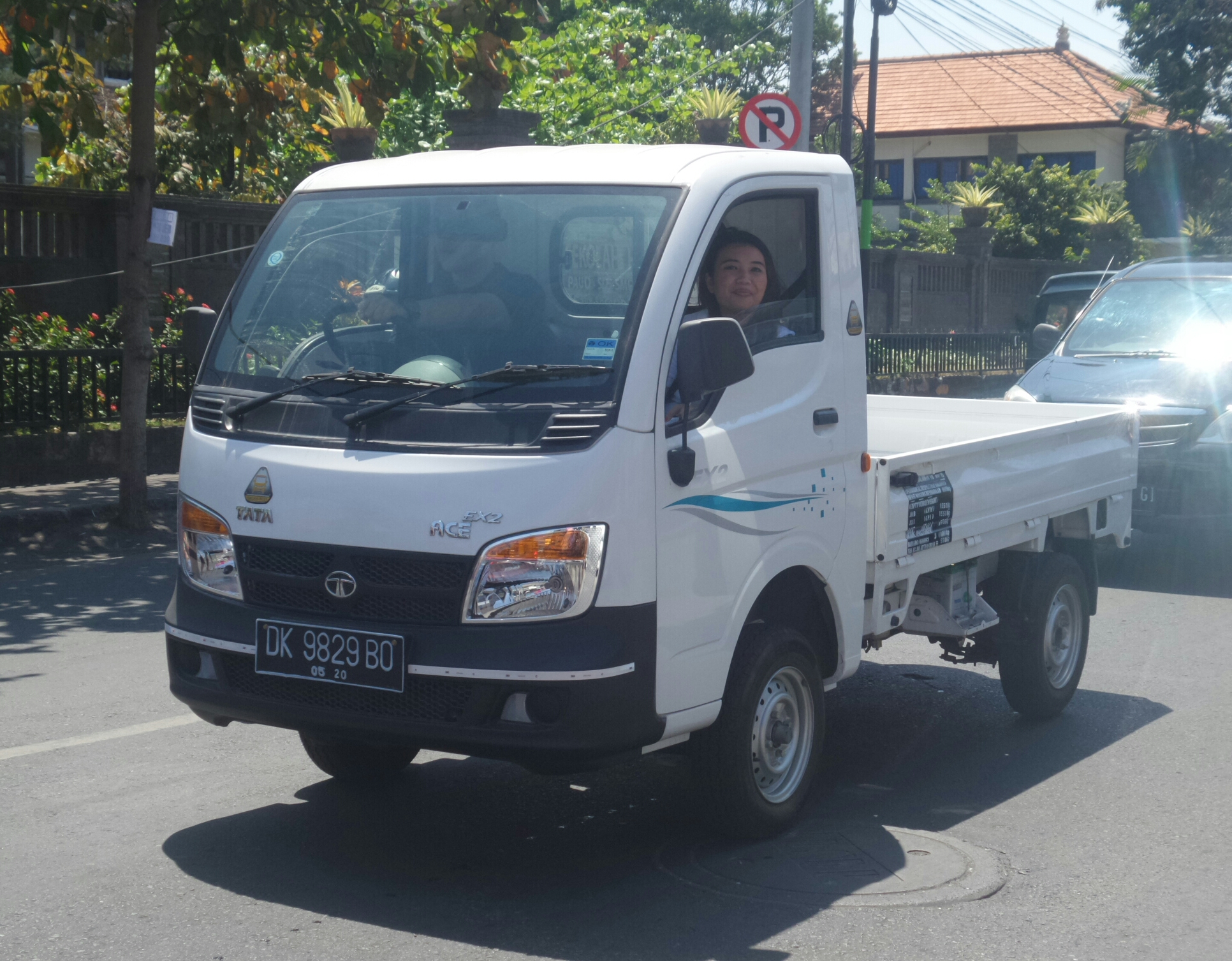
タタ・エース
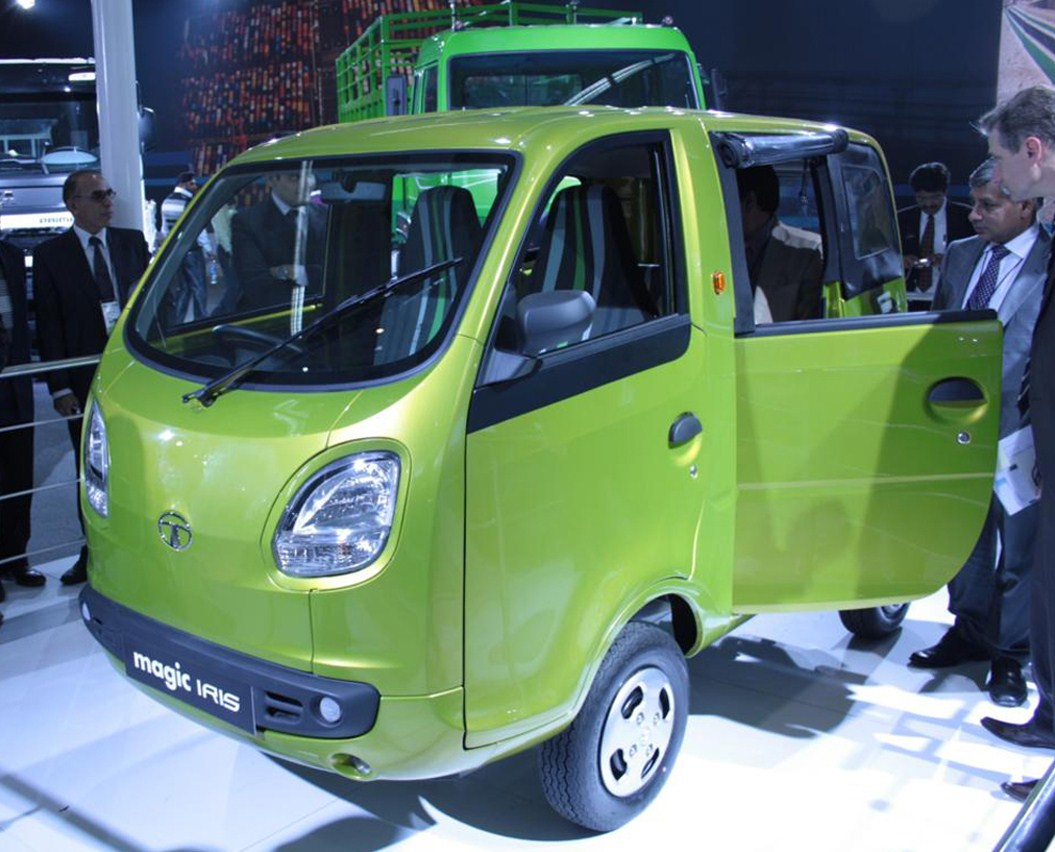
タタ・マジックアイリス
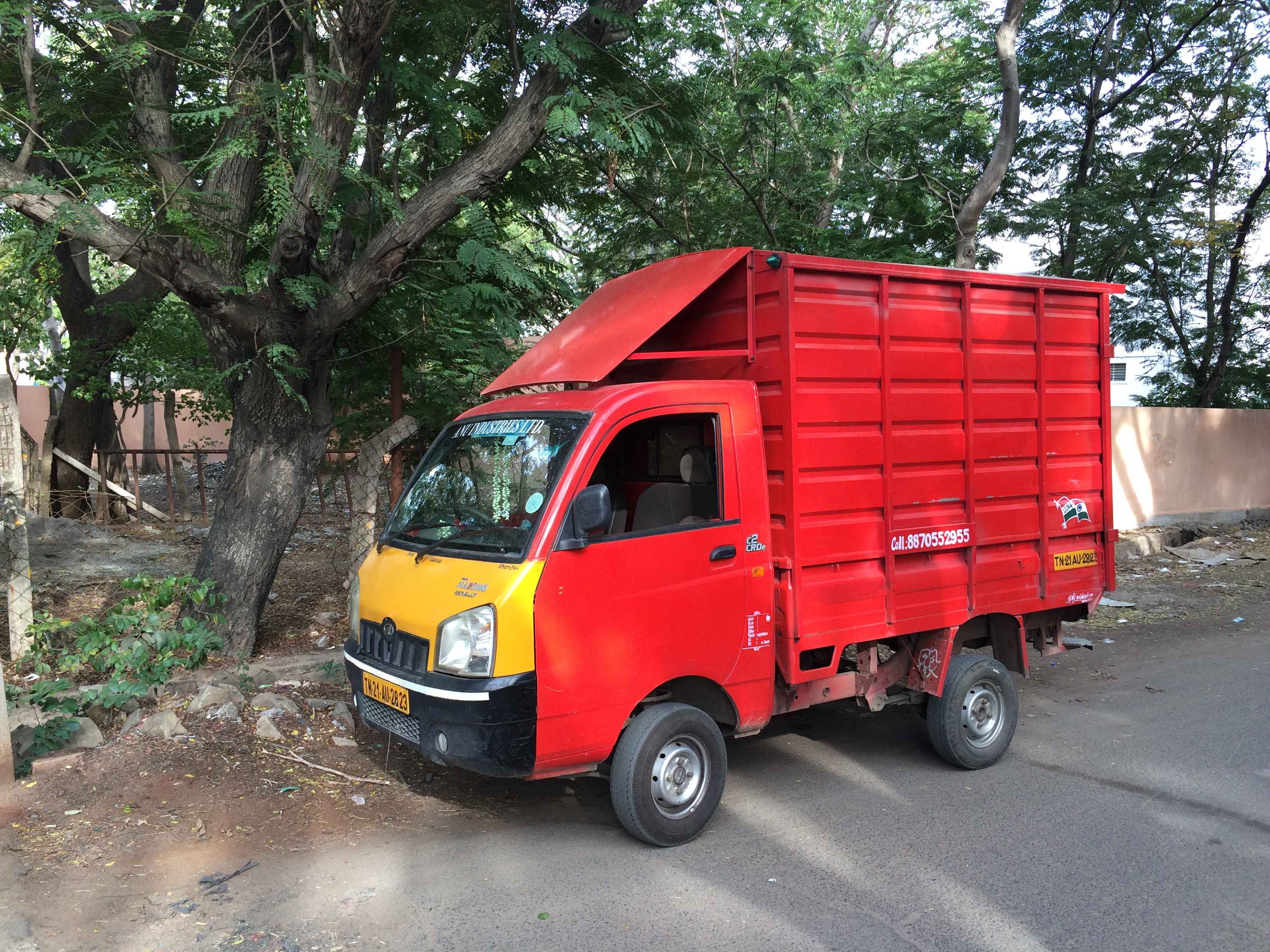
マヒンドラ・マキシモ
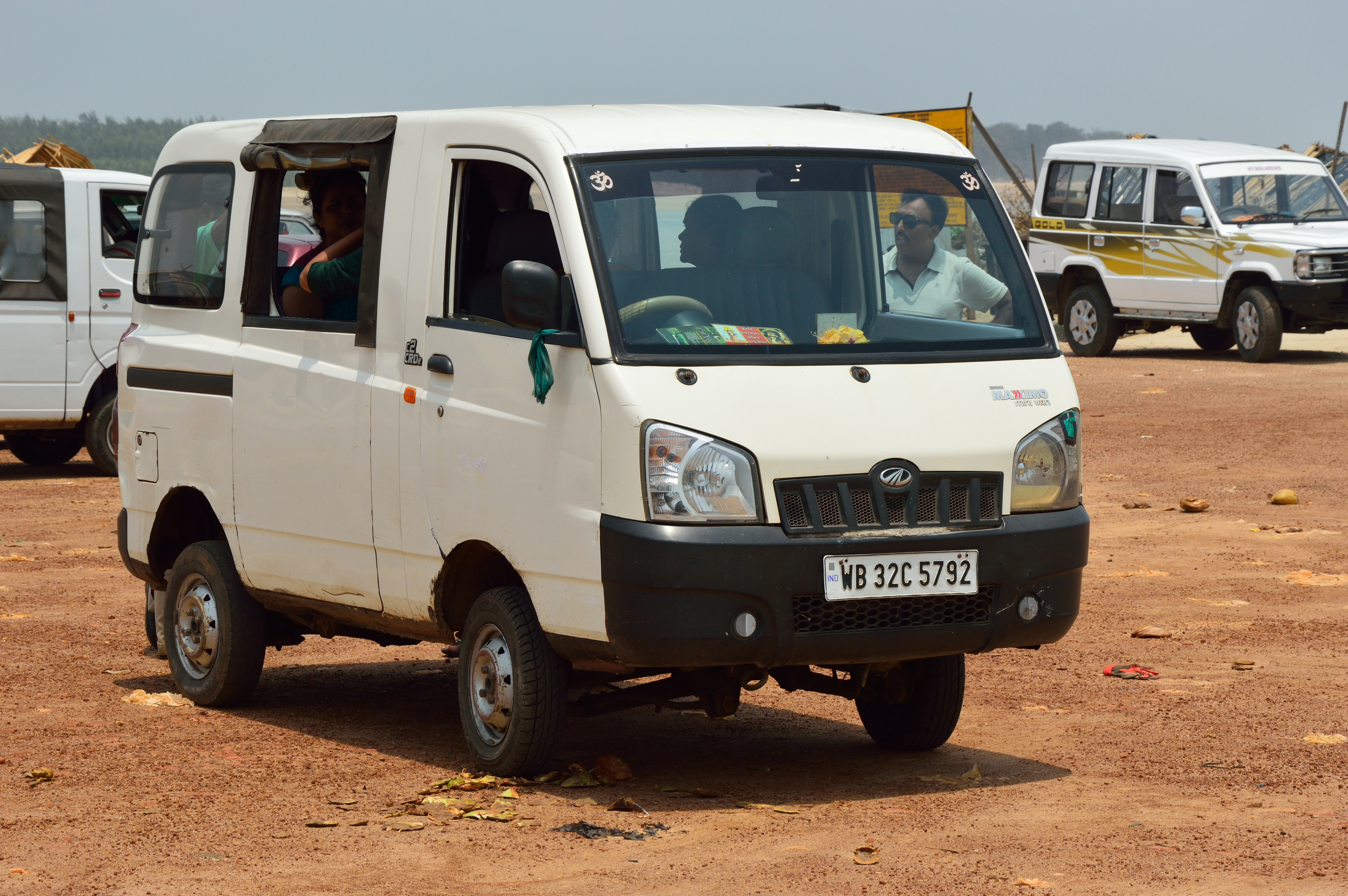
マヒンドラ・マキシモミニバン

### イギリス
1980年代のイギリスでは小型三輪自動車はオートバイ免許があれば運転でき、税制面でも二輪車とほぼ同じなため、オートバイのユーザーがセカンドカーとして利用していた。例としてリライアント・ロビンはミニよりやや高価であったが登録課税が安かったため、ランニングコストでは有利であった。

### フランス・クワドリシクル

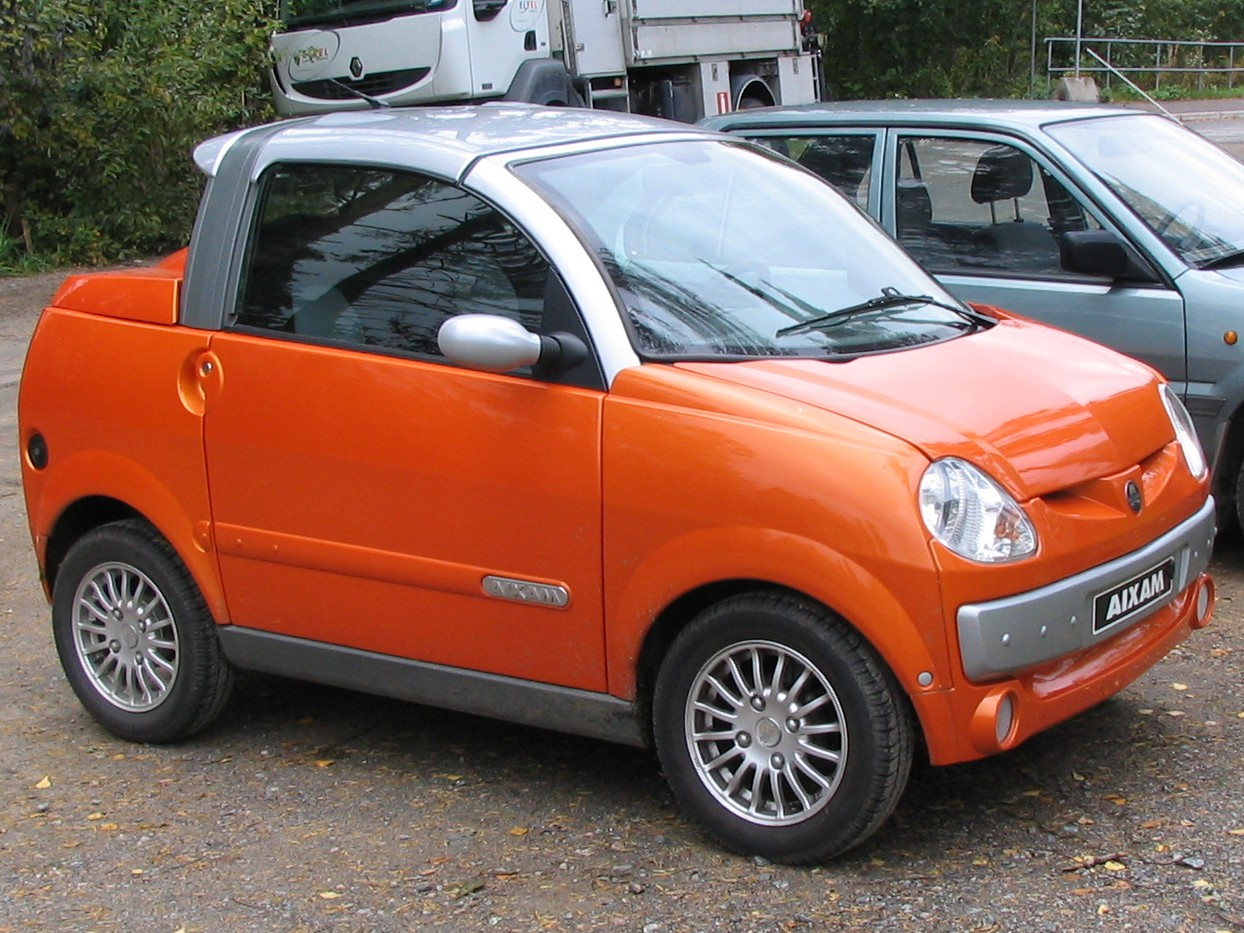
エグザム・スカウティー R
クボタ製2気筒400CCディーゼルエンジン搭載

クワドリシクル（quadricycle）とは、フランスを中心に日本の軽自動車に近い規格で造られている車。フランス語で「四輪自転車」の意であるが、日本語に訳せば「四輪原付」、あるいは特徴からいえばミニカーに近い存在といえる。
規格は「軽量車」（Quadricycle léger à moteur）と「重量車」（Quadricycle lourd à moteur）の2区分が存在しており、前者の「軽量車」は「排気量50cc以下の火花点火機関または最大出力4kw以下の原動機で、車両重量200kg以下、車両総重量350kg未満となること」とされている。
一方、後者の「重量車」は「最大出力15kW以下の原動機で、乗用の場合は車両重量400kg以下、車両総重量550kg未満。貨物の場合は最大積載量200kg以下、車両総重量1000kg未満」とされている。
最も大きな特徴は、法的に「自動車」とは別枠の扱いがされていることにある。なお軽量車は最高速度45km/hまでに限定され、高速道路を走れないなどの制限がある。かつては16歳以上なら無免許で運転できたが、2013年1月19日からの欧州免許制度改正により、軽量車はAMクラス（モペッド相当）免許、重量車はB1クラス免許が必要となる。
主なメーカーはエグザム、かつてF1チームを率いていたことで知られるリジェ、MCCなどがある。なお、今日のクワドリシクルにおいては400ccの水冷直列2気筒のディーゼルエンジンを搭載する車種が大部分を占めている。これは軽量車の排気量制限が火花点火機関（ガソリンエンジン）に限定されており、圧縮点火機関であるディーゼルエンジンや電気モーターにおいては最大出力の制限のみがかかるため。

## 「超小型車（超小型モビリティー）」の検討
2012年5月、日本国政府が軽自動車と二輪車の中間の車両として「超小型車（超小型モビリティー）」を道路運送車両法に加えることを検討していると報道された。ただ、道路運送車両法に「超小型車」が追加されたとしても、道路交通法の改訂も必要になるなど課題が多く、超小型車の実用化はいまだめどが立たない状況にある。
すでに日産自動車は、2010年に2人乗りの超小型電気自動車「ニュー モビリティー コンセプト」を開発し、横浜市などで公道走行を含む実証実験を進めている。ニュー モビリティー コンセプトの姉妹車であるルノー Twizyは、フランスはじめ欧州で販売が開始されている。トヨタ車体も1人乗りの超小型EV「コムス」を開発し、福岡県で実証実験が進められている。新型コムスはミニカー扱いですでに販売が開始された。他にも、ダイハツ工業は「PICO」、ホンダ「MICRO COMMUTER CONCEPT」、スズキ「Q-Concept」など、超小型車に否定的な3社（三菱自動車工業、マツダ、SUBARU）を除いた各社が2011年の東京モーターショーなどで展示している。
|                        | 軽自動車                                 | 超小型車（超小型モビリティー） | ミニカー |
| ---------------------- | ---------------------------------------- | --- | --- |
| 排気量                 | 660cc以下                                | 定格出力8kW以下 内燃機関の場合は125cc以下 | 50cc以下 電動機の場合は定格出力0.6kW以下 |
| 全長                   | 3.4m以下                                 | 軽自動車規格内 （2.5m以下の車両は側面方向指示器省略可） | 2.5m以下 |
| 全幅                   | 1.48m以下                                | 軽自動車規格内 （1.3m以下の車両は一部保安基準緩和） | 1.3m以下 |
| 乗車定員               | 4人                                      | 2人 （1人+年少者2人も装備があれば可能） | 1人 |
| 最大積載量             | 350kg                                    | 軽自動車規格内 | 30kg |
| 高速道路等             | 走行可                                   | 走行不可 自動車専用道路および道路交通法による一部車両通行規制が行われている道路（具体的には、主に最高速度が時速60キロメートルを超える規制速度に設定されている道路）も走行不可。 | 走行不可 高速自動車国道だけでなく、自動車専用道路および道路交通法による一部車両通行規制が行われている道路（具体的には、主に最高速度が時速60キロメートルを超える規制速度に設定されている道路）も走行不可。 |
| 車検                   | 有り                                     | 現時点では無し・ただし認定を要する | 無し |
| 特徴                   | 小型自動車（登録車）よりも維持費が割安。 | 現時点では認定された運行地域のみ走行できる。 軽自動車よりも更に維持費が割安。                                                                                                   | ファミリーバイク特約で任意保険に加入できる。 車庫（保管場所）は不要。 |
| 有料道路の通行料金区別 | 軽自動車等                               | 現時点では未定 | 道路運送車両法においては原動機付自転車に該当するため軽車両等 |
| その他                 | 道路運送法に基づく自動車道も走行可       | 道路運送法に基づく自動車道の走行可否は現時点では不明 | 道路運送法に基づく自動車道の走行の可否については不明 |

### 超小型モビリティの区分
超小型モビリティは、その大きさや定格出力に応じて、3つの区分（軽自動車（認定車）、軽自動車（型式指定車）、第一種原動機付自転車（ミニカー））に分かれる。
|          | 軽自動車（認定車） | 軽自動車（型式指定車） | 第一種原動機付自転車（ミニカー） |
| -------- | ------------------ | ---------------------- | -------------------------------- |
| 最高速度 | 個別の制限付与     | 構造上60km/h           | 60km/h（道路交通法）             |
| 定格出力 | 0.6kW～8.0kW       | 0.6kW超                | 0.6kW以下                        |
| 長さ     | 3.4m以下           | 2.5m以下               | 2.5m以下                         |
| 幅       | 1.48m以下          | 1.3m以下               | 1.3m以下                         |
| 高さ     | 2.0m以下           | 2.0m以下               | 2.0m以下                         |